# Poséidon
Pour les articles homonymes, voir Poséidon (homonymie).
Poséidon  (en grec ancien Ποσειδῶν / Poseidôn, en crétois, en béotien Ποτειδάων / Poteidáōn) est un dieu majeur de la Grèce antique, où il intervient principalement en tant que dieu de la mer, des séismes et des chevaux, plus généralement une incarnation de la force brute de la nature, possédant également d'autres pouvoirs et attributs dérivés des précédents, par exemple ceux liés aux sources et à la fertilité.
Dans les mythes, il est un Cronide, l'un des fils de Cronos et de Rhéa, frère de Zeus, qui reçoit lors du partage du monde la souveraineté sur les mers, tout en étant soumis à l'autorité suprême du roi des dieux. Plusieurs récits relatent ses échecs à devenir le protecteur de cités, notamment Athènes. Il intervient régulièrement dans d'autres mythes, rarement en tant que personnage principal, mais il peut avoir un rôle important dans l'intrigue, notamment en exécutant une vengeance contre une faute commise envers lui ou un autre dieu. On lui prête de nombreuses conquêtes en plus de son épouse Amphitrite, et une importante progéniture, composé de personnages souvent violents et menaçants, mais aussi de héros fondateurs de lignées humaines importantes.
Les cultes de Poséidon sont répandus dans tout le monde grec, où il est en particulier invoqué pour protéger des périls lors des voyages en mer, des tremblements de terre et des raz-de-marée, parce qu'il a le pouvoir d'apaiser les forces de la nature. Il est également invoqué en tant que dieu des chevaux, pour permettre le contrôle de leur force lors de courses. Ses sanctuaires se trouvent rarement dans les espaces urbains mais plutôt en marge des espaces habités, notamment sur des promontoires rocheux dominant la mer, des îles, ou à proximité de sources. Plusieurs jouent le rôle de lieu de refuge et servent de lieux de réunion de ligues de cités.
Les Romains l'assimilent à leur Neptune (en latin Neptūnus), qui conserve essentiellement les traits marins du dieu grec. Cela explique pourquoi Poséidon est avant tout considéré dans les représentations modernes comme le dieu de la mer des Grecs, laissant de côté ses autres compétences.

## Noms

### Étymologie
L'étymologie de Poséidon est discutée, et aucune des propositions avancées ne fait consensus,,,.
Le nom se présente sous différentes variantes selon les dialectes : po-se-da-o (Poseidaon ?) en mycénien, Poteidán en dorien, Poseidōn en grec classique. La principale différence se fait entre les formes commençant par pos- et celles commençant par pot-, cette dernière semblant correspondre à la forme originale,,.
La première partie du nom est généralement interprétée par le grec potei- signifiant « Seigneur », « Maître » ou « Époux »,. La seconde partie du nom est celle qui pose le plus de problèmes. Paul Kretschmer a proposé qu'il s'agisse de da-, « terre », et que le nom originel du dieu signifie « Époux de la Terre ». Cette étymologie est souvent reprise, mais elle a été critiquée. Walter Burkert la juge impossible à prouver,,. Parmi les autres propositions avancées : « celui qui connaît le chemin (de la mer) », « Seigneur de l'eau ».
Reste la possibilité que le nom ne soit pas d'origine grecque et indo-européenne, mais « pré-hellénique », ce qui expliquerait les difficultés d'interprétation,.

### Épithètes
Comme les autres grandes divinités grecques, Poséidon dispose dans les textes antiques d'épithètes (ou épiclèses) qui révèlent certaines de ses qualités et compétences. Plusieurs dizaines sont attestées, ce qui le place parmi les divinités qui en a le plus, après (mais loin derrière) Zeus, Apollon, Artémis et Athéna. Dans ces textes, elles peuvent suivre le nom du dieu (par exemple Poséidon Sôter, « Poséidon sauveur »), ou bien elles peuvent le remplacer. Dans les poèmes, notamment ceux d'Homère, il est souvent désigné comme l'« Ébranleur du sol/de la terre », Ennosigaios/Ennosichthon. Dans le culte, il dispose de nombreuses épithètes, qui renvoient en général au pouvoir pour lequel on l'invoque. Parmi les plus courantes se trouvent Asphal(e)ios « Inébranlable », qui protège des séismes et aussi des tempêtes maritimes, et Hippios qui renvoie à son rôle de maître des chevaux. Un bon nombre d'autres épithètes renvoient aux compétences telluriques et chevalines du dieu. En revanche celles liées au domaine maritime sont moins nombreuses. Parmi les épithètes renvoyant à des lieux, la plus courante est Helikonios, qui fait référence à la cité d'Hélikè (à moins qu'il ne s'agisse du mont Hélicon).

## Origines

### Premières attestations: les tablettes mycéniennes

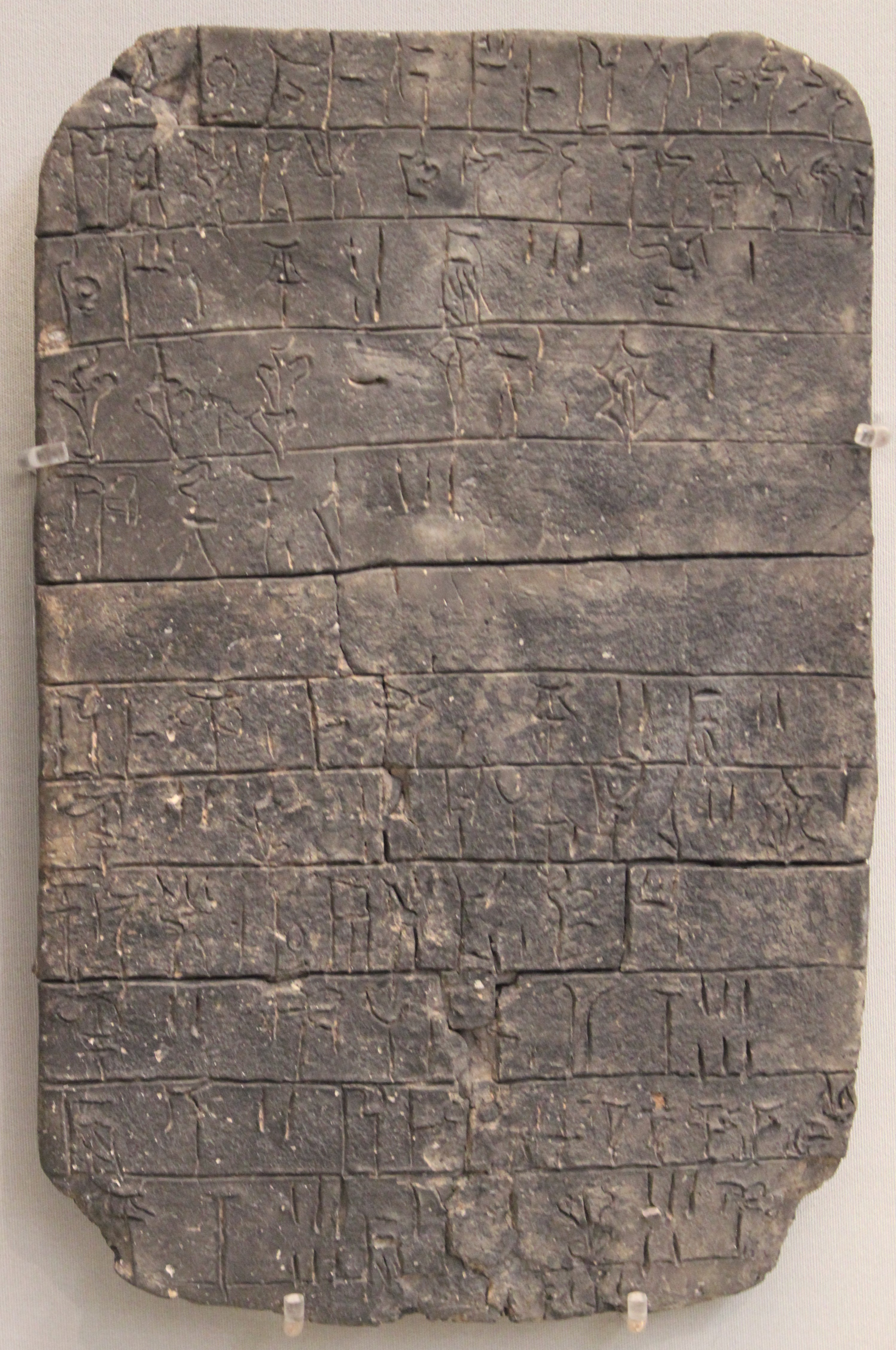
Tablette en linéaire B provenant du palais de Pylos, enregistrant des offrandes pour Poséidon., musée national archéologique d'Athènes.

Durant la période mycénienne palatiale (v. XIIIe siècle av. J.-C.), Poséidon fait partie des divinités apparaissant dans les tablettes comptables en linéaire B documentant des livraisons d'offrandes (dosmoi) qui leur sont faites. Il est notamment très présent dans les tablettes provenant de Pylos, où il semble avoir le statut de dieu principal,. Il figure parmi les divinités recevant du souverain local des offrandes en céréales, vin, taureaux, fromages, peaux de moutons et miel. S'y trouve aussi mentionnée son pendant féminin, Posidaeia, qui disparaît par la suite, ainsi qu'un sanctuaire à son nom (Posidahion) voire des membres de son clergé (Posidawes),. On trouve également à Pylos un dieu nommé Ennosidas, une des épithètes de Poséidon aux époques postérieures, donc une divinité indépendante qu'il a assimilée après l'époque mycénienne.

### Hypothèses sur les origines
Les recherches sur les origines de Poséidon se sont plus intéressées à son association au cheval et aux eaux douces terrestres qu'à ses fonctions marines, qui sont généralement considérées comme un ajout tardif,.
Fritz Schachermeyr a consacré un ouvrage spécifique à la question. Selon lui, Poséidon a pour ancêtre un dieu-cheval indo-européen aux compétences avant tout chthoniennes. Le cheval représente l'esprit divin (numen) et est lié à l'élément liquide, à la fertilité et au monde souterrain, plusieurs mythes associant cet animal et la création de sources. Lors de l'arrivée des premiers locuteurs de langue grecque en Grèce, ils assimilent ce dieu à un dieu minoen, parèdre de la déesse de la Terre minoenne, ce qui expliquerait son nom « époux de la Terre »,,. Il développe également l'idée selon laquelle le culte hellénique de Poséidon en tant que dieu du cheval pourrait être lié à l'introduction du cheval et du char de guerre d'Anatolie en Grèce vers 1600 av. J.-C., que reprend Walter Burkert. Martin P. Nilsson a rejeté l'idée de fusion avec un dieu minoen pour voir en Poséidon un dieu proprement grec, qui serait originellement bien associé à l'eau, dérivé d'un dieu indo-européen des eaux douces et salées ayant l'aspect d'un cheval,.
M. Robertson est plus sceptique et considère que les résultats des recherches sur les origines du dieu n'ont pas donné de résultat solide. R. Gordon considère de son côté que la manière dont ses domaines de compétence se relient reste insaisissable, alors que sa compréhension permettrait d'expliquer ses origines.

### Un ancien dieu souverain?
L'image de « dieu déchu » qui ressort des mythes dans lesquels Poséidon perd la souveraineté sur des territoires face à d'autres dieux, et plus encore sa subordination à son frère Zeus ont donné naissance à diverses interprétations historiques selon lesquelles Poséidon serait originellement un dieu souverain, voire céleste (en tout cas sans lien avec la sphère marine), qui aurait ensuite été relégué au second plan lorsque Zeus en vient à assumer le rôle premier. Cette reconstitution historique a été proposée par Ulrich von Wilamowitz-Moellendorff, puis reprise et développée dans d'autres travaux,,.
C. Doyen est parti de l'importance de Poséidon dans les tablettes mycéniennes de Pylos, où il aurait eu le statut de dieu principal, figure souveraine et paternelle, pour tracer ensuite son déclassement au profit de Zeus.

## Pouvoirs et fonctions

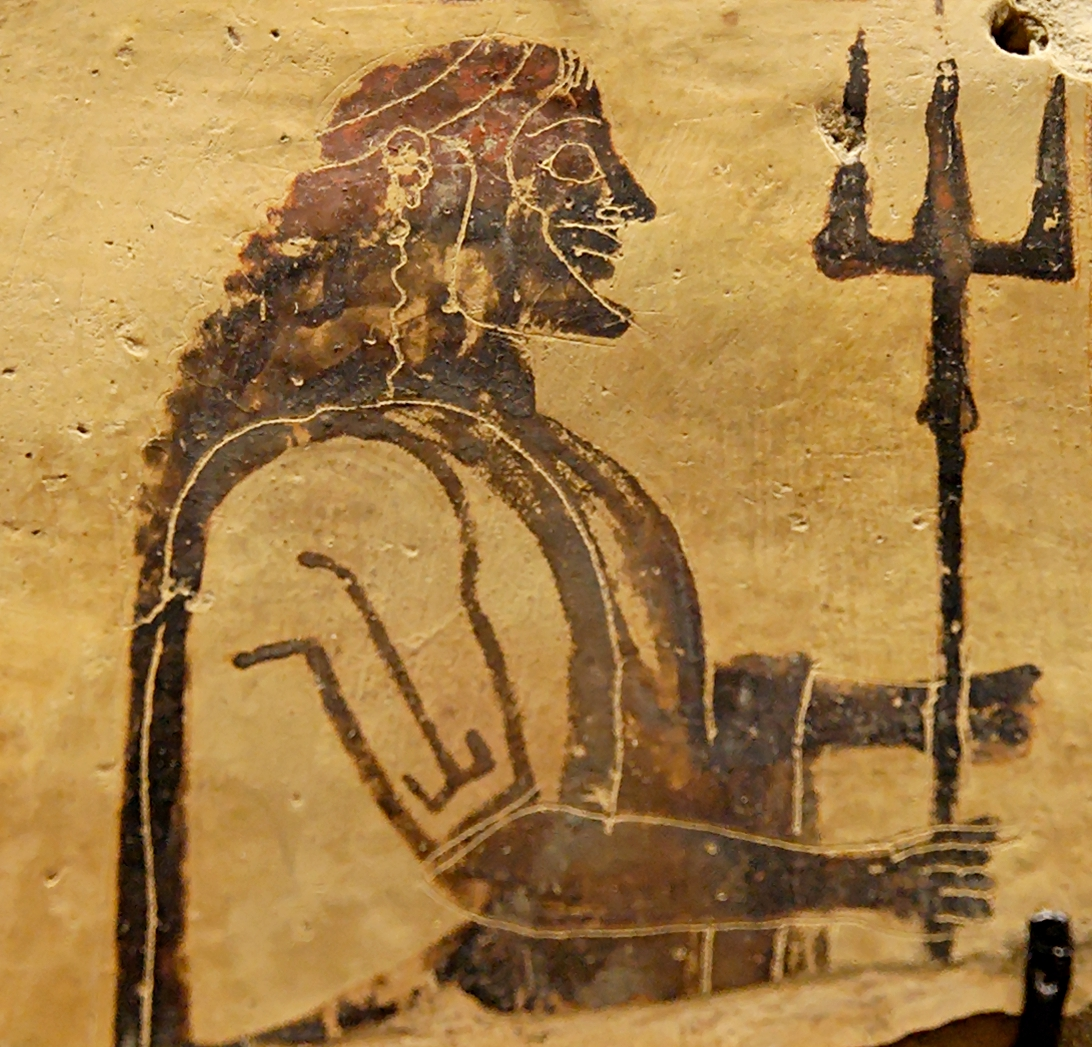
Poséidon tenant son trident, plaque corinthienne de Penteskouphia, v. 550--525 Musée du Louvre.

Comme le reste des divinités principales de la Grèce antique, Poséidon a des pouvoirs qui ne se limitent pas à un seul domaine. On reconnaît trois domaines privilégiés où s'exprime la puissance de Poséidon, qui renvoient tous aux forces naturelles : il est un dieu des mers (plutôt celles qui sont agitées), de la terre et des forces telluriques (en particulier les séismes) et des chevaux (plutôt sous leur aspect sauvage). Cela ressort aussi bien dans la littérature que le culte, notamment par l'analyse de ses épithètes poétiques et cultuelles (épiclèse). Déjà dans son hymne homérique (XX, 5) il est présenté comme « dompteur de chevaux et sauveur de navires », dans Les Nuées d'Aristophane (566-567) il est « le puissant maître du trident, le farouche souleveur de la terre et de la mer », tandis que Pausanias (Description de la Grèce VII, 21, 7) dit de lui qu'on le connaît principalement sous ses épiclèses liées à la mer (Pelagaios), aux tremblements de terre (Asphal(e)ios) et aux chevaux (Hippios), ces deux derniers correspondant effectivement à deux des surnoms du dieu les plus répandus dans le monde grec.

« En dehors de tous les noms attribués par les poètes à Poséidon pour embellir leurs vers et des noms particuliers que chacun lui donne, mais qui ne sont que des appellations locales, on lui accorde en général les surnoms suivants : Pélagaios (Marin), Asphalios (Inébranlable) et Hippios (Patron des chevaux). »

— Pausanias (trad. Y. Lafond), Description de la Grèce.

### Un dieu des mers
Dès l'époque des épopées homériques, Poséidon est défini comme le dieu de la mer, trait qu'il conserve durant le reste de l'histoire grecque,,,. Il porte alors des épiclèses telles qu’Epaktaios « sur la côte » à Samos, Pelagios « marin » à Athènes et à Rhodes, Pontios « de la mer » au cap Ténare. Une de ses épiclèses les plus répandues, Asphaleios « de la stabilité », peut également être employée en contexte marin, puisqu'à Aigéai en Cilicie elle partage un autel avec Aphrodite Euploia « bonne navigation ». Nombre de ses sanctuaires sont situés sur les côtes littorales, notamment sur des promontoires tels que le cap Sounion, cap Ténare, cap Mycale,, et plusieurs villes côtières portent des noms dérivés du sien, comme Potidée en Chalcidique et Poseidonia en Lucanie.

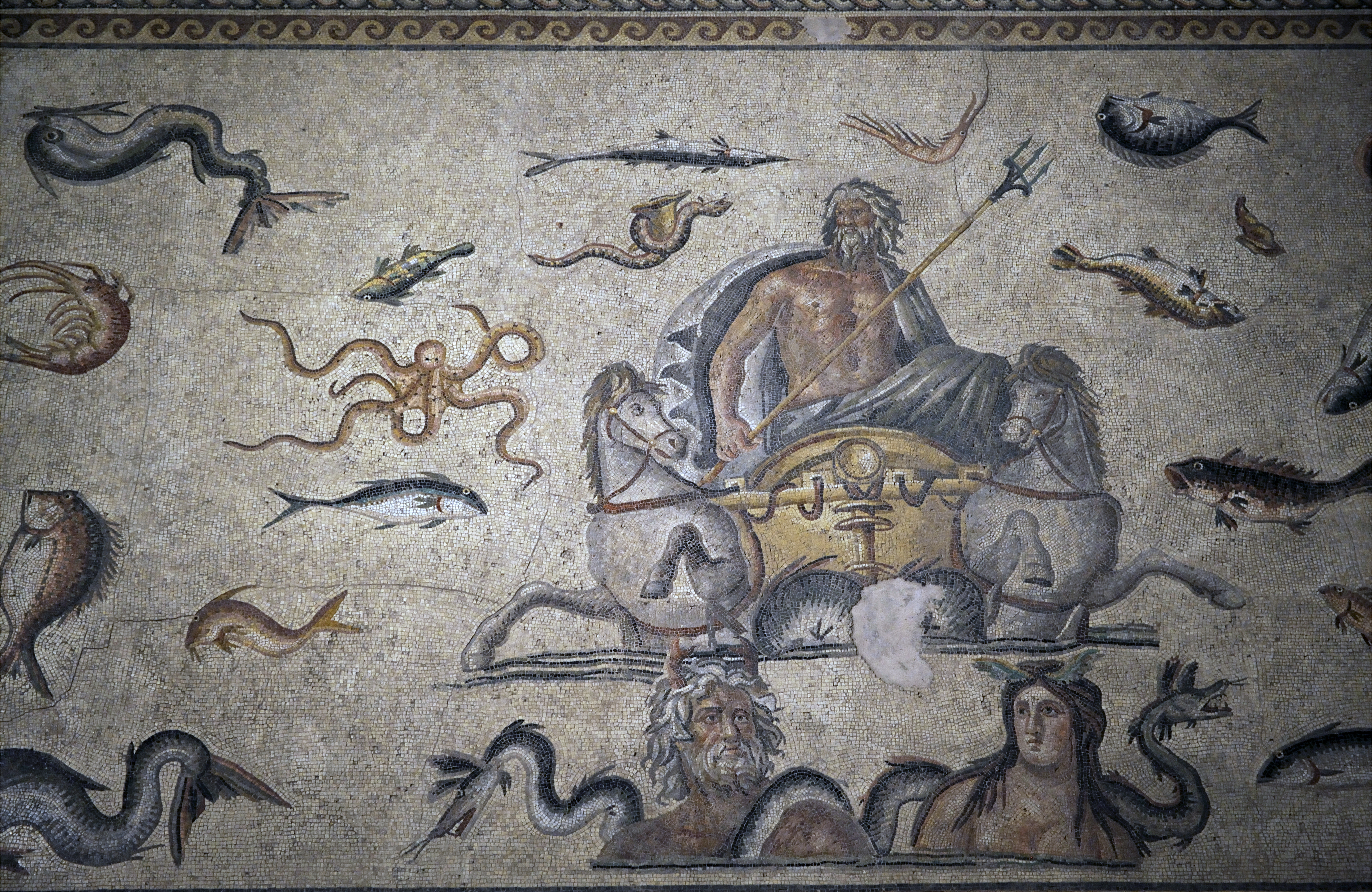
Poséidon/Neptune sur son char tiré par deux hippocampes, entouré de poissons ; Océan et Thétys sont représentés en dessous. Zeugma, III. Musée archéologique de Gaziantep.

L’Iliade (XV, 183-193) évoque le mythe de partage du monde entre les trois fils de Cronos, une fois ce dernier vaincu : Zeus reçoit le ciel (et la primauté sur ses deux frères), Hadès le monde souterrain, et Poséidon la mer,. Cette tradition pourrait conserver en mémoire le fait que Poséidon n'est pas originellement une divinité maritime, domaine réservé à d'autres divinités plus anciennes. En tout cas, il est le souverain des mers, un « véritable Zeus marin », qui exerce son autorité sur les divinités et créatures liées à celles-ci, en particulier Pontos la personnification de la mer, Océan et les Océanides et Nérée et les Néréides. La Théogonie et d'autres textes archaïques lui donnent pour épouse Amphitrite, fille de Nérée, avec laquelle il a un fils, Triton, autre être lié au monde marin. L’Iliade (XIII, 17-31) et l’Odyssée (V, 381) situent sa résidence au fond de la mer, nommée d'Aegae/Aigai, dont la localisation est débattue, car plusieurs villes portent ce nom : en Thrace ou en Achaïe (Aigéai/Égées) ou encore en Eubée.
Plus spécifiquement, « en tant que dieu marin, Poséidon est plutôt celui de la mer soulevée que de la bonace » (P. Lévêque et L. Séchan). Il est la force brute de la mer, qu'il déchaîne ou apaise. Il commande aux tempêtes, aux raz-de-marée et aux flots violents qui rendent les voyages maritimes imprévisibles,,. La fête des Gerastia à Geraistos en Eubée qui lui est consacrée aurait pour origine une tempête particulièrement destructrice, peut-être celle qui aurait fait sombrer la flotte d'Ajax le petit au retour de Troie. Ceux qui s'embarquent sur la mer peuvent donc l'invoquer donc sous son appellation Poseidon Sôter, « Sauveur » (notamment au cap Sounion), afin de l'apaiser et qu'il leur épargne les tempêtes, les flots impétueux et les naufrages,,.
Poséidon est un dieu des pêcheurs, notamment ceux allant pêcher du thon en haute mer, qui lui font de nombreuses offrandes,. On lui consacre à Lampsaque des offrandes de poissons. Certains de ses sanctuaires ont des viviers de poissons où il est en revanche proscrit de puiser. Les frais du culte du sanctuaire de Poséidon Phykios (lié aux algues marines, varech) de Mykonos (v. 220-200 av. J.-C.) sont financés par une taxe sur la pêche,.
Poséidon est également révéré par les marchands maritimes, on place sous son patronage les constructions d'aménagements portuaires, et on considère que les victoires lors de batailles navales sont dues à son soutien. En revanche, étant donné qu'il est associé au caractère brutal de la mer, les pilotes de bateaux se placent plutôt sous le patronage d'Athéna que le sien,. Pour autant, Poséidon ne semble pas être la divinité vers laquelle les navigateurs et voyageurs maritimes grecs se tournent en priorité pour arriver à bon port, car sa présence dans ce domaine est plus limitée qu'on ne le suppose généralement. Il semble certes y jouer un rôle important à l'époque archaïque, mais par la suite les offrandes se dirigent plutôt vers Zeus et Apollon. Dans l'onomastique il n'est pas non plus le dieu le plus associé au domaine maritime, car Aphrodite dispose de plus d'épiclèses renvoyant à cette sphère.

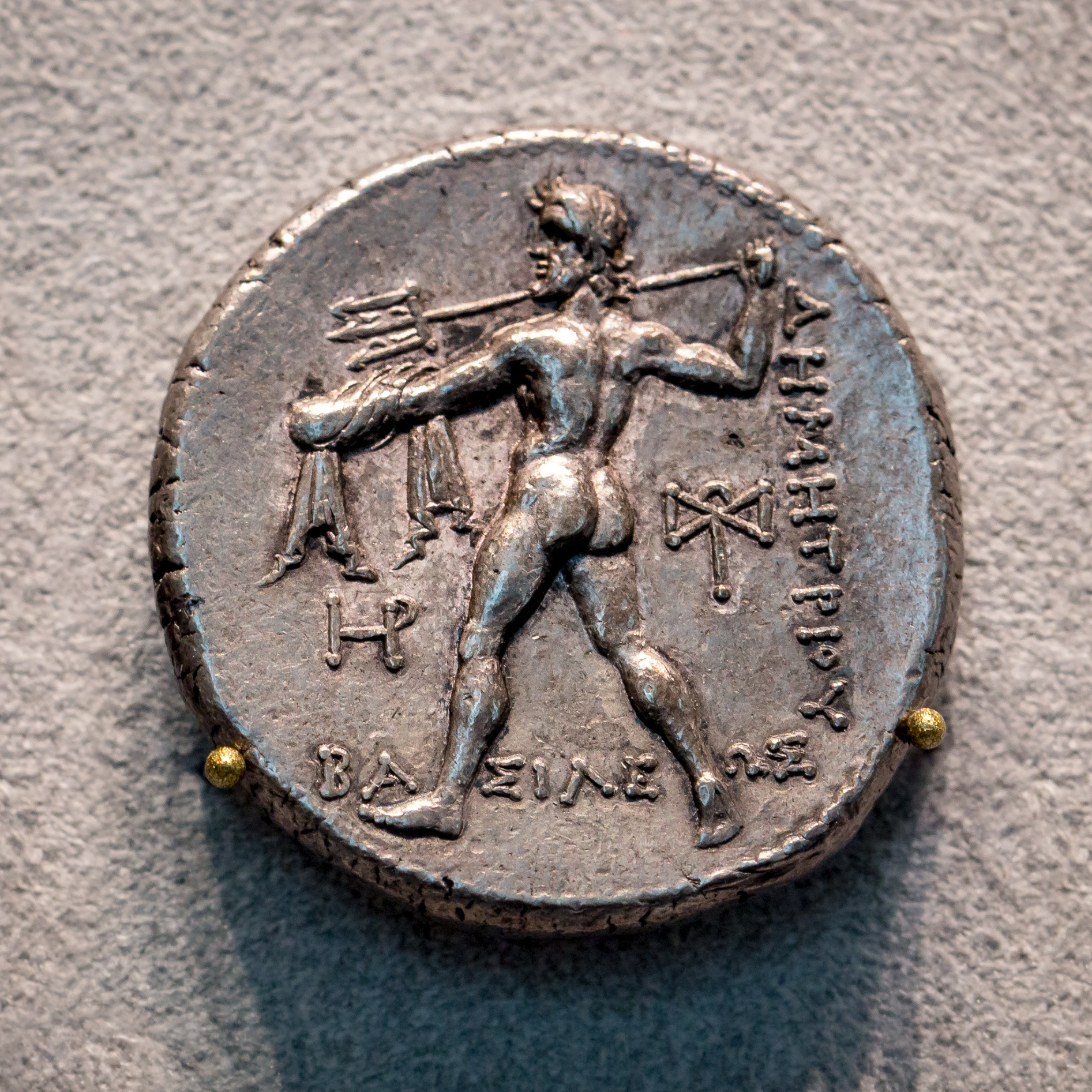
Tétradrachme en argent de Démétrios Poliorcète (frappé v. 300--295) représentant Poséidon brandissant son trident.

Il est généralement considéré que l'arme-attribut de Poséidon, le trident, est une représentation de sa fonction de dieu marin, car c'est l'arme des pêcheurs de thon,,, mais d'autres y voient plutôt un attribut de la foudre (en lien avec les tempêtes marines ?) ou de la royauté (motif d'origine indo-européenne). Dans l'art, le dieu est également souvent représenté accompagné d'un dauphin, de poissons et de monstres marins,. Concernant le dauphin, Hygin (Astronomie II, 17) rapporte un récit suivant lequel cet animal aurait aidé Poséidon à retrouver Amphitrite alors qu'elle fuyait ses avances, et qu'en remerciement le dieu l'aurait placé parmi les constellations. Un motif populaire est la représentation du dieu sur son char marin tiré par des hippocampes, entouré de Néréides, de tritons soufflant dans des conques, et de poissons. Ce type de décor du dieu avec un thiase marin est repris pour les représentations du romain Neptune, qui intègre avant tout de Poséidon ses attributions et qualités de dieu marin.

### Un dieu des séismes
Par bien des aspects Poséidon est lié à la terre et aux forces telluriques. Il est avant tout reconnu comme un dieu des séismes, souvent affublé de l'épithète Ennosigaios/Ennosidas/Ennosichthon/Seisichthon « ébranleur du sol/de la terre », ou encore Gaiaochos « celui qui tient la terre (en tant que maître ?) » et Temeliouchos « qui tient les fondations »,,,,. Il est celui qui provoque les grondements du sol de la même manière que Zeus fait tonner le ciel. 
Comme Zeus se sert de la foudre pour châtier des humains, garantir le bon ordre ou leur envoyer des signes, il emploie les tremblements de terre dans des buts identiques, ce qui se retrouve notamment dans des récits liés à Sparte et à ses rois. Xénophon rapporte ainsi dans ses Helléniques que Poséidon prouve l'illégitimité d'un prétendant au trône spartiate en chassant son père de la chambre nuptiale par un tremblement de terre (III, 3, 2), ou encore qu'il avertit des rois conduisant des troupes qu'ils doivent arrêter leur campagne en provoquant des séismes (IV, 7, 4-5). On attribue au dieu d'avoir causé le tremblement de terre qui ravage Sparte en 464 av. J.-C., parce que les autorités spartiates l'avaient outragé en chassant de son sanctuaire du Ténare des Hilotes qui s'y étaient réfugiés et s'étaient placés sous sa protection, avant de les tuer (Thucydide, La Guerre du Péloponnèse, I, 128, I). 
Dans le culte, Poséidon est donc invoqué pour la protection des lieux d'habitations contre les séismes ou la conjuration de la faute censée les avoir provoqués, notamment quand il est Asphaleios « qui ne tangue/tremble pas », donc « de la stabilité » ou « l'inébranlable », particulièrement populaire en Asie Mineure,,,. Dans ce dernier cas, il est sollicité non pas pour sa capacité à ébranler la terre, mais pour sa faculté à la stabiliser et à l'apaiser. Certains des autels qui lui sont dédiés pourraient d'ailleurs avoir été érigés après des séismes, dans le but de prévenir une nouvelle catastrophe.
Le rôle de bâtisseur de murailles que Poséidon prend dans la mythologie pourrait être lié à la protection qui est attendue de lui pour les constructions humaines menacées par des séismes. Dans ces domaines, il a un rôle de consolidateur des constructions, notamment des fortifications (en tant qu’Asphaleios), ainsi que des portes (Pylaios, Empylaios) et des lieux d'accès (Potibaterios, Prosbaterios),.

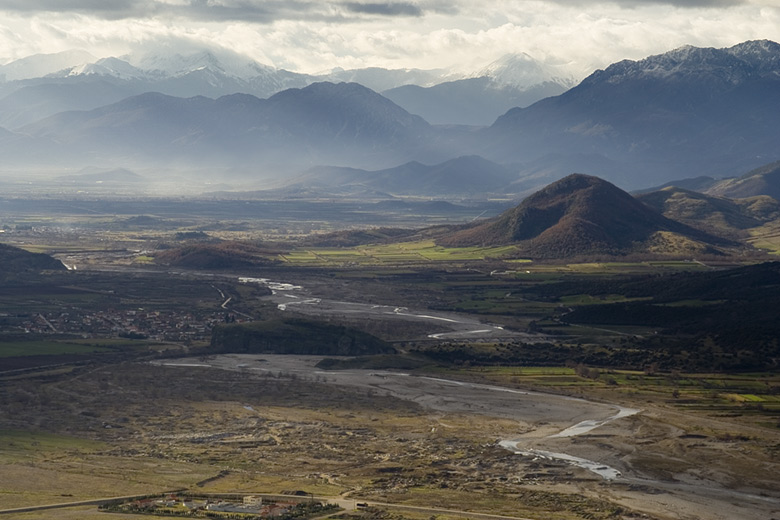
Plaine de Thessalie à travers laquelle coule le Pénée.

En Thessalie, il est particulièrement vénéré sous le nom Poséidon Petraios, « de la pierre », qui offre au pays des plaines fertiles arrosées par le fleuve Pénée, par la séparation de montagnes qu'il provoque par ses séismes selon Hérodote :

« Les Thessaliens eux-mêmes disent que [Poséidon] a fait le vallon étroit par lequel le Pénée roule ses eaux, et ce sentiment est vraisemblable. Quiconque pense en effet que [Poséidon] ébranle la terre, et que les séparations qu’y font les tremblements sont des ouvrages de ce dieu, ne peut disconvenir, en voyant ce vallon, que [Poséidon] n’en soit l’auteur. Car ces montagnes (l’Olympe et l’Ossa), à ce qu’il me paraît, n’ont été séparées que par un tremblement de terre. »

— Hérodote (trad. Pierre-Henri Larcher), Histoires (VII, 129).

### Un dieu des chevaux

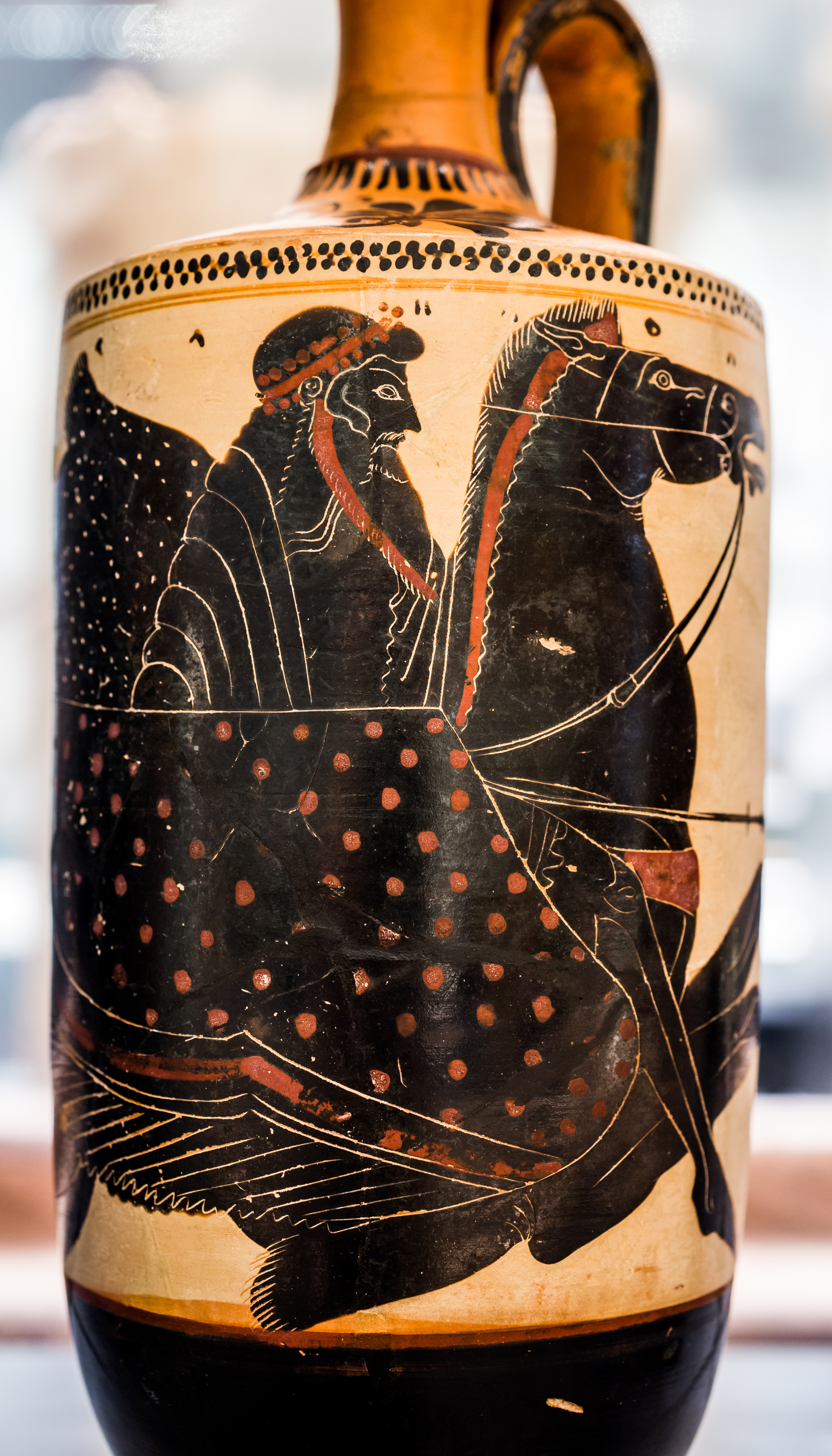
Poséidon avec trident chevauchant un hippocampe. Lécythe athénien à figures noires sur fond blanc ca. 500-480, Peintre d'Athéna. Ashmolean Museum.

Poséidon présente de fortes affinités avec le cheval, plutôt sous son aspect sauvage et ombrageux. Le culte de Poséidon Hippios « du cheval »/« équin » est très répandu en Grèce, et associé aux courses de chevaux et à leur élevage. D'autres épiclèses encore l'associent à ce champ de compétence : Hippodemon « maître des chevaux », Hippodromios « de l'hippodrome », Hippokourios « des cavaliers », Elates « conducteur », Hippegetes « conducteur de chevaux », voire Impsios « du joug » (en thessalien). Dans l'art, Poséidon est l'un des rares dieux représenté chevauchant, sur un cheval ou un hippocampe, hybride de cheval et de poisson. Il est aussi représenté dans des scènes comprenant des chevaux,.
Dans l'Antiquité plusieurs hypothèses circulent quant à l'origine de cette association, ainsi que le rapporte Pausanias, qui a sa propre idée sur la question (VII, 21, 8-9) :

« On peut penser que le dieu a reçu le nom d'Hippios pour bien des raisons ; pour ma part cependant, je présume qu'il doit ce nom à sa qualité d'inventeur de l'équitation. En tout cas, Homère, dans les concours de chevaux, a fait lancer à Ménélas un défi de prêter serment selon ce dieu : « La main sur tes chevaux, par celui qui porte la terre, par l'Ébranleur du sol, jure donc que tu n'as pas entravé la course de mon char, par ruse, volontairement. »

Pamphos aussi, qui a composé pour les Athéniens les plus anciens de leurs hymnes, déclare que Poséidon est : « Donateur de chevaux et de navires aux toiles bien tendues. » C'est donc à cause de l'équitation et non pour un autre motif qu'il a reçu ce nom. »

— Pausanias (trad. Y. Lafond), Description de la Grèce.
Certains chercheurs modernes pensent que le lien entre l'animal et le dieu pourrait être lié au fait que le cheval est une créature chthonienne, mais ce point reste discuté.
Selon une tradition mythologique ancienne de Thessalie (réputée pour ses chevaux), sous son surnom Petraios il est le père du premier cheval, Skiphios, fruit de sa semence et de la Terre ou d'un rocher ; dans une variante il est sorti du sol après qu'il l'ait frappé de son trident,,,. Il est également le père des chevaux légendaires Pégase et Arion,. Divers mythes de transformation animale (thériomorphisme) rapportent comment Poséidon se métamorphose en cheval pour s'accoupler avec Déméter, une Érinye ou une Harpie,. Dans d'autres mythes, Poséidon offre des chevaux à son fils Idas, à son protégé Pélops, et à Pélée lors de son mariage avec Thétis. Des récits relient les chevaux aux sources, autre élément de la puissance de Poséidon, comme celui de la naissance de la source Hippocrène des flancs du mont Hélicon, formée par un coup de sabot de Pégase.
Dans le culte, certains de ses sanctuaires possèdent des hordes de chevaux,, et des courses de chevaux sont organisées en son honneur. Ce lien se voit encore dans le fait que des chevaux sont sacrifiés à Poséidon, notamment par noyade, alors qu'ils le sont rarement pour d'autres dieux.
L’Hymne homérique à Apollon (vers 229-238) évoque un rituel du sanctuaire de Poséidon à Onchestos en Béotie, au cours duquel le conducteur d'un char tiré par un cheval saute du véhicule et laisse le cheval le tirer à vide jusqu'à ce qu'il se brise. Le sens du rituel est discuté : le but est peut-être que le cheval amène le char dans un bosquet sacré de Poséidon mentionné dans l'hymne, où il pourrait alors être consacré au dieu. Le rituel est en tout cas relié au rôle équestre du dieu,,.
Poséidon Hippios est à plusieurs reprises associé à Athéna Hippia, également liée aux chevaux. Leurs compétences respectives ne semblent cependant pas se recouper : selon ce qu'ont mis en avant M. Detienne et J.-P. Vernant, Poséidon est plutôt lié à la puissance du cheval et à son aspect sauvage, donc à la canalisation de sa force, tandis qu'Athéna est liée à son contrôle et sa direction, donc à la maîtrise de leur conduite par les cavaliers et conducteurs de chars. Elle est donc plutôt invoquée pendant les courses de chevaux, tandis que Poséidon l'est avant ou après,. Néanmoins Poséidon est bien plus souvent associé aux chevaux qu'elle ne l'est. Hippia est la seule épiclèse chevaline d'Athéna, alors que Poséidon en comprend plusieurs. Du reste, comme vu plus haut, plusieurs des épiclèses de Poséidon l'associent bien à la maîtrise du cheval, et pas seulement à sa fougue.
De façon plus marginale, Poséidon est invoqué comme le taureau Taureos, et on lui sacrifie souvent des taureaux,,.

### Un dieu des forces de la nature
La question de la conciliation des trois domaines principaux où Poséidon exerce ses pouvoirs, voire de l'identification du « noyau » d'où dérivent les différentes variantes du dieu, a fait l'objet de nombreuses propositions. S'y greffent des réflexions sur d'autres traits moins répandus du dieu, mais qui pourraient dériver des précédents. Il n'existe pas de consensus sur ce sujet, et la nature profonde de Poséidon, si tant est qu'elle existe, peut paraître insaisissable.
S'ajoute à cela le fait que Poséidon est souvent mentionné comme un dieu des eaux douces et des sources terrestres, qu'il fait jaillir du sol, ce qui renvoie sans doute plus à son rôle terrestre que marin (les eaux souterraines semblent vues par les Grecs comme une cause physique des tremblements de terre),,, même si cela peut aussi être vu comme une manière de chercher à lier les deux autour de l'eau,. Cela donne au dieu un rôle nourricier, les eaux qu'il fournit permettant d'abondantes moissons, comme l'évoque Eschyle (Sept contre Thèbes, 304-311). W. Burkert voit en ce Poséidon des sources un seigneur des profondeurs, si ce n'est des eaux abyssales, équivalent à Enki dans la mythologie sumérienne. Ses sanctuaires de l'intérieur des terres sont souvent situés près de rochers, d'étangs, de sources et de fontaines.
Pour unifier ces différents traits, il est souvent considéré que Poséidon est une incarnation des forces brutes de la nature, élémentaires ou élémentales, voire que c'est sa nature originelle,,,,. Conjointement, ses attributions terrestres et maritimes lui confèrent une « fonction de maîtrise des forces de la nature » (J. Bremmer). Les Grecs anciens voient derrière les catastrophes naturelles telles que les raz-de-marée et les tremblements de terre des manifestations la même puissance, celle de Poséidon, et font appel à lui pour les prévenir.
Cette explication rejoint les réflexions sur les origines du dieu déjà évoquées, qui postulent pour la plupart que Poséidon n'est pas un dieu de la mer à l'origine, mais plutôt une divinité terrestre liée aux chevaux et aux sources. Déjà Walter Pötscher a proposé que le fondement de l'identité de Poséidon soit la puissance pure, qui s'exprime à la manière des émotions humaines, mais à travers des phénomènes naturels. Cela permettrait de comprendre pourquoi il est à la fois associé aux tempêtes maritimes et aux tremblements de terre,. Cette idée a été formulée différemment par la suite :
- P. Lévêque et L. Séchan : « il est, au premier chef, un dieu des forces essentielles de la nature, de la terre profonde qu'il ébranle et vivifie, des eaux courantes »[89] ;
- W. Burkert : « Poséidon demeure une force incarnée de la nature. La tempête en mer et le séisme sont les formes d'énergie les plus violentes auxquelles l'homme doit inévitablement faire face, de même que le cheval est la plus puissante énergie que l'homme puisse contrôler. Le dieu représente une puissance face à laquelle on peut lutter, avec laquelle il faut toujours compter »[82] ;
- J. Bremmer : « L'association de P[oséidon] avec l'énergie nerveuse du cheval, la puissance imprévisible de la mer et de la terre et la force brute des guerriers extatiques montre qu'il était associé aux puissances terrifiantes de l'homme et de la nature »[90].
- J. Larson : « Poséidon est à l'origine un dieu des forces élémentaires et géologiques : sources vivifiantes, inondations désastreuses, gouffres par lesquels l'eau coule ou recule, tremblements de la terre. Finalement, il régna sur la mer vaste et imprévisible, provoquant tempêtes et raz-de-marée »[91].

### Autres fonctions
Au-delà des trois compétences de Poséidon clairement reconnues dès l'Antiquité et dans les études modernes, d'autres fonctions possibles du dieu ont été proposées.
Certains ont vu en Poséidon une divinité chthonienne, liée à la terre et au monde souterrain. C'est notamment le cas de ceux qui interprètent son nom comme « époux de la Terre »,. Le cheval serait également lié à cette sphère. Le lien avec la sphère chthonienne s'étend parfois au monde des morts : au cap Ténare, le sanctuaire de Poséidon abrite un oracle des morts.
Dans cette catégorie encore figure — au moins selon certaines interprétations — la dénomination Poséidon Phytalmios, qui préside à la croissance des plantes, et est vénéré dans tout le monde grec. Il est lié à la végétation et à la fertilité des sols, renvoyant selon certains à son rôle de dieu des sources, et/ou peut-être originellement et fondamentalement à la paternité,,,.
Selon N. Robertson, le fait que le mois dédié à Poséidon, Poseideon, et la grande fête du dieu qui s'y déroule, les Poseidea, qui se retrouvent dans de nombreuses cités, soient situés au début de l'hiver, en décembre/janvier, renvoie à une fonction agraire du dieu. Il servirait à préparer le retour de la fertilité. Il relie cela aux épiclèses du dieu liées à la procréation (Phytalmios, Pater, Genesios) et également à son association courante à Déméter, déesse agraire.
Des lignées et des ethnies grecques tracent leur origine légendaire jusqu'à Poséidon, qui joue pour elles le rôle de figure ancestrale et unificatrice, père d'un héros fondateur : Hygin dans ses Fables (186) rapporte une tradition qui en fait le père d'Éole et Béotos, fondateurs respectifs des lignées des Éoliens et des Béotiens,, à Trézène il est reconnu comme le père du héros fondateur Thésée. Plusieurs de ses sanctuaires servent de point de ralliement d'amphictyonies ou de fédérations : sur l'île de Calaurie près des côtes d'Argolide, au cap Mycale en Ionie, à Onchestos en Béotie,,.
C'est donc une figure patriarcale, intervenant dans le champ de la reproduction, plus particulièrement celle des mâles. Certaines de ses épiclèses renvoient à cette fonction : Genethlios « de la naissance », Patragenes/Patrogeneios « de la lignée paternelle », si ce n'est aussi Phytalmios « qui fait pousser », généralement lié aux plantes, mais peut-être plus largement lié à la parenté et la filiation. Le rôle de dieu de la fertilité que semble prendre Poséidon par moments, notamment visible par son association aussi bien dans les mythes que le culte avec le cheval (et secondairement au taureau), notamment dans les récits où il est un étalon s'accouplant, le relie encore à la virilité et la masculinité.
Certains ont aussi souligné le rôle de Poséidon dans plusieurs rites de passages en lien avec des associations masculines et la consommation de vin (en principe réservée aux adultes). À Éphèse de jeunes hommes participant à la fête de Poséidon Helikonios sont surnommés « taureaux », ce qui a été rapproché par F. Graf de rites de passages des bandes de guerriers (Männerbund) ayant des parallèles dans les traditions celtes et germaniques. Poséidon aurait alors selon J. Bremmer un rôle de dieu des associations masculines et des rites de passage. Cela le relierait à ses autres traits où il incarne la force brute, cette fois-ci celle des guerriers extatiques, qui ressortirait aussi du fait que parmi sa progéniture se trouvent des personnages sauvages et cruels (Cyclopes, Aloades, Busiris, Procuste),. Ces associations aux guerriers et à des cultes dont les femmes sont exclues lui donnent selon lui une stature de « dieu macho » (Macho-Gott).
F. de Polignac voit de son côté en Poséidon un dieu du « tenir ensemble », garant des équilibres dans le paysage et dans la vie politique. Cette interprétation s'oppose à celles qui considèrent le dieu comme une puissance déchue et négative. Cela ressortirait notamment de son association aux détroits et aux isthmes, qui en fait un dieu des ouvertures mais aussi des fermetures des points passages, donc de leur stabilisation. À sa suite et en opposant Poséidon à Dionysos, force du déliement, S. Lebreton voit dans le dieu du « tenir ensemble » un « maître de l'assise et garant de la transmission patrilinéaire [qui] reste bien ancré du côté des mâles et de la stabilité, même si la fougue des chevaux et la ramification des algues (« qu'il fait croître sous le nom Phykios à Mykonos ») assouplissent son portrait. »

## Relations avec les autres divinités
Comme toute divinité d’une religion polythéiste, Poséidon est loin d’être un être isolé. Ses fonctions s'éclairent particulièrement par l'analyse de ses rapports avec certaines divinités avec lesquelles il est souvent mis en rapport, que ce soit en complémentarité ou en opposition, en premier lieu Athéna et Déméter.

### Un membre de la première génération des grands dieux

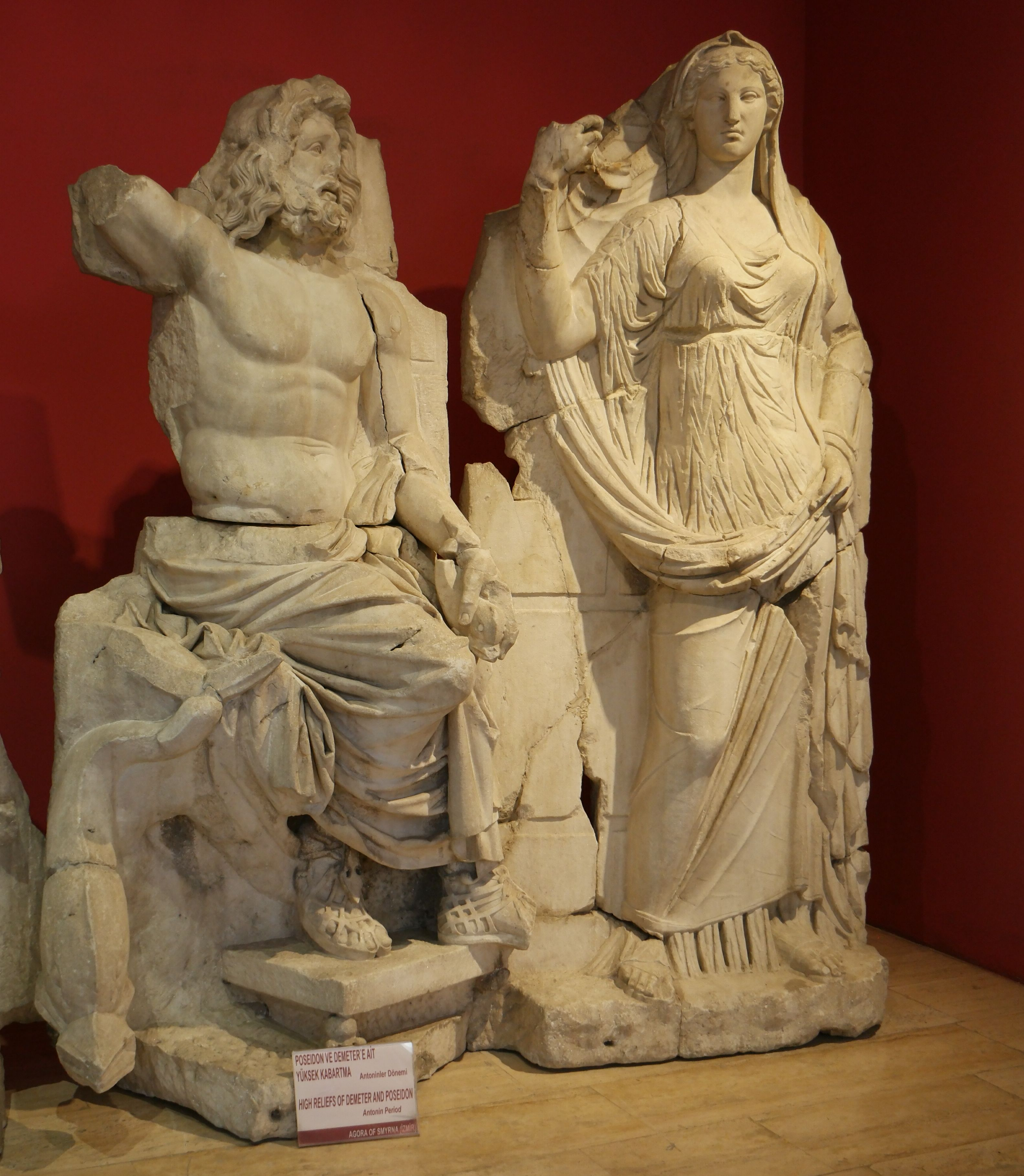
Poséidon et Déméter. Agora de Smyrne, époque romaine. Musée d'histoire et d'art d'Izmir.

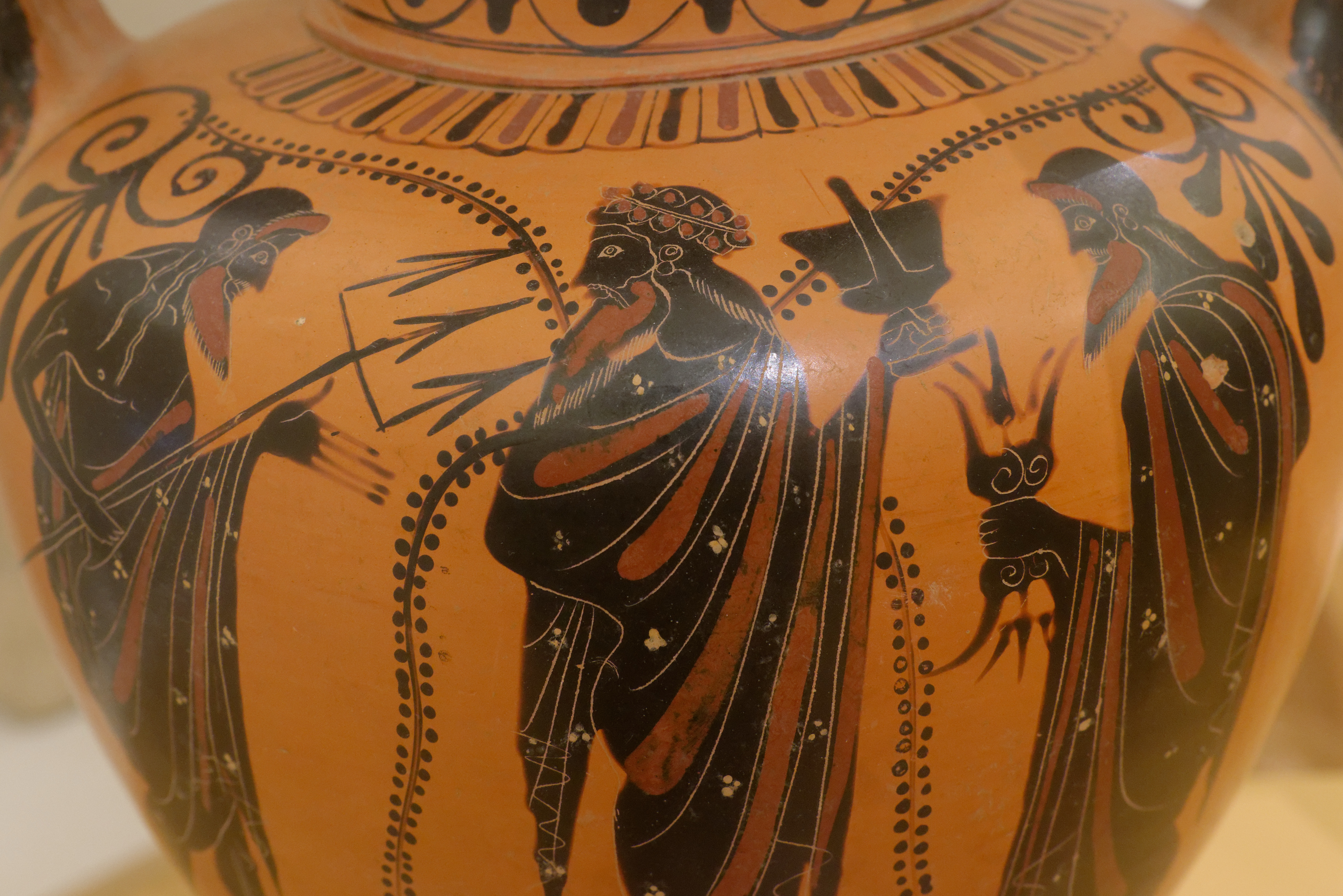
De gauche à droite : Poséidon, Dionysos et Zeus. Détail d'une amphore à col à figures noires, v. -540 Musée national du Danemark.

Poséidon est le fils de Cronos et de Rhéa et le frère de Zeus, d'Hadès, de Déméter, d'Héra et d'Hestia, faisant partie de ce qui est souvent désigné comme la première génération des « Olympiens ».
Pour Hésiode (Théogonie, 45), il naît avant Zeus. Dans l’Iliade (XIII, 355), Homère en fait le frère cadet de Zeus. C'est cet ordre qui s'impose dans les textes postérieurs. En tant que maître et souverain, Zeus ne peut occuper d'autre position que celle d'aîné : dévoré à la naissance par Cronos en même temps que ses frères et sœurs, Poséidon est rendu plus tard au jour grâce à Zeus et se retrouve en position de cadet. Une tradition minoritaire rapportée par Diodore de Sicile (V, 55) dit que Rhéa parvient à dissimuler sa naissance à Cronos et le confie secrètement à l'Océanide Caphira, fille d'Océan, et aux Telchines de l'île de Rhodes, qui veillent sur son enfance. Selon un mythe arcadien rapporté par Pausanias (VIII, 8, 2), Poséidon est sauvé de Cronos en étant remplacé par un poulain,.
Dans les épopées homériques et hésiodiques, Poséidon est aux ordres de Zeus, malgré quelques velléités d'autonomie et de traitement égalitaire. Il participe à la Titanomachie et à la Gigantomachie. Une fois le triomphe de Zeus assuré, ses deux frères Poséidon et Hadès reçoivent leur part du monde, respectivement les mers et les Enfers, où ils peuvent exercer leur rôle souverain. Cependant, à la différence du roi des Enfers, dans les mythes Poséidon interagit beaucoup avec le monde des humains vivants,.
Poséidon occupe une place importante dans les panthéons grecs aux côtés des autres divinités majeures, comme l'indique sa présence dans les différents groupes de « Douze Dieux » (Dodekatheon) vénérés dans plusieurs cités.
Il est souvent mis en paires avec deux divinités de la seconde génération des Olympiens, Athéna et Apollon, dans des associations que W. Burkert juge marquées par une opposition entre un dieu vieux et deux jeunes divinités. La première est souvent associée ou opposée à Poséidon en lien avec le cheval comme vu plus haut, en plus des disputes autour du territoire athénien, formant selon cet historien « un efficace chassé-croisé de force élémentaire et de savoir technique. » Le second est souvent associé à Poséidon dans les cultes, notamment lors des fêtes fédérales des Doriens à Cnide et des Ioniens au cap Mycale, dans les épopées ils construisent ensemble les murailles de Troie et ne s'affrontent pas sur les champs de bataille bien qu'ils soutiennent des camps opposés. Leur association pourrait s'expliquer « comme une polarité entre jeune et vieux, entre la vigueur de la jeunesse et les profondeurs aquatiques », et avoir un lien avec les initiations.

### Amours et progéniture

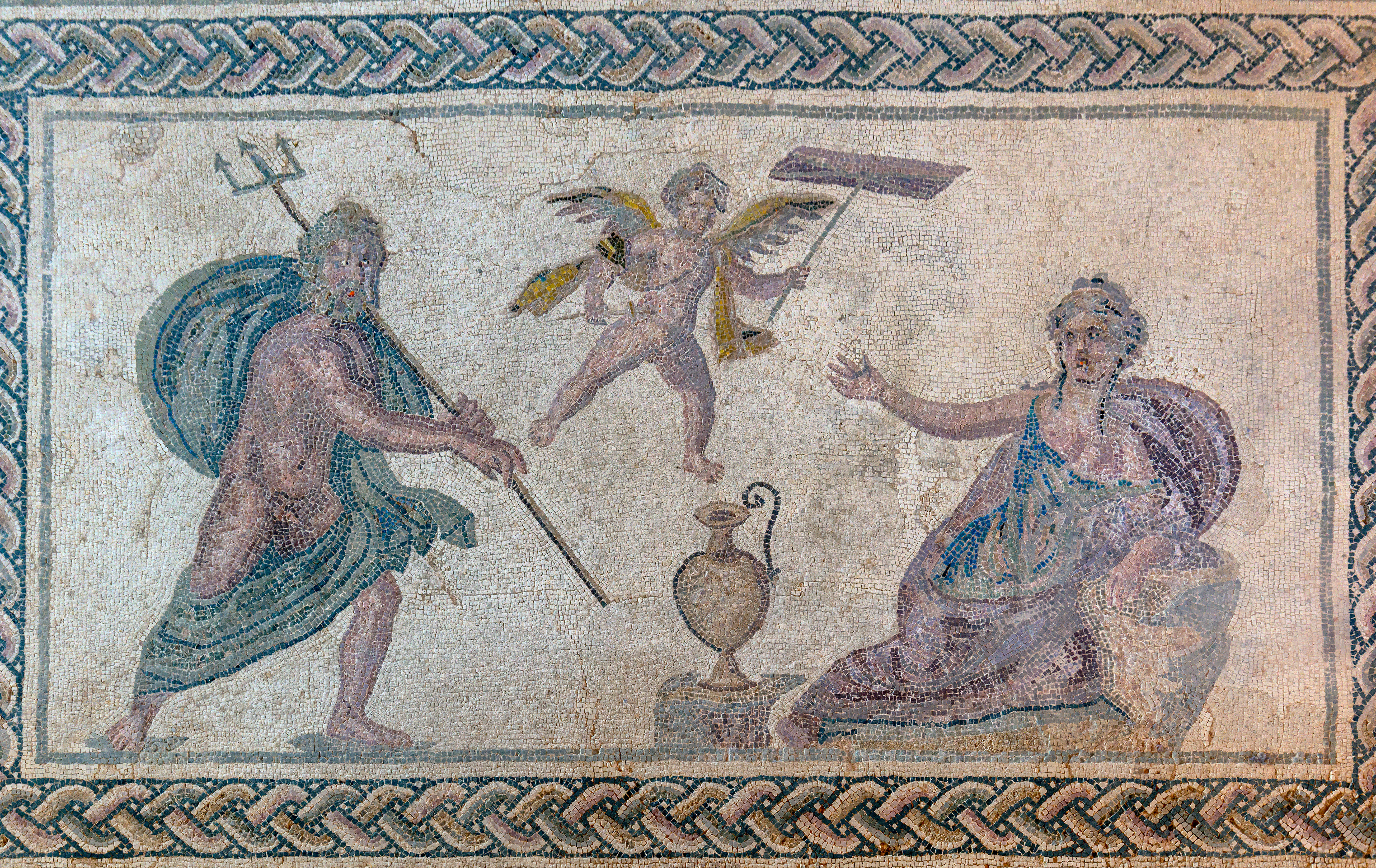
Mosaïque de Néa Paphos (Chypre) représentant Poséidon et Amymoné, avec Éros au centre. Fin du II ou début du III. Parc archéologique de Paphos.

Comme son frère Zeus, Poséidon se voit attribuer de nombreuses relations amoureuses et par conséquent de nombreux enfants. Il s'agit souvent de héros ou de géants au caractère violent (notamment des adversaires de Héraklès et de Thésée), reflet du fait que leur père est l'incarnation de la « force brute ». Dans d'autres cas il est le père de héros et donc l'ancêtre de lignages et ethnies prestigieux,,.
Dès l'époque archaïque il a pour époux la Néréide Amphitrite, avec laquelle il a un fils, Triton. Cette union est notamment évoquée dans la Théogonie d'Hésiode (930-933) et les deux sont associés sur des reliefs et vases peints.
L’Odyssée évoque plusieurs de ses enfants : sa paternité du Cyclope Polyphème, né de son union avec Thoôsa ; les Aloades, les jumeaux Otos et Éphialtès, nés d'Iphimédie ; les jumeaux Nélée et Pélias nés de Tyro, fécondée alors que le dieu avait pris l'apparence du dieu-fleuve Énipée ; Nausithoos père d'Alkinoos, dont la mère est Péribée, fille d'Eurymédon.
La Théogonie évoque aussi son union avec Méduse, qui donne naissance à Pégase et à Chrysaor (278-281).
Un récit d'union du dieu sous la forme chevaline lui prête selon les variantes une compagne différente : une Érinye ou une Harpie selon des scholies de l’Iliade, la déesse Déméter (mais semblable à une Érinye ou sous l'épiclèse Erinys) selon le Pseudo-Apollodore et Pausanias, ce dernier d'après une variante arcadienne du mythe qui lui donne pour enfants Arion et une fille non nommée, connue seulement sous l'épithète Despoina (la Maîtresse),.
La Danaïde Amymoné est également séduite par le dieu, qu'elle appelle à l'aide alors qu'elle est poursuivie par un Satyre, et lui donne un fils, Nauplios. Cette union inspire un drame satyrique (perdu) à Eschyle,.

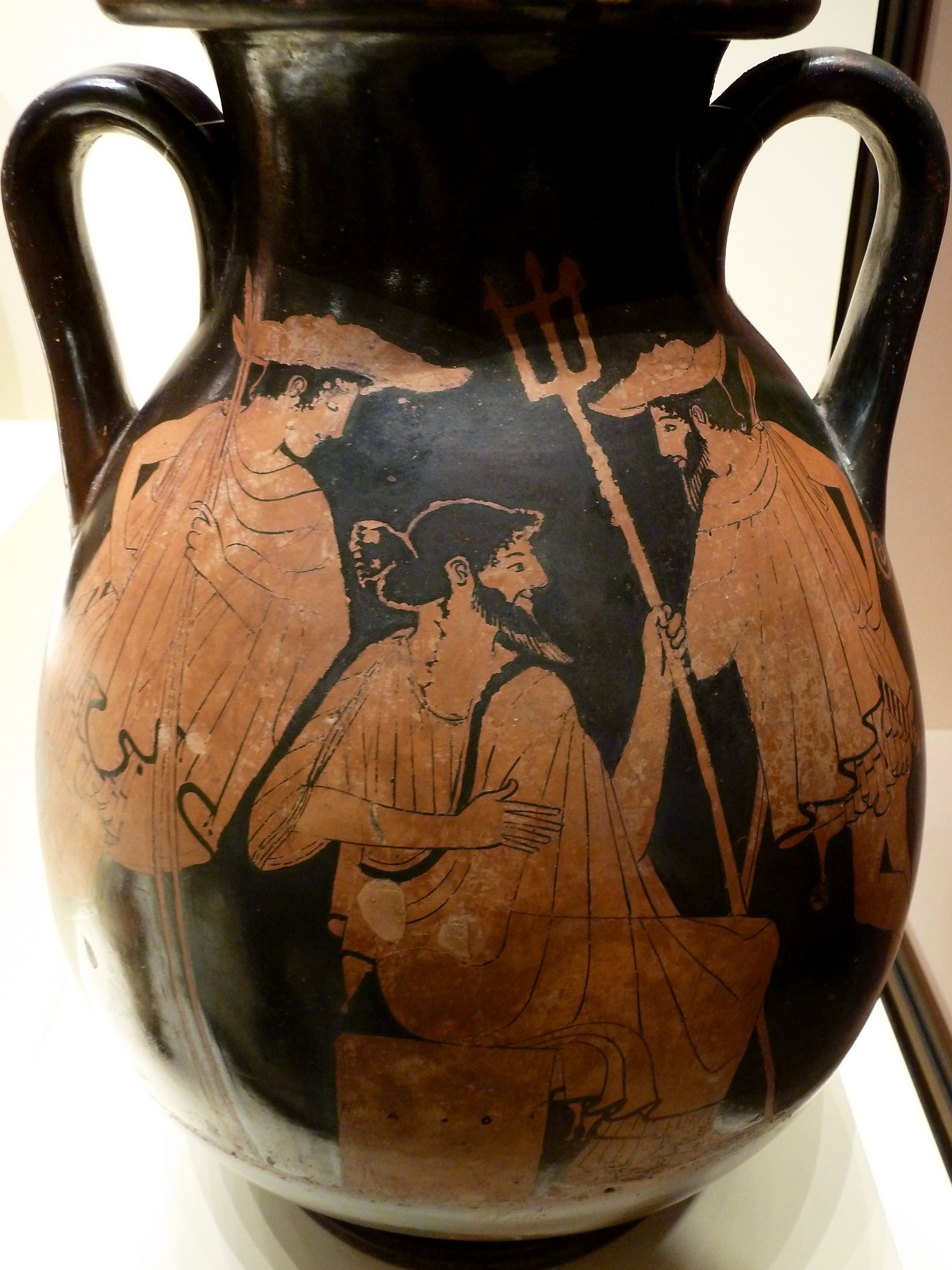
Poséidon et Thésée. Vase attique à figures rouges, v. 470 av. J.-C. Villa Getty.

Le cas de Thésée, né d'Éthra, est plus problématique, puisque sa paternité est débattue : en général Égée est présenté comme le père du héros, mais d'autres fois c'est Poséidon. Des vases archaïques représentant des scènes de poursuite d'Éthra par Poséidon indiqueraient que la tradition selon laquelle le dieu est le fils du héros existerait déjà à cette période. La confusion vient peut-être du fait qu’Égée est un avatar humanisé de Poséidon.
Diodore de Sicile (V, 55) évoque son union avec l'héroïne Halia, qui lui donna six fils et une fille, Rhodé. Les fils, sous l'emprise d'Aphrodite, essayent de violer leur mère, et sont tués par leur père. Halia se suicide en se jetant dans la mer. L'île de Rhodes tirerait son nom de la fille de Poséidon, et vénérerait Halia sous le nom de Leucothée, divinité liée à la mer.
Parmi les autres enfants de Poséidon : le géant chasseur Orion né d'Euryale la fille de Minos, Evadné née de Pitane, le brigand Cercyon et Sciron, le géant Lamos.
Il est l'éraste du jeune Pélops, qu'il enlève et amène sur l'Olympe, de même que Zeus l'a fait auparavant avec Ganymède.

### Un dieu déchu et marginalisé?

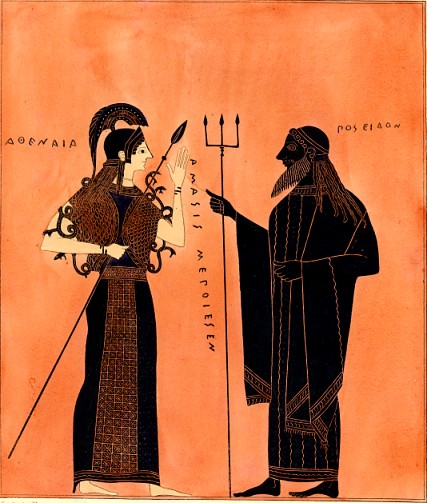
Poséidon et Athéna (identifiés par des inscriptions). Vase à figures noires du Peintre d'Amasis, v. 540 av. J.-C. Cabinet des Médailles.

Plusieurs mythes présentent Poséidon comme un perdant, un dieu rejeté ou déchu d'une part de sa puissance au profit d'autres divinités. Au-delà de sa soumission à l'autorité de son frère Zeus lors du partage des honneurs entre les divinités, dans plusieurs traditions il entre en rivalité avec une autre divinité pour la possession d'une contrée et échoue : face à Athéna à Athènes, face à Zeus à Égine, face à Héra en Argolide, etc.,.
L'opposition de Poséidon à différentes divinités garantes de l'ordre dans la cité mais aussi de l'intelligence et de la technique, en particulier Athéna, a pu être vue à la suite des travaux de Marcel Detienne et de Jean-Pierre Vernant, comme une évocation symbolique de la mise au pas et de la marginalisation de la force brute et imprévisible, qui doit être mise à l'écart des relations humaines,. De fait, ce dieu « n'a jamais été étroitement associé aux grandes réalisations de la société de la polis et dissocié des valeurs morales, du progrès intellectuel ou de la technologie » (R. Schumacher) et de manière significative, ses sanctuaires sont la plupart du temps situés dans des lieux situés aux marges des cités, ou du moins en dehors des villes,,.
Le fait que Poséidon ait reçu en apanage la mer, qui a une connotation négative pour les anciens Grecs, serait selon J. Bremmer un signe de sa relégation aux marges du monde civilisé. Selon le même, l'association courante (mais opaque et mystérieuse pour les analyses modernes) du dieu avec la déesse Déméter pourrait s'expliquer par le fait que celle-ci aurait également été vue comme problématique pour l'ordre social et excentrique.

### Syncrétismes et interprétations
Poséidon est interprété par les Romains comme l'équivalent de leur dieu Neptune, qui se retrouve également chez les Étrusques sous le nom de Nethuns. C'est initialement un dieu des eaux terrestres, qui s'enrichit ensuite des traits de Poséidon et de son iconographie, en devenant un dieu des mers, invoqué en particulier pour la protection des voyages en mer. Il est également marié à Amphitrite et souvent représenté en compagnie de créatures marines,. Cela explique pourquoi la postérité a surtout retenu de Poséidon son rôle de dieu marin, laissant de côté ses attributs telluriques et équins. Neptune est de plus un dieu à la personnalité apaisée, à la différence du colérique Poséidon, au point que certaines de ses représentations deviennent des allégories de la paix.

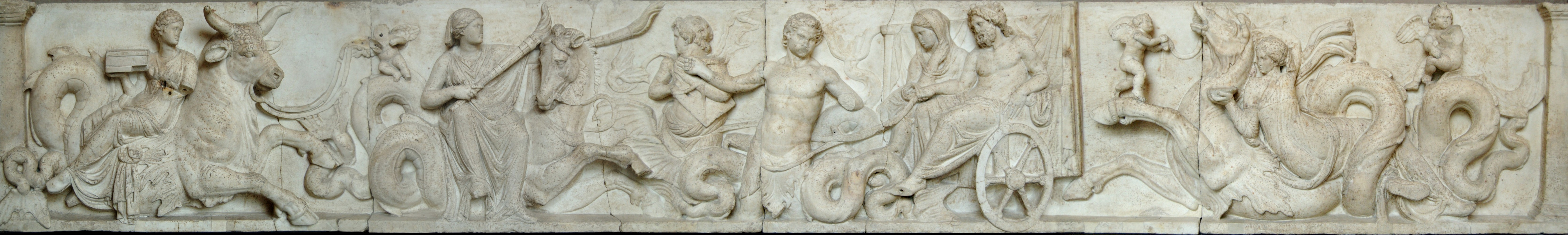
Thiase marin des reliefs dits « de Domitius Ahenobarbus », panneau de devant, possible représentation des noces de Neptune et d'Amphitrite. Temple de Neptune à Rome, IIe siècle av. J.-C. Glyptothèque de Munich.

Avec l'implantation de royaumes et de colons hellénistiques au Proche-Orient, Poséidon a été interprété comme l'équivalent de divinités locales occupant une position majeure dans le panthéon : la divinité patriarcale El (littéralement « le dieu »), le dieu souverain Baal (« le Maître », « le Seigneur »), qui fait plutôt partie de la catégorie des « dieux de l'Orage » (ce qui lui donne un aspect fertilisateur, parce qu'il amène la pluie), le grand dieu tyrien Melqart à Larnaka (Chypre). Poséidon est plus particulièrement assimilé aux dieux protecteurs de Bérytos (Beyrouth) et d'Ascalon (Ashkelon), cités qui le font figurer sur leurs monnayages à l'époque romaine. Les marchands de Bérytos qui s'installent à Délos à l'époque hellénistique s'organisent autour d'une association cultuelle de « Poséidoniastes », placée sous le patronage du dieu de leur cité. À Palmyre, une inscription l'identifie à une des manifestations du dieu El, appelée « créateur/possesseur de la terre » (palmyrénien ʾL qwnrʿ), qui rappelle son épiclèse Gaiaochos,,.
En Afrique romaine, le dieu Neptune/Poséidon est comme ailleurs dans le monde romain occidental associé aux eaux terrestres et maritimes et à la navigation. Déjà Hérodote (IV, 188) mentionne que Poséidon fait partie des divinités majeures des Libyens. Une inscription de Leptis Magna évoque un El « propriétaire de la terre » (qnʾrṣ) identique à Neptune, dont le nom rappelle celui du dieu auquel Poséidon est assimilé à Palmyre. Une inscription de Thapsus en Tunisie évoque un Poséidon Karpodote, épiclèse qui peut être vue comme l'équivalent du latin frugifer qui fait référence à la croissance des plantes. Selon A. Cadotte, dans l'aire libyque Neptune/Poséidon serait plutôt assimilé à une divinité locale qui a un caractère agraire.

## Images
Dans l'art, Poséidon est représenté comme un homme d'âge mûr, barbu, généralement nu ou torse nu. Son apparence est similaire à celle de son frère Zeus, au point qu'il est difficile de les distinguer s'ils ne sont pas accompagnés d'attributs permettant de les distinguer, en premier lieu le trident et le foudre. C'est pour cela qu'il existe un débat quant à savoir lequel des deux est censé représenter la statue en bronze mise au jour au cap Artémision (dieu de l'Artémision),.

### Pinakes de Penteskouphia
Les plus anciennes représentations assurées de Poséidon datent du troisième quart du VIIe siècle av. J.-C. et proviennent de Penteskouphia près de Corinthe. Il s'y trouve manifestement un lieu de culte dédié à Poséidon, avec la dénomination Anax « Seigneur » inconnu par ailleurs, et à son épouse Amphitrite. Ce site a livré de nombreuses tablettes votives (pinakes) peintes et inscrites, retrouvées dans un dépôt où elles avaient été mises au rebut vers la fin du VIe siècle av. J.-C. Elles sont produites par des potiers dans le cadre d'un culte local dont la nature reste encore soumise à diverses hypothèses. Le dieu y est figuré vêtu d'une tunique (chiton) et d'un manteau (himation), coiffé d'un diadème et armé de son trident, et par la suite il est souvent entouré de poissons. Il est à plusieurs reprises représenté avec son épouse, notamment sur un char dont il tient les rênes,,,.

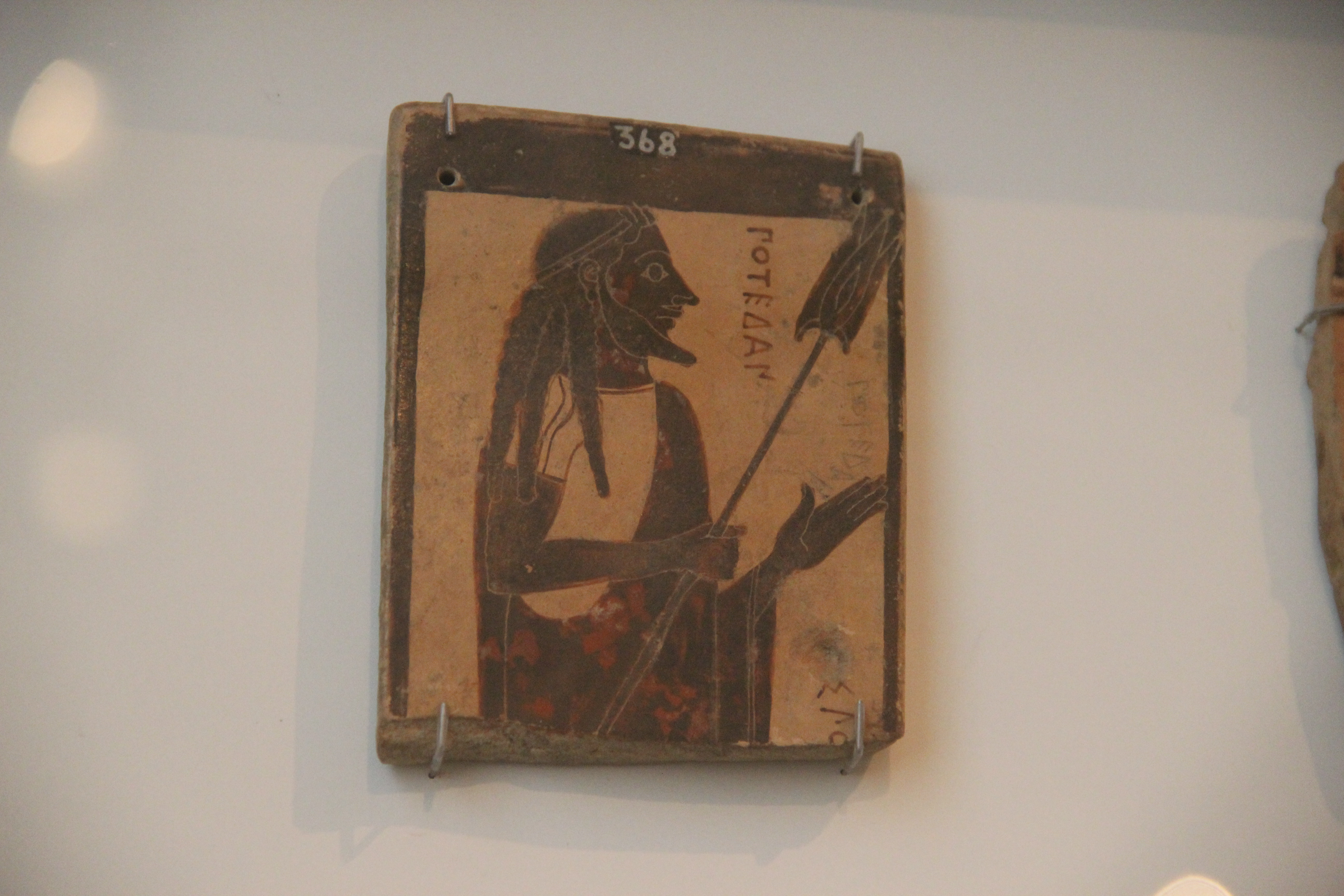
Poséidon. Berlin, Altes Museum (Antikensammlung).
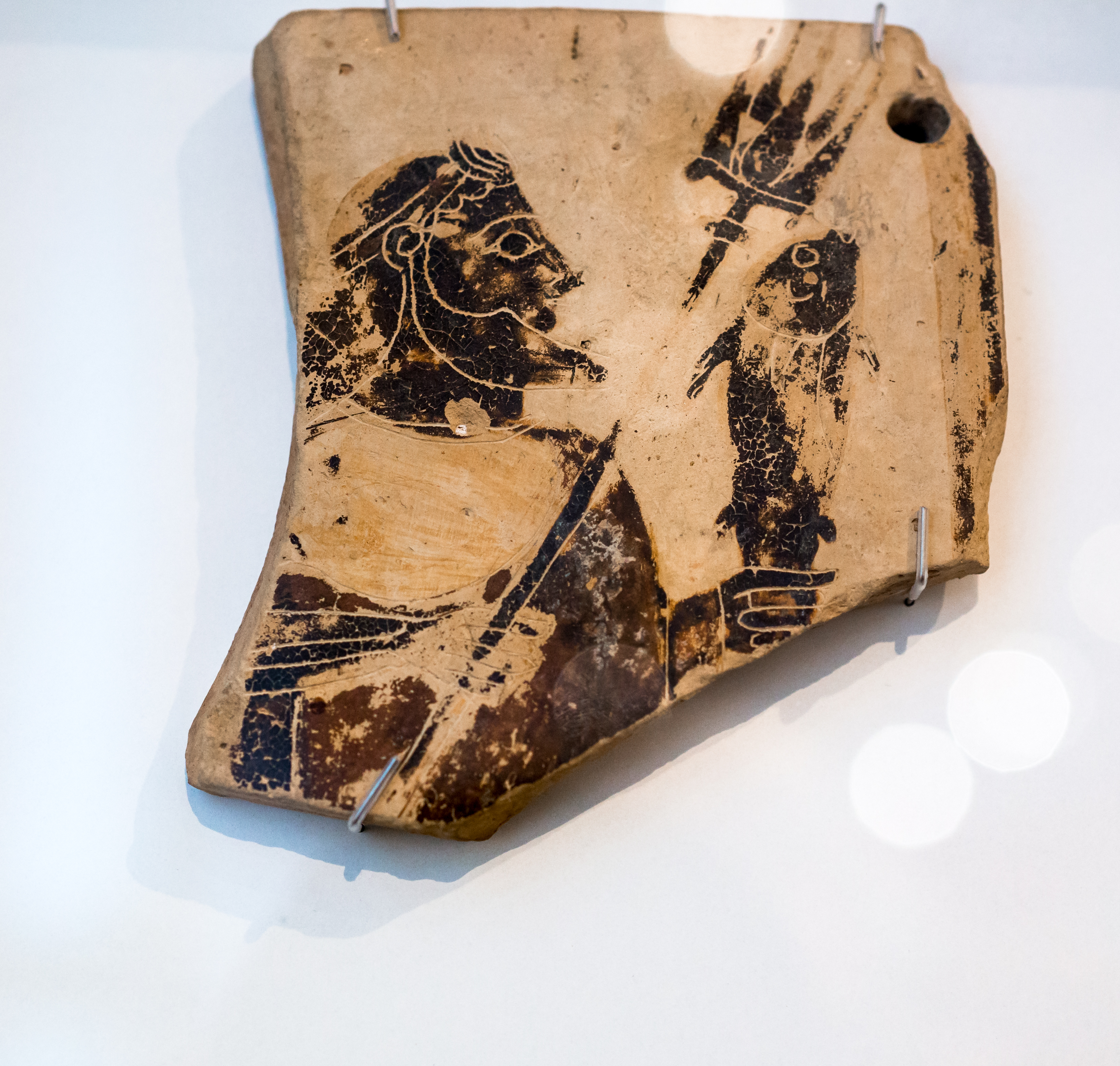
Poséidon tenant un poisson. Berlin, Altes Museum (Antikensammlung).
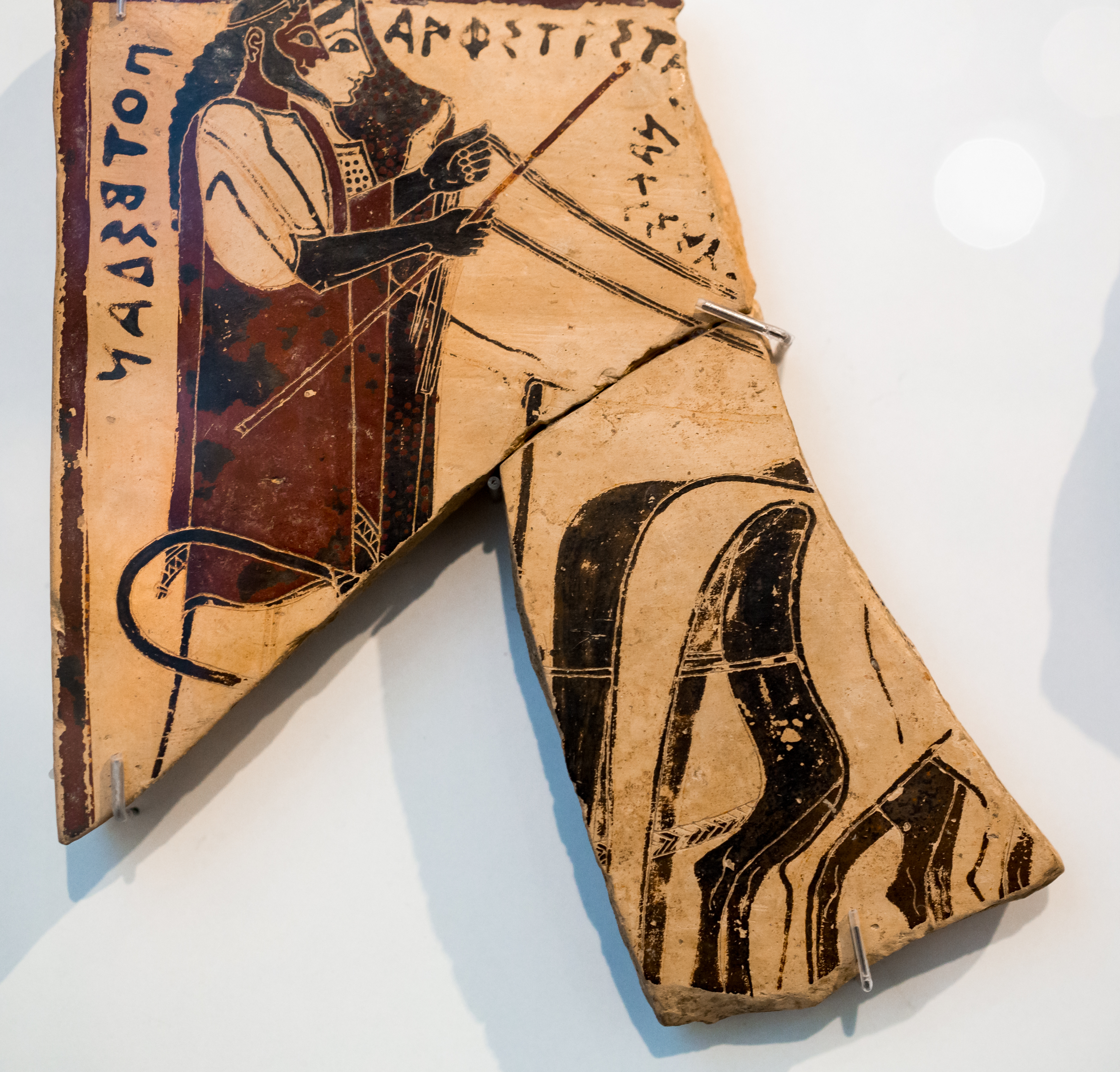
Poséidon et Amphitrite sur un char. Berlin, Altes Museum (Antikensammlung).
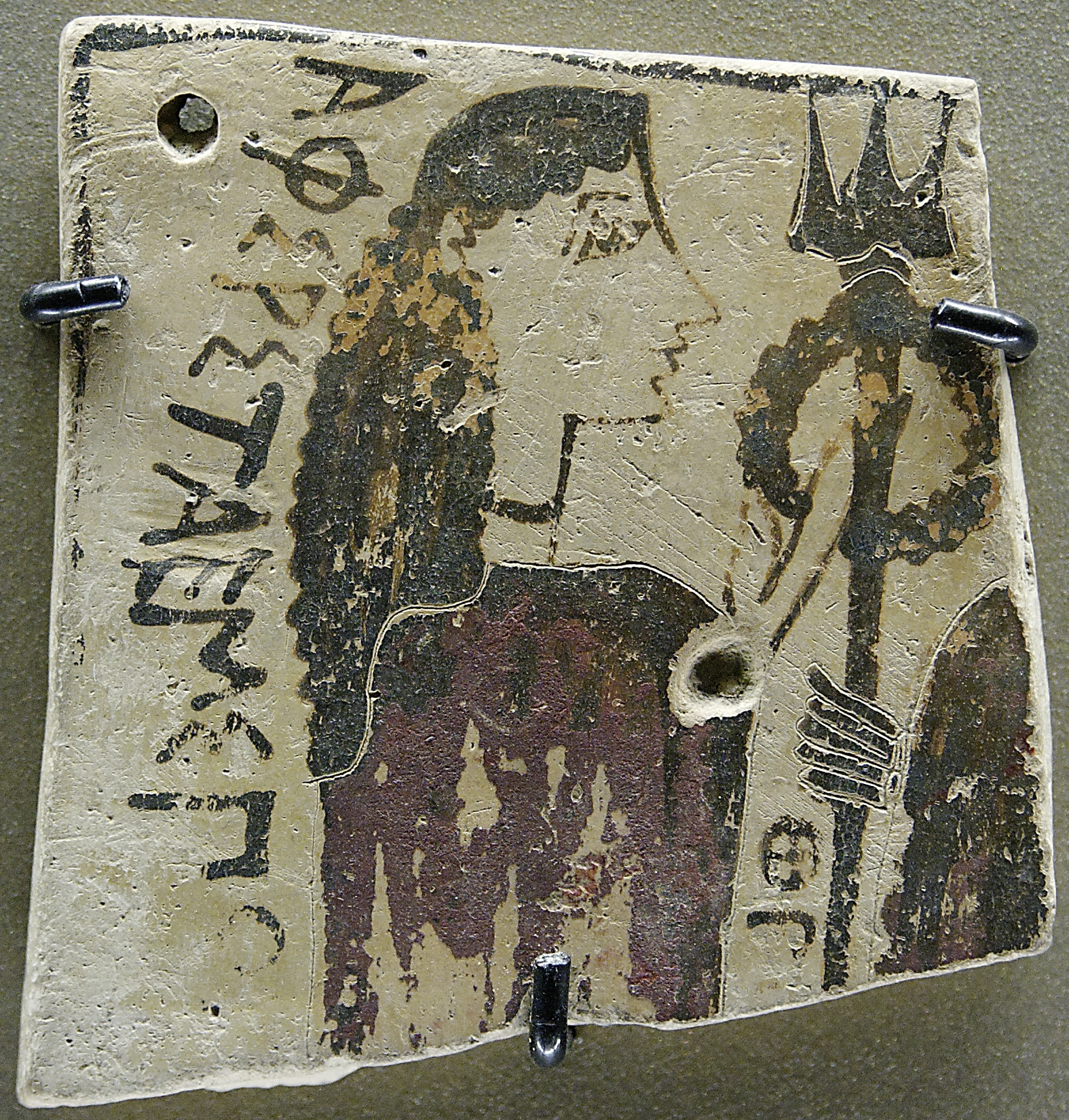
Amphitrite. Musée du Louvre.

### Vases peints
Il faut attendre le deuxième quart du VIe siècle av. J.-C. pour que Poséidon soit représenté dans la céramique attique à figures noires, dans des scènes mythologiques telles que la naissance d'Athéna et le mariage de Thétis et de Pélée, ou dans les Gigantomachies, soulevant le rocher de Nisyros pour abattre le géant Polybotès, ou brandissant son trident. La céramique à figures noires le représente aussi en tant qu'Hippios. Les scènes de poursuite de femmes (Amphitrite, Éthra, Amymoné) se diffusent à partir de 500 av. J.-C. La céramique à figures rouges reprend les mêmes motifs. Dans l'ensemble néanmoins, Poséidon est assez peu représenté dans cette forme d'art.

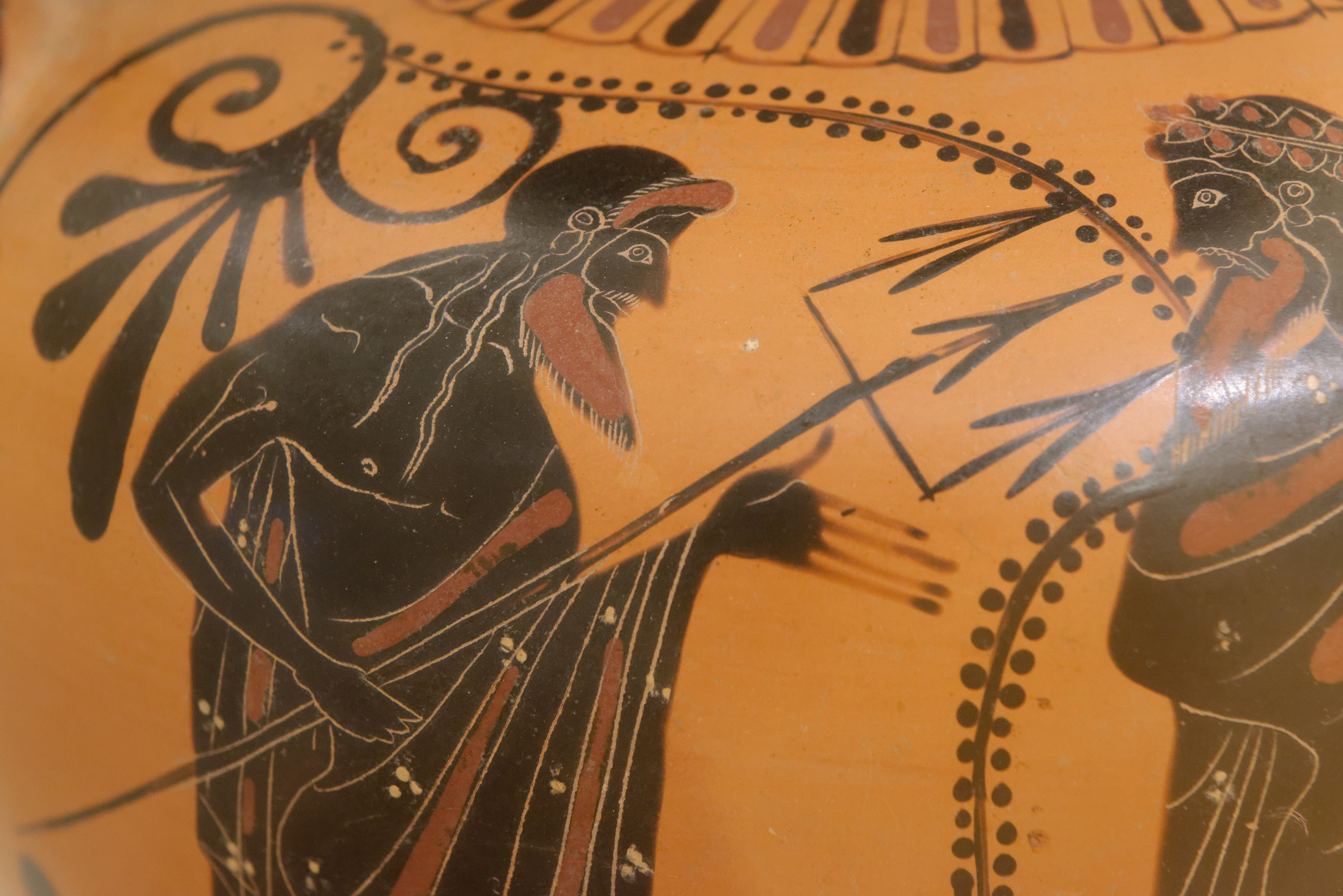
Poséidon. détail de la face A d'une amphore à col à figures noires, v. 540 av. J.-C. Musée national du Danemark.
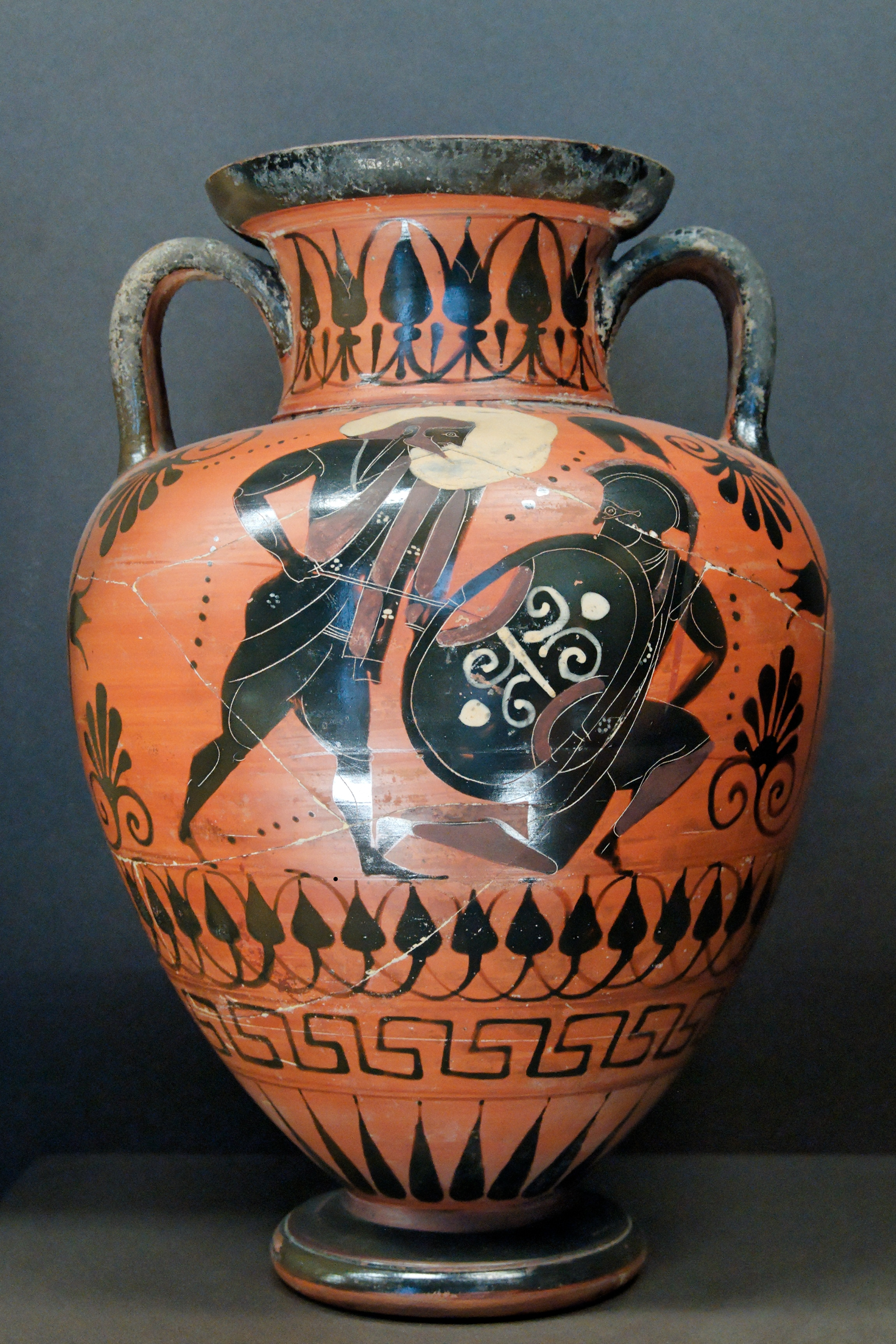
Poséidon écrasant Polybotès (Gigantomachie). Face A d'une amphore à col attique à figures noires, v. 540-430 av. J.-C. Musée du Louvre.

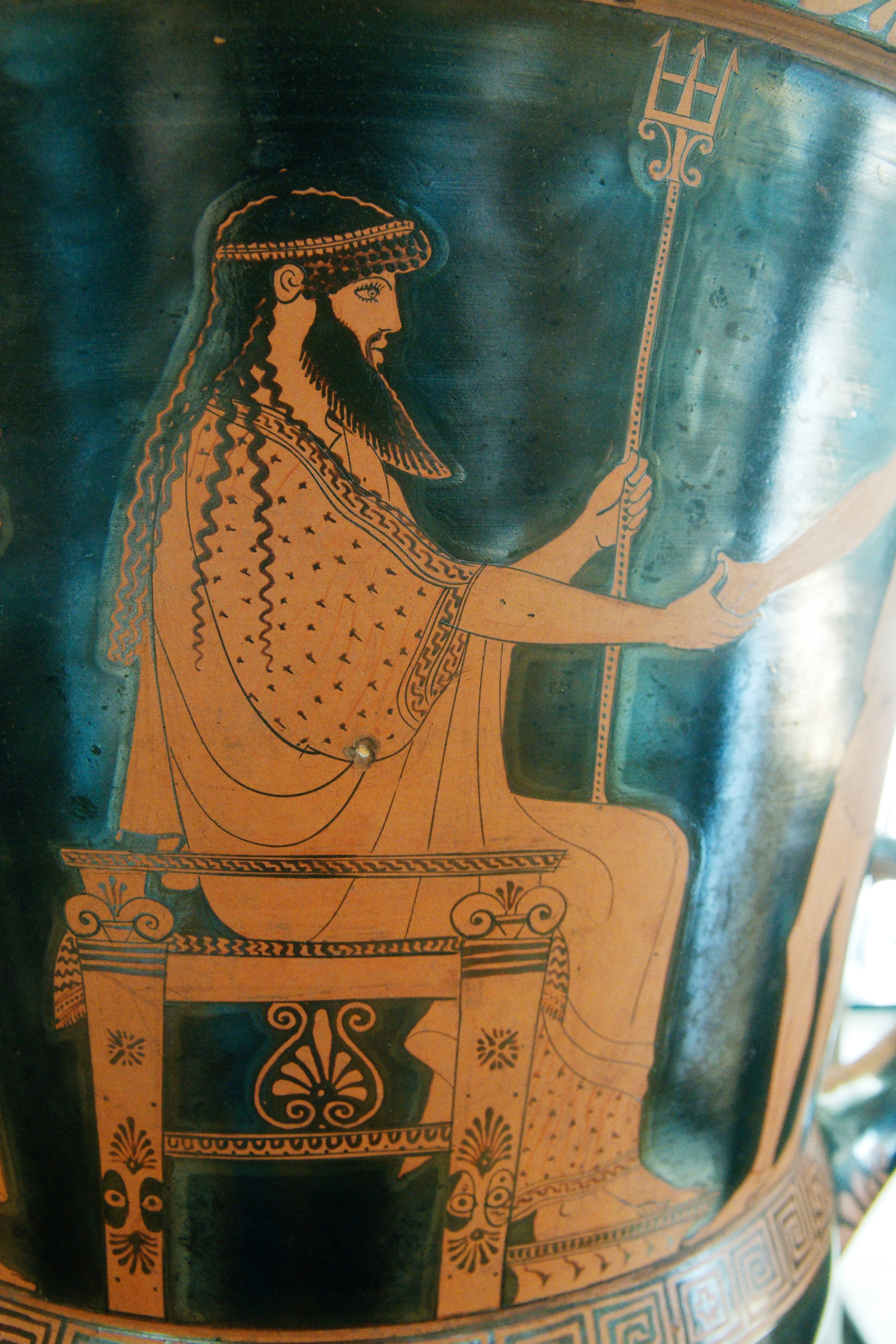
Poséidon à la longue barbe assis sur son trône et son trident à la main, cratère en calice attique à figures rouges, première moitié du Ve siècle, Cabinet des médailles, Bibliothèque nationale de France.
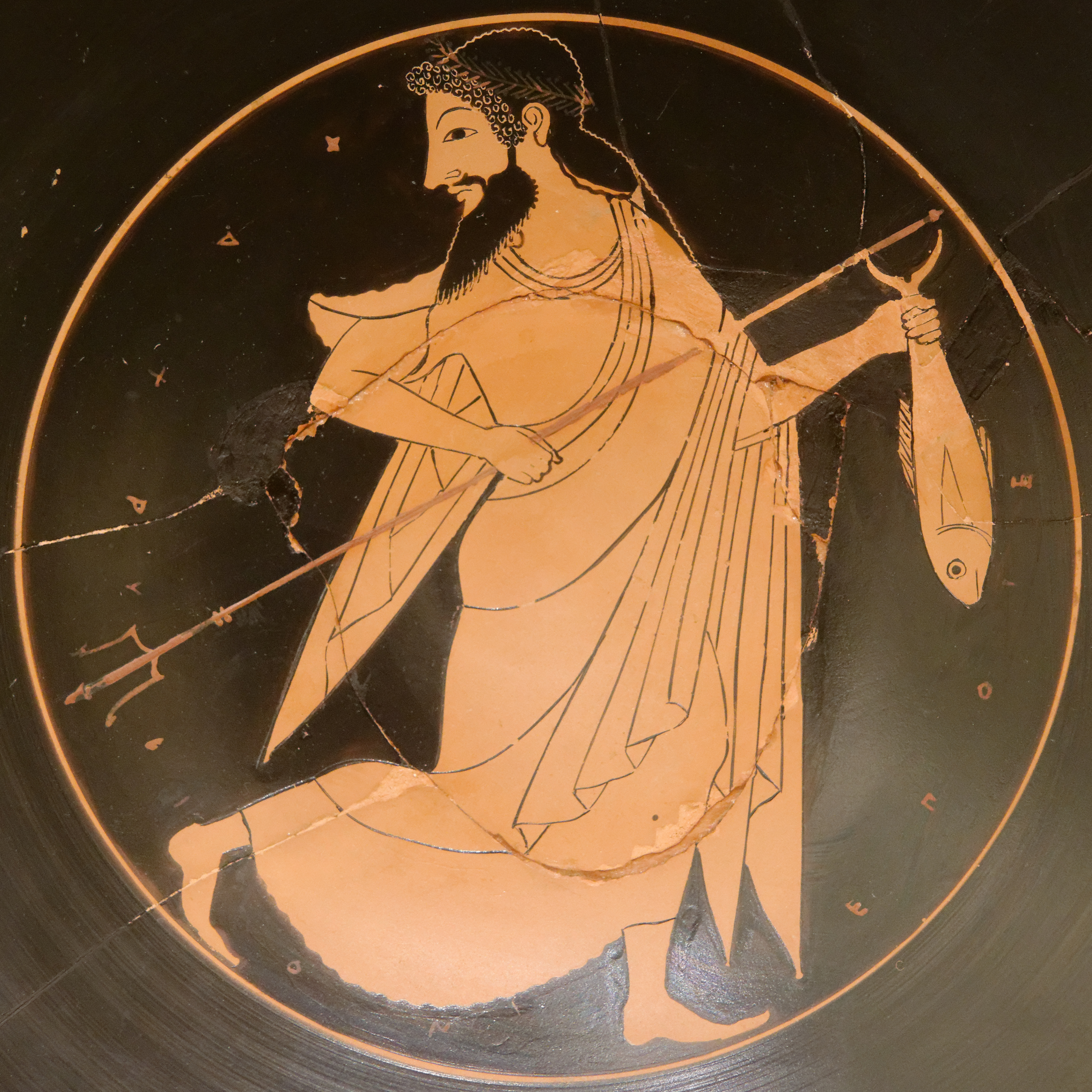
Poséidon tenant son trident et un poisson. Médaillon d'un kylix attique à figures rouges, v. 520-510 av. J.-C. Étrurie. Musée national du Danemark.
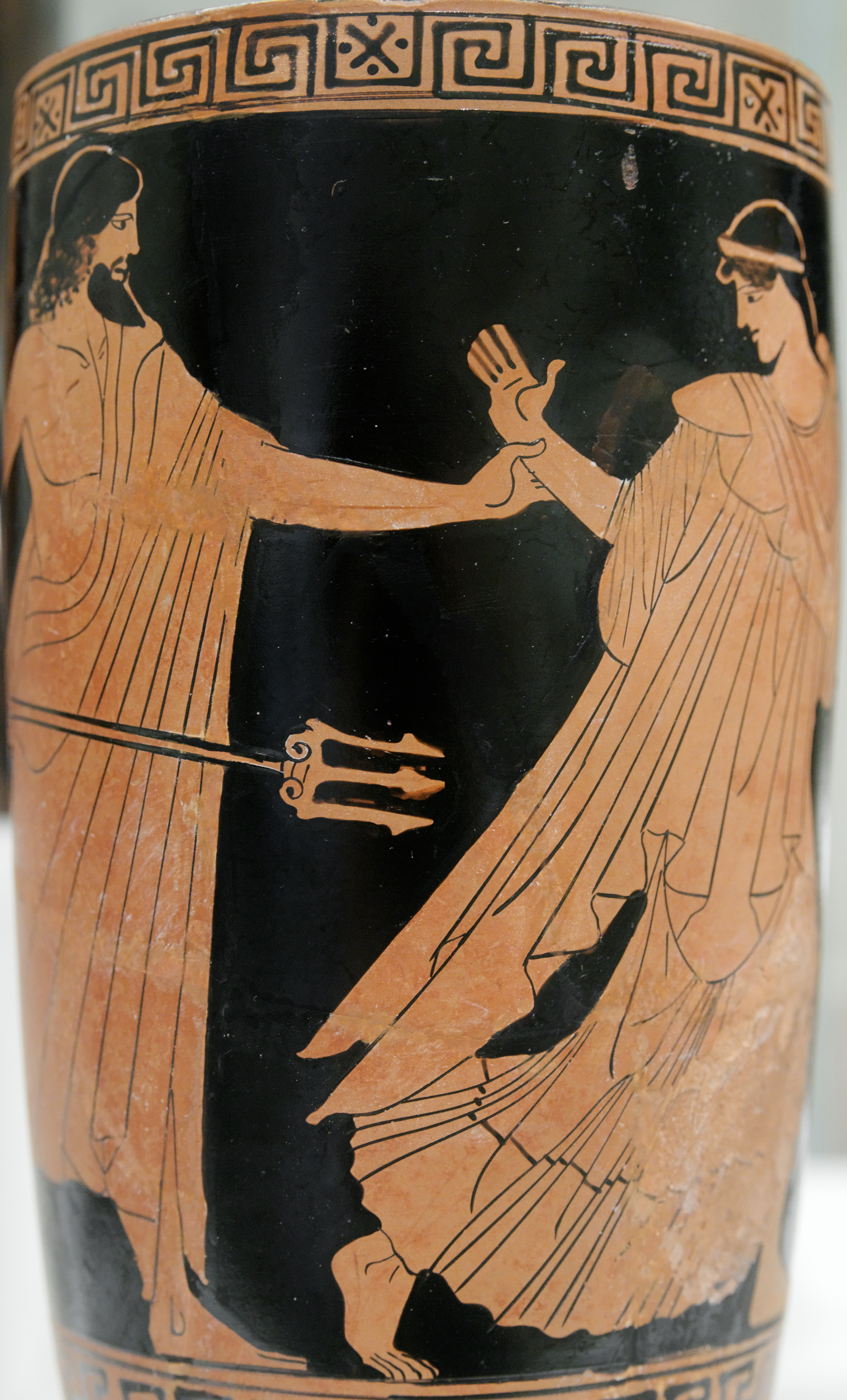
Scène de poursuite avec Poséidon. Face A d'un lécythe à figures rouges, vers 460-450 av. J.-C. Metropolitan Museum of Art.

### Sculptures
Dans la sculpture, la seconde moitié du IVe siècle av. J.-C. voit l'apparition du type du « Poséidon du Latran », dont l'original serait une statue en bronze faite par Lysippe et exposée à Cenchrées près de Corinthe. Elle représente le dieu le dieu au repos, une jambe levée, tenant son trident de sa main gauche. Elle devient très populaire dans le monde romain, comme l'attestent ses nombreuses copies.
L'époque hellénistique voit le développement de représentations du dieu sur son char tiré par des hippocampes, avec son trident, accompagné d'un dauphin, entouré de diverses créatures marines. Il figure notamment ainsi sur la frise nord du Grand Autel de Pergame représentant la Gigantomachie, dont il ne reste que des fragments.
De la même période date la grande statue en marbre du Poséidon de Milos, le représentant dans une posture d'autorité, brandissant un trident (disparu) de sa main droite, accompagné d'un dauphin.
Il semble que les statues de Poséidon soient nombreuses à l'époque romaine, car Pausanias en mentionne souvent, au point qu'il se pourrait que ce dieu soit l'un des dieux les plus représentés par cette forme d'art.

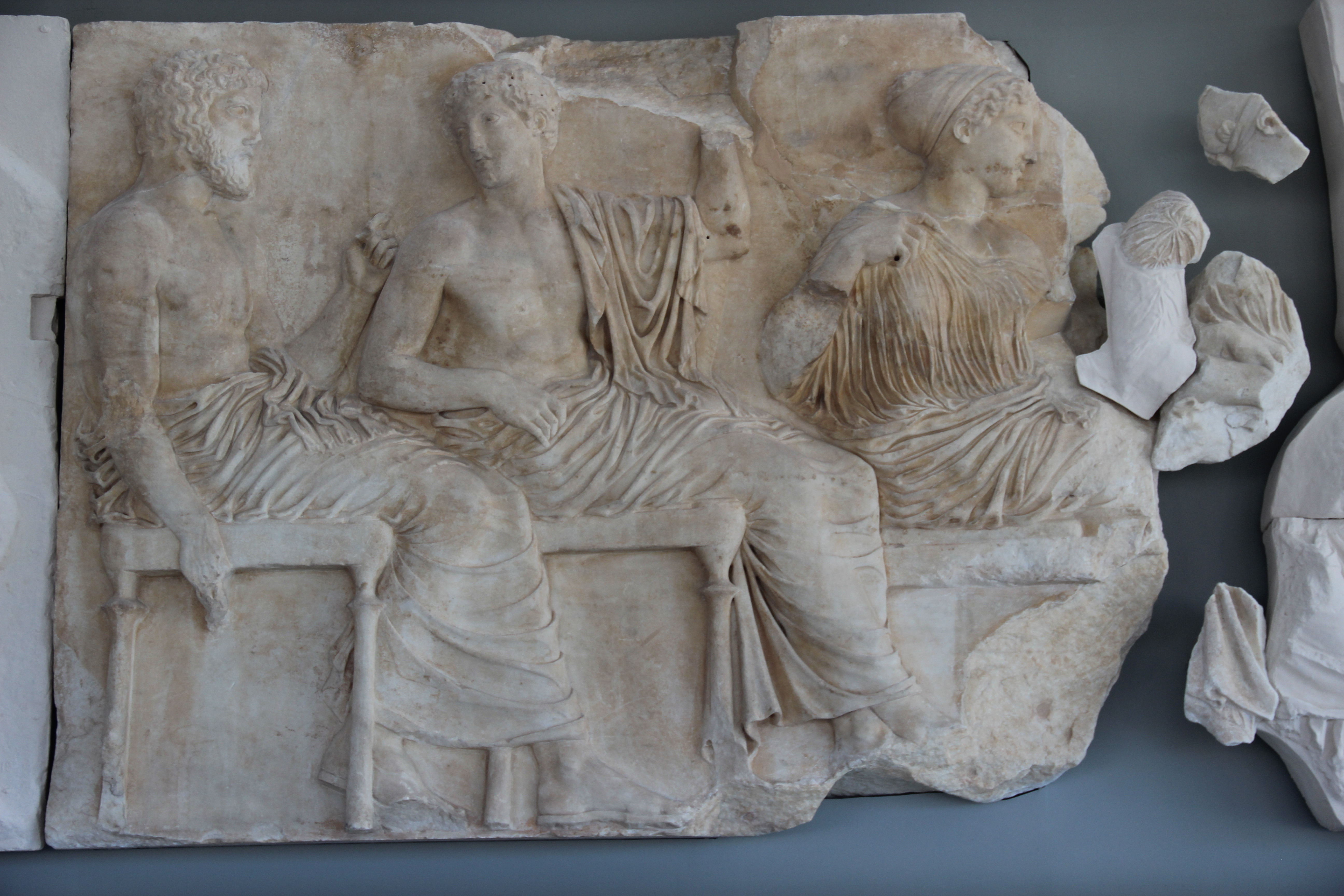
Poséidon, Apollon et Aphrodite sur la frise du Parthénon. British Museum.
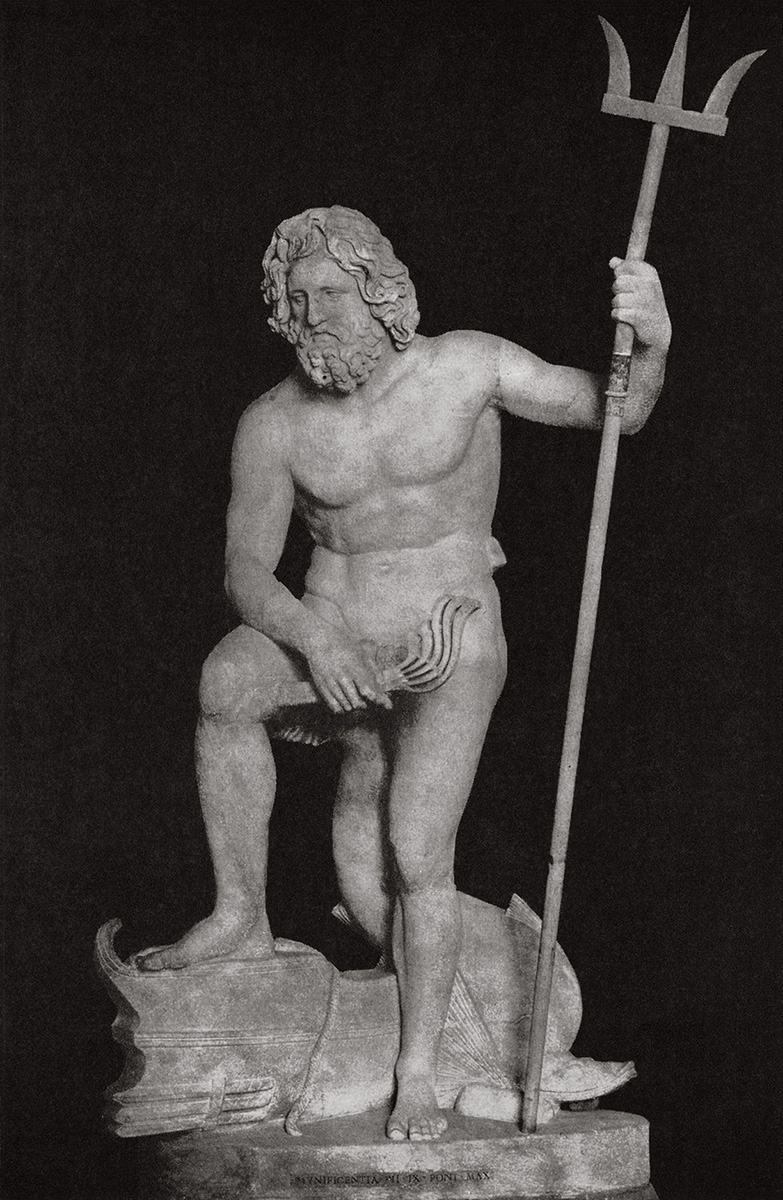
Poséidon du Latran, copie sur marbre d'après un original sur bronze de Lysippe. Musées du Vatican.
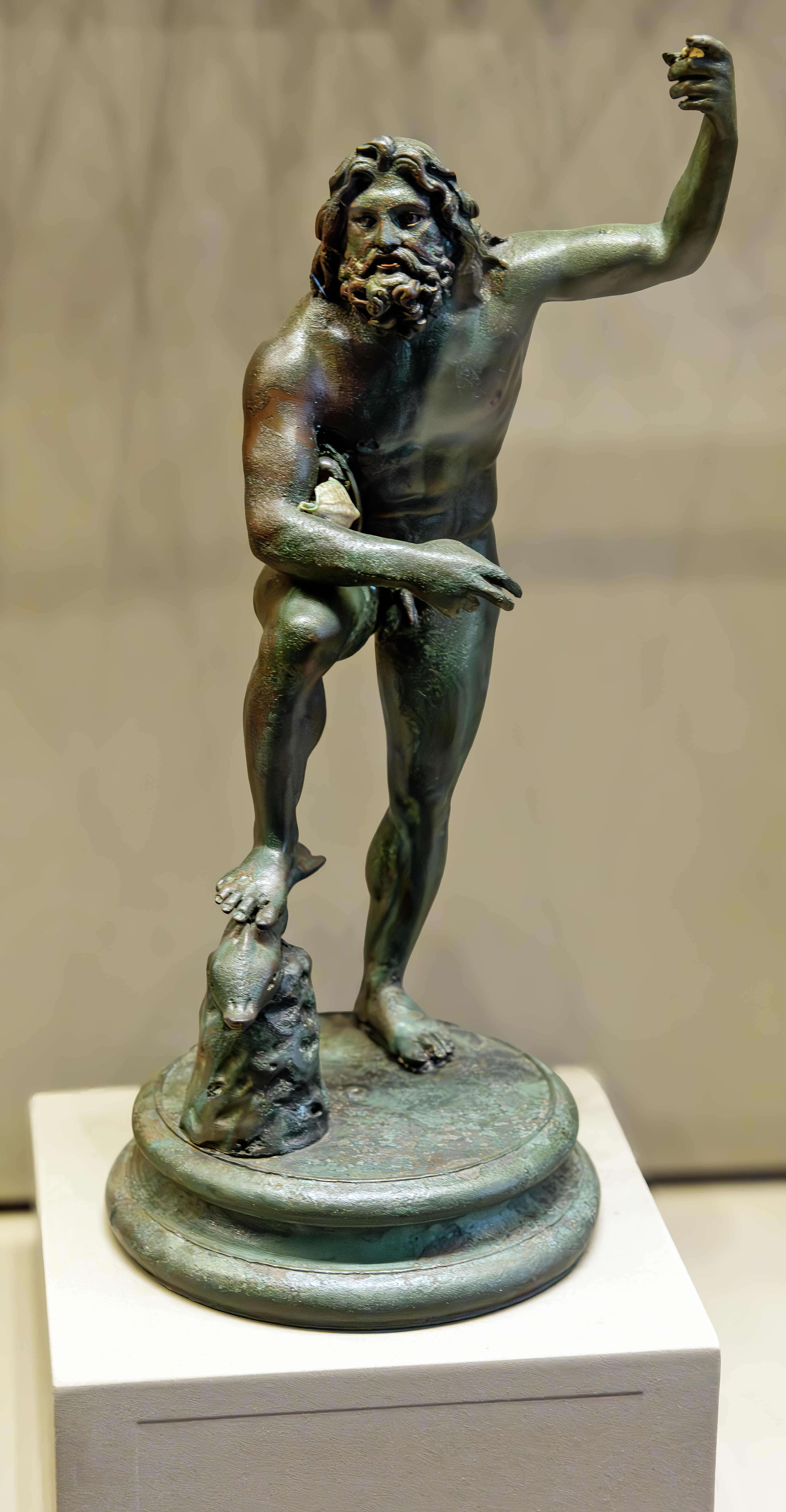
Statuette en bronze, d'après le type du Latran. Musée Correr, Venise.
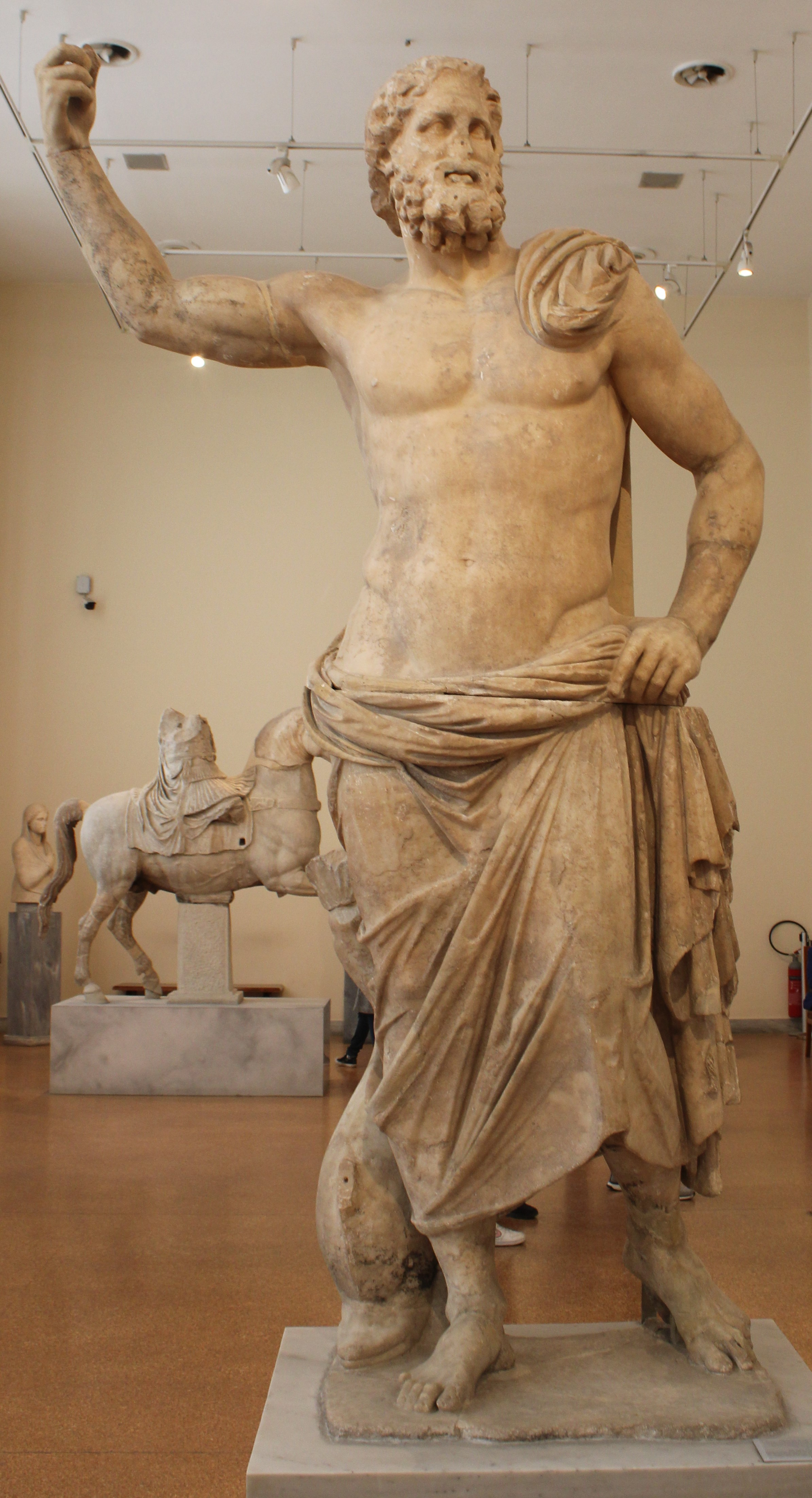
Poséidon de Milos. Musée national archéologique d'Athènes.

### Monnaies
On représente également Poséidon sur des monnaies, depuis les alentours de 500 av. J.-C., principalement son visage de profil ou debout brandissant son trident, parfois chevauchant un cheval ou un hippocampe, ou dans la pose du Poséidon du Latran. À l'époque hellénistique sur des monnaies commémorant des victoires navales, modèle qui est repris par Octave pour commémorer la bataille d'Actium. Des monnaies à l'effigie de Poséidon se retrouvent au Proche-Orient (Bérytos, Arados, Ascalon, Apamée), où il est souvent associé à un poisson, et jusqu'en Afghanistan (royaumes gréco-bactriens).

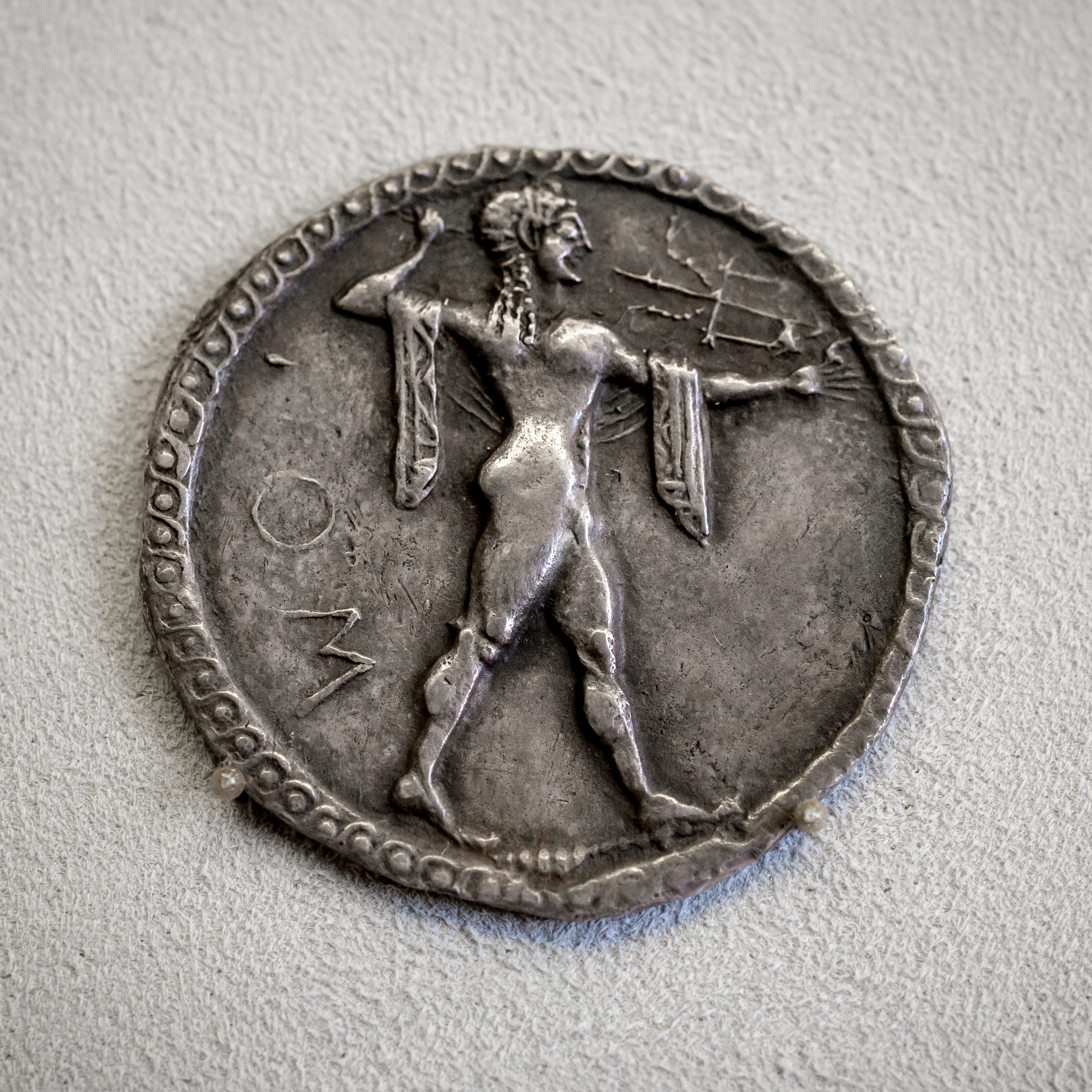
Statère en argent de Poseidonia (v. 530-500 av. J.-C.) représentant Poséidon brandissant son trident.
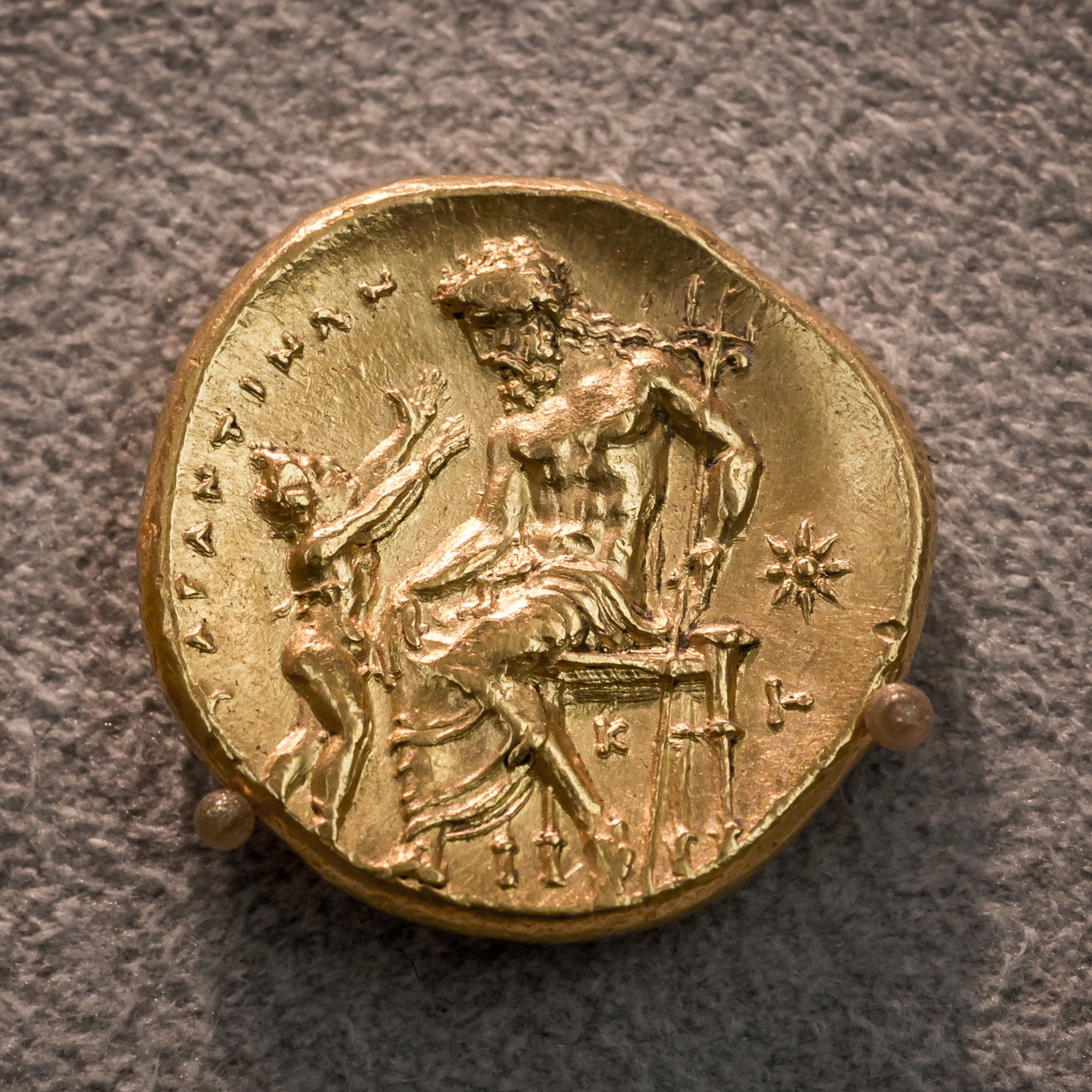
Statère en or de Tarente (v. 320 av. J.-C.), représentant Poséidon et Taras, fils du dieu et fondateur légendaire de la ville.
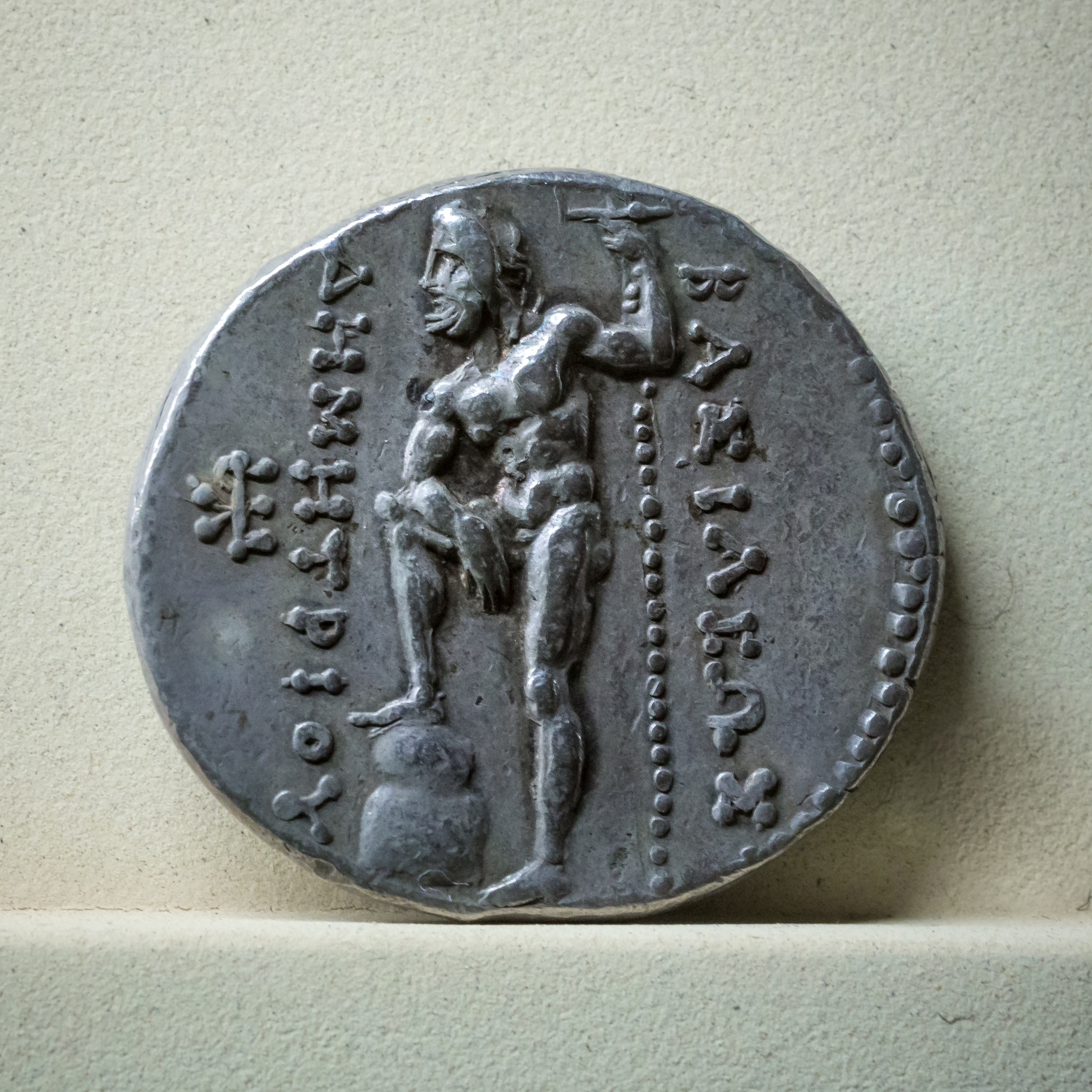
Tétradrachme en argent de Démétrios Poliorcète (frappé v. 289-288 av. J.-C.) représentant Poséidon dans la pose de la statue du Latran.
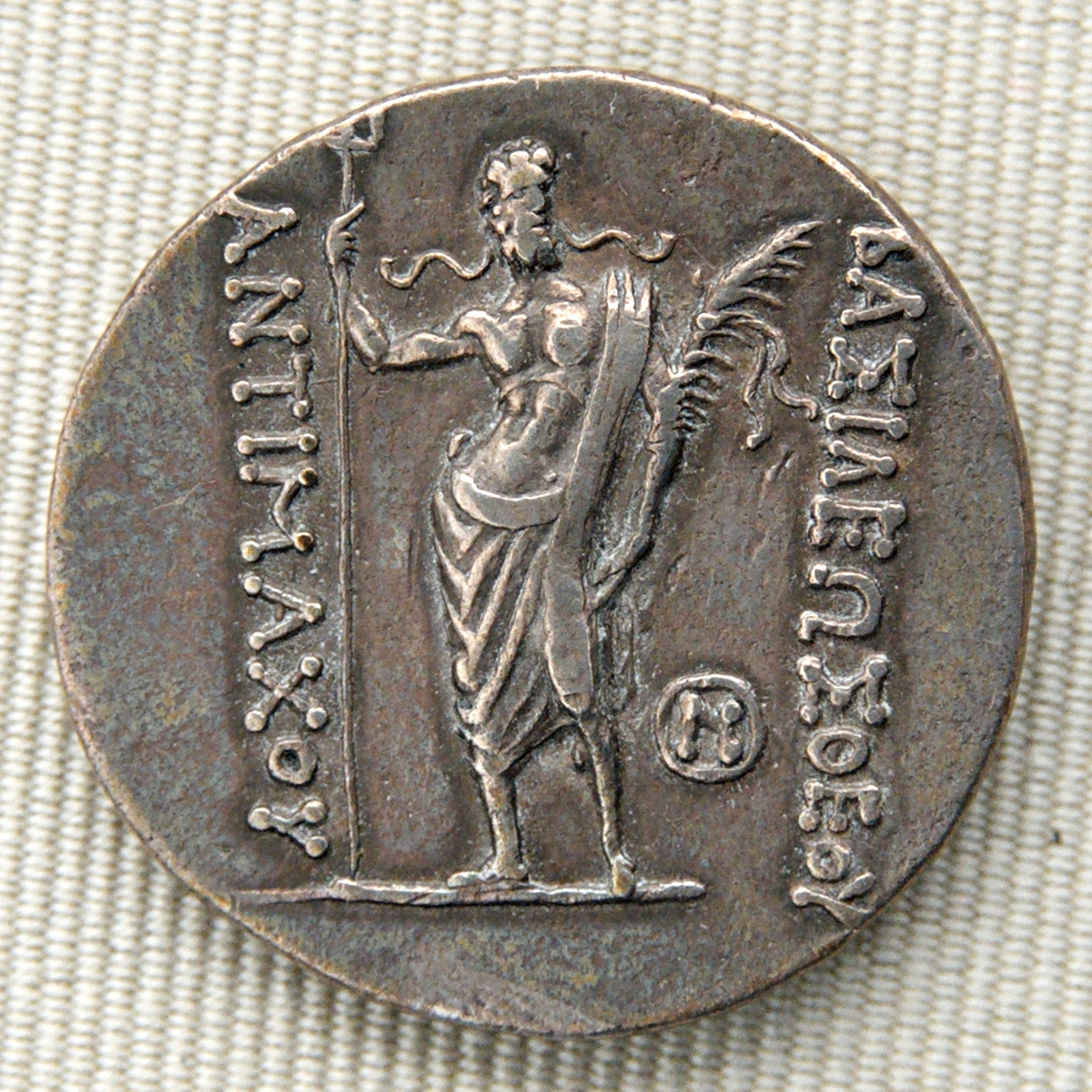
Revers d'une monnaie du roi gréco-bactrien Antimaque Ier (v. 174-165 av. J.-C.) représentant Poséidon, Cabinet des Médailles.

## Mythes et littérature
S'il n'existe pas de mythe grec centré sur Poséidon, il intervient dans beaucoup d'événements, notamment à travers ses nombreuses relations amoureuses et ses tout aussi nombreuses disputes. Un motif récurrent est la colère du dieu et son rôle en tant que vengeur, qui passe souvent par des créatures qu'il a suscitées contre la personne qu'il doit châtier. On retrouve donc dans la littérature le fait qu'il représente la force brute et le chaos. Dans l'ensemble, en dépit de son statut de divinité majeure, Poséidon apparaît peu dans les œuvres littéraires antiques. T. Gantz considère que dès l'époque archaïque c'est une figure « discrète » et R. Hard remarque que sa présence diminue après.
Poséidon figure donc dans différents textes littéraires, notamment ceux relevant des catégories (modernes) des mythes et des épopées. Il s'agit en premier lieu de ceux contenus dans les poèmes d'Homère et d'Hésiode, actifs aux VIIIe – VIIe siècle av. J.-C. qui ont joué un rôle capital pour forger l'image de Poséidon dans le monde antique, et aussi dans le monde moderne. Plusieurs récits sont des variations autour d'un même motif, qui fait l'objet de reformulations, expliquant les variantes d'une même histoire selon les époques et les lieux, illustrations de la diversité de la religion et de la mythologie grecques antiques. Cela ressort aussi des mythes locaux, qui montrent l'existence de différentes traditions souvent incompatibles les unes avec les autres, et sont notamment documentés par les écrits de Pausanias le Périégète, actif au IIe siècle. Poséidon fait une dernière apparition dans la littérature mythologique antique avec Nonnos de Panopolis.

### Épopées homériques
Poséidon est un personnage des épopées homériques, et même s'il y fait assez peu d'apparitions il joue un rôle décisif à plusieurs moments. Il apparaît principalement comme un dieu marin, et ces textes ont grandement contribué à forger l'image du dieu en tant que souverain des mers, notamment par la description de son palais sous-marin et de son cortège fait d'êtres marins,.
Ses rapports avec Zeus, que l'épopée présente comme son frère aîné, ne sont pas toujours cordiaux, comme l'indique son discours de l’Iliade où il rejette les ordres de son frère que lui transmet Iris.
Malheur ! Il (Zeus) a grande valeur, mais il a parlé au-delà des bords,

puisqu'il veut me contraindre de force, moi qui ai le même honneur que lui.

Nous sommes trois frères nés de Cronos, que Rhéa a mis au monde,

Zeus, moi et en troisième Hadès, qui règne sur ceux d'en bas.

Toutes les choses ont été partagées en trois, chacun a eu son lot d'honneur ;

moi, j'ai gagné d'habiter pour toujours la mer grise,

une fois les sorts agités ; Hadès a gagné les ténèbres brumeuses ;

Zeus, le vaste ciel, dans l'éther et les nuages.

La terre, quant à elle, est commune à tous, ainsi que le grand Olympe.

Je ne vivrai donc pas selon le cœur de Zeus. Qu'il reste, tranquille,

malgré sa force, dans le troisième lot qui est le sien !

Que jamais il ne cherche à m'effrayer avec ses bras, me croyant vil.

Il gagnerait plus à attaquer ses filles et fils

de mots terrifiants, puisqu'il les a engendrés lui-même,

et ils entendraient ses commandements, même sous la contrainte.
— Homère (trad. P. Judet de La Combe), Iliade, XV, 185-199.
Il participe aux côtés d'Héra et d'Athéna au complot visant à enchaîner Zeus, tentative compromise par l'intervention du géant Briarée/Égéon.
L’Iliade évoque son rôle dans le conflit opposant Troyens et Achéens. Il apporte son soutien à Apollon pour construire les murs de la cité (XXI, 441-457), mais lorsque son roi Laomédon refuse de le payer comme convenu, il se venge en déchaînant un monstre marin. Plus tard, il proteste lorsque les Achéens cherchent à leur tour à ériger une muraille (VII, 445-453), craignant qu'elle ne surpasse celle qu'il a faite,,. Bien qu'il se tienne un temps à l'écart de la lutte entre Troyens et Achéens, il intervient finalement du côté des seconds (tout en intervenant pour sauver Énée lorsque Achille est sur le point de le tuer).
L’Odyssée lui fait jouer un rôle majeur dans le déroulement de l'intrigue, en le présentant sous un jour colérique et vindicatif,. C'est sa colère contre Ulysse, après que ce dernier ait aveuglé son fils le Cyclope Polyphème, qui entraîne le long périple du héros. Il s'oppose pour cela à Athéna, protectrice du héros. Le dieu apparaît alors sous son aspect violent, déchaînant les éléments contre Ulysse alors qu'il a quitté l'île de Calypso, puis punissant les Phéaciens qui lui ont apporté son aide pour qu'il rentre dans son pays. Ce récit évoque également (IV, 502) le fait qu'il aide Athéna à exercer sa vengeance sur les Achéens après le viol de la princesse troyenne Cassandre par Ajax, fils d'Oïlée dans son temple, en provoquant le naufrage de leur flotte et la mort du fautif, motif repris et développé dans d'autres textes par la suite.

### Mythes de partage du monde
Une catégorie de mythes particulièrement importants pour la définition de la figure de Poséidon sont ceux durant lesquels il entre en rivalité avec une autre divinité pour la possession et la protection d'un territoire et de ses populations,.
Les récits les plus fameux sont ceux relatifs à sa rivalité avec Athéna pour Athènes. Poséidon offre à la cité une source d'eau salée (une « mer », visible dans l'Érechthéion du temps de Pausanias), créée sur l'Acropole d'un coup de son trident, tandis qu'Athéna lui offre l'olivier. Le roi athénien Cécrops fait appel aux autres grands dieux pour trancher, et le présent d'Athéna est jugé le plus utile, lui permettant d'emporter le duel. De rage, Poséidon inonde la plaine d’Éleusis ; dans une variante il échoue à le faire, en raison de l'intervention d'Hermès,. Ce récit était représenté sur le fronton ouest du Parthénon, mais ce groupe de sculptures n'est plus connu que par des fragments.
L'autre grande cité qui se refuse à Poséidon est Argos, remportée par sa sœur Héra, à la suite de l'arbitrage du roi local Phoronée, aidé par les dieux-fleuves Inachos, Céphise et Astérion. Là encore le dieu cherche à faire payer la cité. Dans une version du récit, il provoque l'assèchement des sources de son territoire une partie de l'année, mais par amour pour la Danaïde Amymoné il lui crée une source pérenne à Lerne. Dans une autre version, rapportée par Pausanias (II, 22, 4) comme à Athènes il inonde la plaine d'Argos, jusqu'à ce que Héra ne parviennent à le dissuader de le faire. C'est de là que viendrait le fait qu'il est vénéré à Argos sous l'épithète Proklystios « inondeur »,.
Dans les autres mythes de ce type, il perd Égine contre Zeus et Naxos contre Dionysos,. À Trézène, qu'il dispute à Athéna, Zeus choisit un compromis en partageant la cité entre les deux,. À Corinthe, qu'il dispute à Hélios, le géant Briaré chargé du jugement concède l'acropole au dieu solaire et Isthmia à Poséidon. Avec Apollon ont lieu des échanges : il lui aurait laissé Delphes, qui lui appartenait, en échange du cap Ténare, ou bien, selon un autre récit, contre l'île de Calaurie.

### Mythes et cultes arcadiens chez Pausanias
La Périégèse ou Description de la Grèce de Pausanias rapporte des récits relatifs à des cultes de Poséidon dans plusieurs régions du monde grec, avec des mythes qui en expliquent l'origine. Parmi les régions décrites par cet auteur, l'Arcadie, à laquelle est consacré le livre VIII, comprend plusieurs lieux de culte de Poséidon et des mythes qui présentent des variations locales par rapport à ceux attestés ailleurs, tout en reprenant des motifs identiques, qui ont plus particulièrement été étudiées. Dans ces terres sans accès à la mer, le dieu y apparaît souvent en tant que dieu chthonien et équin, et en lien avec des sources,,.
Ainsi un passage à propos de la fontaine nommée Arné (VIII, 8, 2) rapporte le récit local selon lequel lorsque Rhéa accoucha de Poséidon elle le déposa dans un troupeau d'agneaux (arnés, d'où le nom de la source) et trompa Cronos en lui disant qu'elle avait accouché d'un poulain, qu'il avala à la place du nouveau-né. Pausanias, au départ plutôt enclin à voir dans ces variations locales sur Cronos aux mythes panhelléniques des balivernes, s'est ravisé pour plutôt y voir des sortes de contes philosophiques. Les interprètes modernes se sont plutôt intéressés au fait que le substitut est un jeune cheval, ce qui le relie à un des domaines de compétences principaux du dieu.

« Voici encore ce que racontent en substance les Arcadiens : quand Rhéa eut accouché de Poséidon, elle le déposa dans un troupeau pour qu'il partageât la vie des agneaux ; ce qui valut son nom à la source, c'est que les agneaux (arnés) paissaient autour d'elle. Rhéa dit à Kronos qu'elle avait mis au monde un cheval et lui donna, au lieu de son enfant, comme elle lui donna par la suite, au lieu de Zeus, une pierre enveloppée de linges.

Ces récits des Grecs, j'avais personnellement tendance, en commençant mon ouvrage, à les considérer plutôt comme des niaiseries ; mais, parvenu à l'Arcadie, j'ai pris à leur sujet une attitude prudente que voici : ceux des Grecs que l'on tenait pour sages formulaient autrefois leurs récits en se servant d'énigmes et non pas directement ; j'ai donc conjecturé que les traditions relatives à Kronos sont une sorte de conte philosophique des Grecs. Aussi, en ce qui concerne les dieux, utiliserons-nous les traditions. »

— Pausanias (trad. M. Jost), Description de la Grèce, VIII, 8, 2-3.
À propos du sanctuaire de Poséidon Hippios à Mantinée (VIII, 10, 2-4), il rapporte qu'il fut reconstruit sur ordre de l'empereur Hadrien, autour des ruines de l'ancien afin de ne pas les détruire. La légende locale rapporte que les frères Agamédès et Trophonios, architectes légendaires, l'ont érigé en premier, en interdisant son entrée aux humains en la barrant d'un simple fil de laine, ce qui suffisait alors à inspirer la crainte des choses divines. Le roi arcadien Aipytos s'en moquait, coupa le fil et en punition il fut emporté par une vague marine qui le tua. Ce récit a pu être rapproché d'autres provenant d'Irlande et donc peut-être à un héritage indo-européen.
Le sanctuaire de Déméter d'Onkeion à Thelpousa sert quant à lui de développement à un mythe impliquant Poséidon (VIII, 25, 3-9). À l'époque où la déesse recherchait sa fille Perséphone/Korè alors qu'elle avait été enlevée par Hadès, Poséidon cherche à s'unir à elle et la poursuivit. La déesse fuit en se transformant en jument pour se dissimuler dans une horde située au futur emplacement du temple, mais le dieu le réalise, se transforme lui-même en cheval et s'unit à elle. La déesse est vénérée en ces lieux sous deux épiclèses, Erinys faisant référence à sa colère après avoir été forcée et Lousia qui fait référence au bain qu'elle a pris ensuite. Ce serait aussi après cela que Poséidon aurait reçu son épiclèse Hippios pour la première fois. De cette union naissent le destrier Arion, réputé pour être le cheval le plus rapide au monde, que monte notamment Adraste, et une fille dont le nom peut seulement être révélé aux initiés de Déméter. Une histoire similaire existe à Phigalie (VIII, 42 ,2), au sanctuaire de Déméter Melaina « noire », parce qu'elle s'était vêtue en noir et s'y était retirée en raison de son ressentiment. La tradition locale rapporte qu'un seul enfant est né de l'union des deux divinités, la déesse Despoina,.

### Autres attestations dans la littérature mythologique
La Théogonie d'Hésiode, récit de glorification de Zeus et de sa lutte pour le pouvoir, fait de Poséidon un auxiliaire de celui-ci, qu'il soutient en combattant à ses côtés. C'est lui qui referme sur les Titans les portes d'airain du Tartare (vers 732-733).

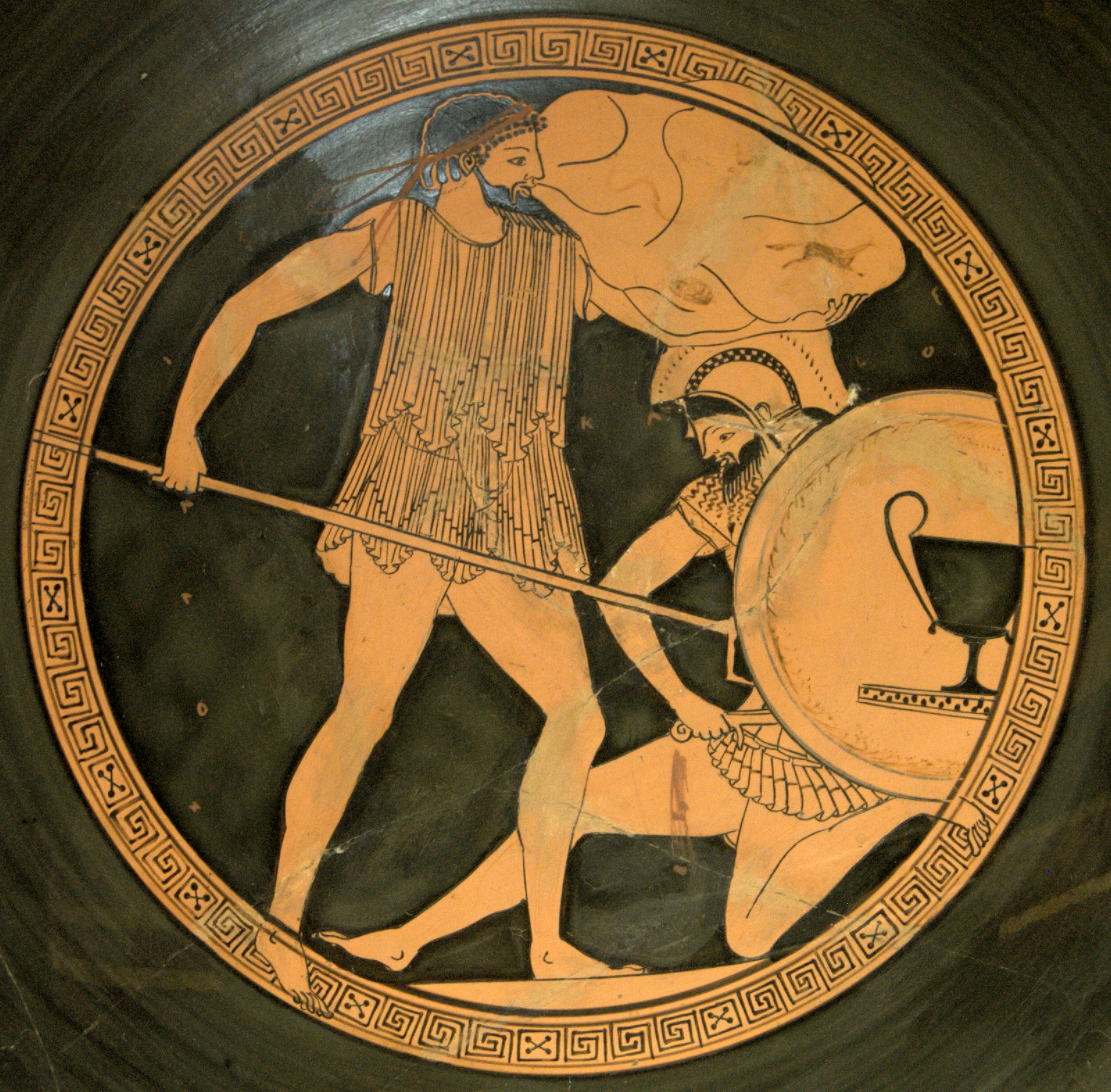
Scène de la Gigantomachie : Poséidon combattant Polybotes. Tondo d'un kylix attique à figures rouges, ca. 475-470 av. J.-C. Peintre de la Gigantomachie de Paris (vase éponyme), cercle du peintre de Brygos trouvé à Vulci BnF (Cabinet des médailles), Paris.

Plusieurs vases peints de l'époque archaïque représentent l'épisode de la Gigantomachie durant lequel il tue Polybotès en l'écrasant sous un rocher détaché de l'île de Kos, qui forme l'île de Nysiros. Il n'est cependant pas exposé dans les textes de l'époque connus, et il faut attendre le Pseudo-Apollodore et Strabon (X, 5, 16) pour en avoir un récit.
Un court Hymne homérique (groupe de textes qui, contrairement à ce que leur dénomination traditionnelle indique, n'a pas Homère pour rédacteur) est dédié à Poséidon. Il reprend les principales caractéristiques du dieu, à la fois divinité terrestre et marine, « dompteur de chevaux et sauveur de navires », et donne plusieurs de ses épithètes les plus courantes :

« L'objet de mes chants, est, pour commencer, le grand Poséidon qui met en branle la Terre et la Mer inlassable, le dieu marin qui possède l'Hélicon et le vaste domaine d'Æges : les dieux t'ont attribué, Ébranleur de la Terre, le double privilège d'être dompteur de chevaux et sauveur de navires !

Salut, Poséidon, qui transportes la Terre, dieu à la sombre chevelure ! ô Bienheureux, viens, d'un cœur bénévole, secourir ceux qui vont sur la mer ! »

— Hymne homérique à Poséidon (trad. J. Humbert).
Poséidon est également évoqué dans les œuvres du plus grand des poètes lyriques, Pindare, notamment la IXe Olympique qui fait allusion à son affrontement contre Héraklès, épisode non attesté par d'autres sources littéraires mais qui apparaît sur des céramiques peintes.
Après l'époque archaïque apparaissent les mentions littéraires de plusieurs autres récits impliquant Poséidon, notamment ceux repris par Diodore de Sicile et le Pseudo-Apollodore dans sa Bibliothèque.
Ce sont en particulier ces deux textes qui donnent les versions complètes des récits impliquant Poséidon et le couple royal crétois Minos-Pasiphaé, évoqué de manière partielle par des sources antérieures. Selon Diodore, le roi Minos avait promis au dieu de lui sacrifier chaque année son plus beau taureau, mais une année il ne peut s'y résoudre et lui sacrifie une bête moins belle, tandis que selon le Pseudo-Apollodore le roi prie le dieu de lui envoyer par la mer un beau taureau pour qu'il lui sacrifie mais là aussi il épargne la bête. La faute, quelle qu'elle soit, provoque la colère du dieu envers le roi, et en vengeance il inspire à son épouse la reine Pasiphaé une passion pour le taureau épargné, qui donne naissance au Minotaure,.
Parmi les autres vengeances exécutées par Poséidon dans des récits mythologiques et épiques par la création d'êtres monstrueux et violents, le dieu fait sortir de l'eau un taureau monstrueux pour provoquer la mort d'Hippolyte, comme le lui à demandé le père de celui-ci, Thésée. Il crée aussi le monstre marin qui se déchaîne contre l’Éthiopie dans le mythe d'Andromède.
Poséidon apparaît dans le mythe platonicien de l'Atlantide (Critias, Timée). L'île d'Atlantide est son domaine, où il s'éprend de Clito qu'il installe dans un superbe palais entouré d'eau. Elle lui donne cinq paires de jumeaux, qui sont à l'origine des dix circonscriptions de l'île. L'aîné, Atlas, reçoit de son père la suprématie sur les autres et fonde la lignée des rois de l'Atlantide. Elle connaît des âges fastes, puis son expansion est stoppée par sa défaite par Athènes, et la ville est détruite par un tremblement de terre et d'un raz-de-marée qui l'engloutit,. On reconnaît dans ce mythe dont le sens est très discuté le thème de la rivalité entre Poséidon et Athéna (l'Atlantide étant présentée comme un double négatif d'Athènes), voire celui du caractère brutal du dieu qui rejaillit sur sa progéniture.

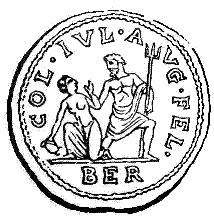
Copie d'une monnaie de Bérytos d'époque romaine représentant Poséidon/Neptune saisissant une femme, peut-être Béroé.

Poséidon joue aussi un rôle dans l'intrigue de la dernière grande composition épique de l'Antiquité grecque, les Dionysiaques de Nonnos de Panopolis (composée v. 450-470). Il dispute au personnage principal du récit, le dieu Dionysos, la main de la nymphe Béroé (assimilée à une des conquêtes de Poséidon, Amymoné), dans la ville qu'elle incarne, Bérytos (Beyrouth). Aucun des deux ne parvenant à la séduire par leurs discours et promesses, ils se livrent à un duel sous le regard des grands dieux, durant lequel Poséidon reçoit l'aide de plusieurs personnages de la mythologie grecque liés à lui, dont Protée, Nérée et les Néréides ainsi que les dieux des fleuves et des mers. Zeus donne finalement la main de Béroé à Poséidon, ce qui représente le seul échec du héros du roman. Si ce récit s'appuie sans doute sur la mythologie de Bérytos dont Poséidon (assimilé au Baal local) est le dieu principal, il intègre des thèmes proprement grecs comme la lutte de Poséidon contre d'autres divinités pour la possession d'un territoire sous l'arbitrage d'autres dieux, la particularité du récit étant qu'il est pour une fois proclamé vainqueur.

## Sanctuaires et cultes
Comme pour les autres grandes divinités « panhelléniques », les sanctuaires et cultes de Poséidon se retrouvent dans tout le monde grec, avec une popularité peut-être plus prononcée dans le Péloponnèse (cf. Diodore de Sicile, V, 49, 4) et en Béotie (selon Aristarque de Samothrace), voire en Asie Mineure à l'époque romaine en tant que divinité tellurique servant à protéger contre les séismes. Certains de ces lieux de culte sont mieux documentés que d'autres grâce aux textes antiques (notamment, là encore, la Description de la Grèce de Pausanias pour l'époque romaine impériale) et aux données archéologiques et épigraphiques collectées par les recherches modernes.

Carte de la Grèce avec localisation des sanctuaires de Poséidon et autres sites mentionnés dans l'article.

### Isthmia et les concours isthmiques

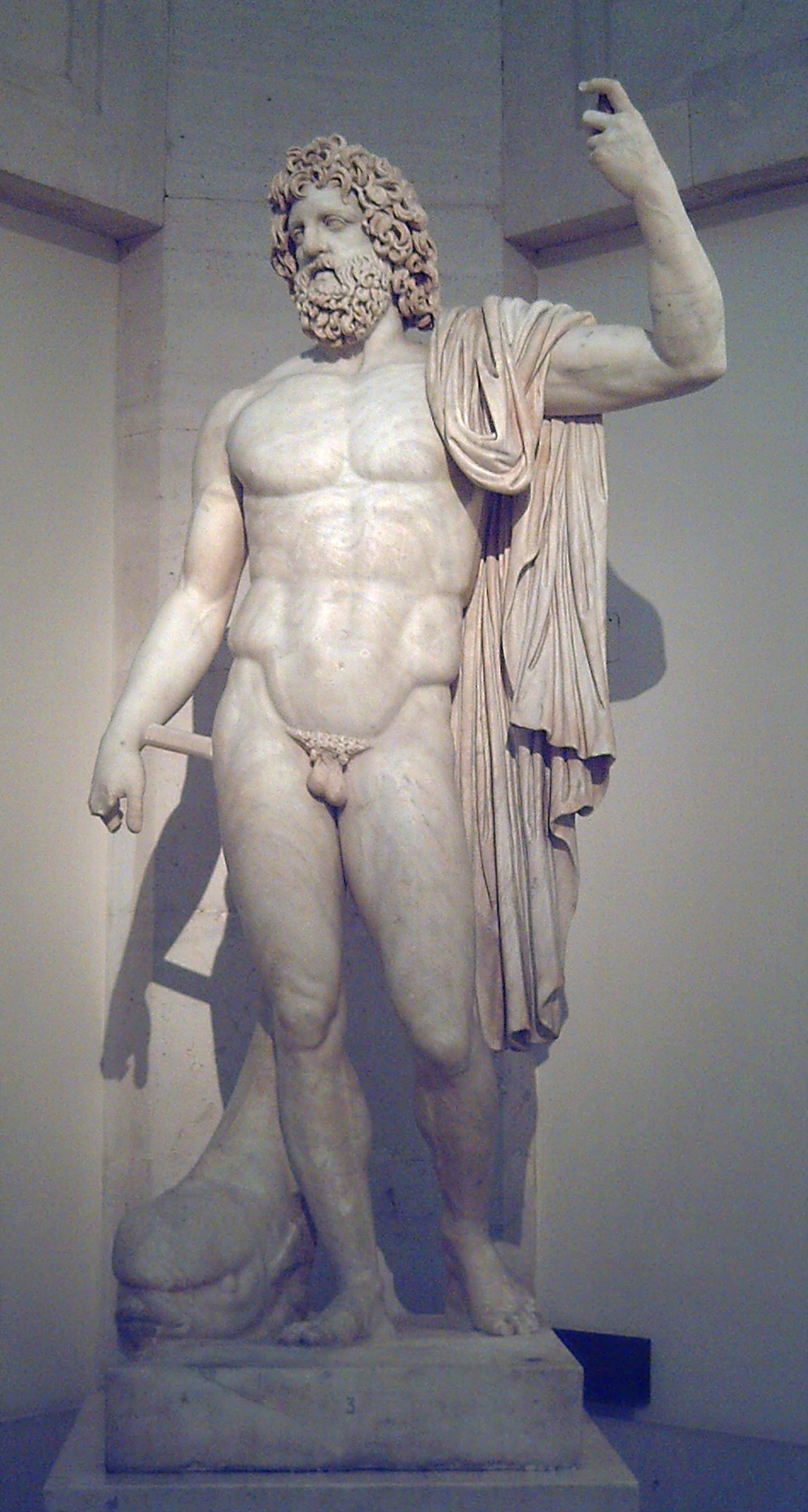
Statue colossale de Poséidon. Provenant d'Isthmia, sans doute issue d'un atelier d'Aphrodisias. Époque romaine. Musée du Prado.

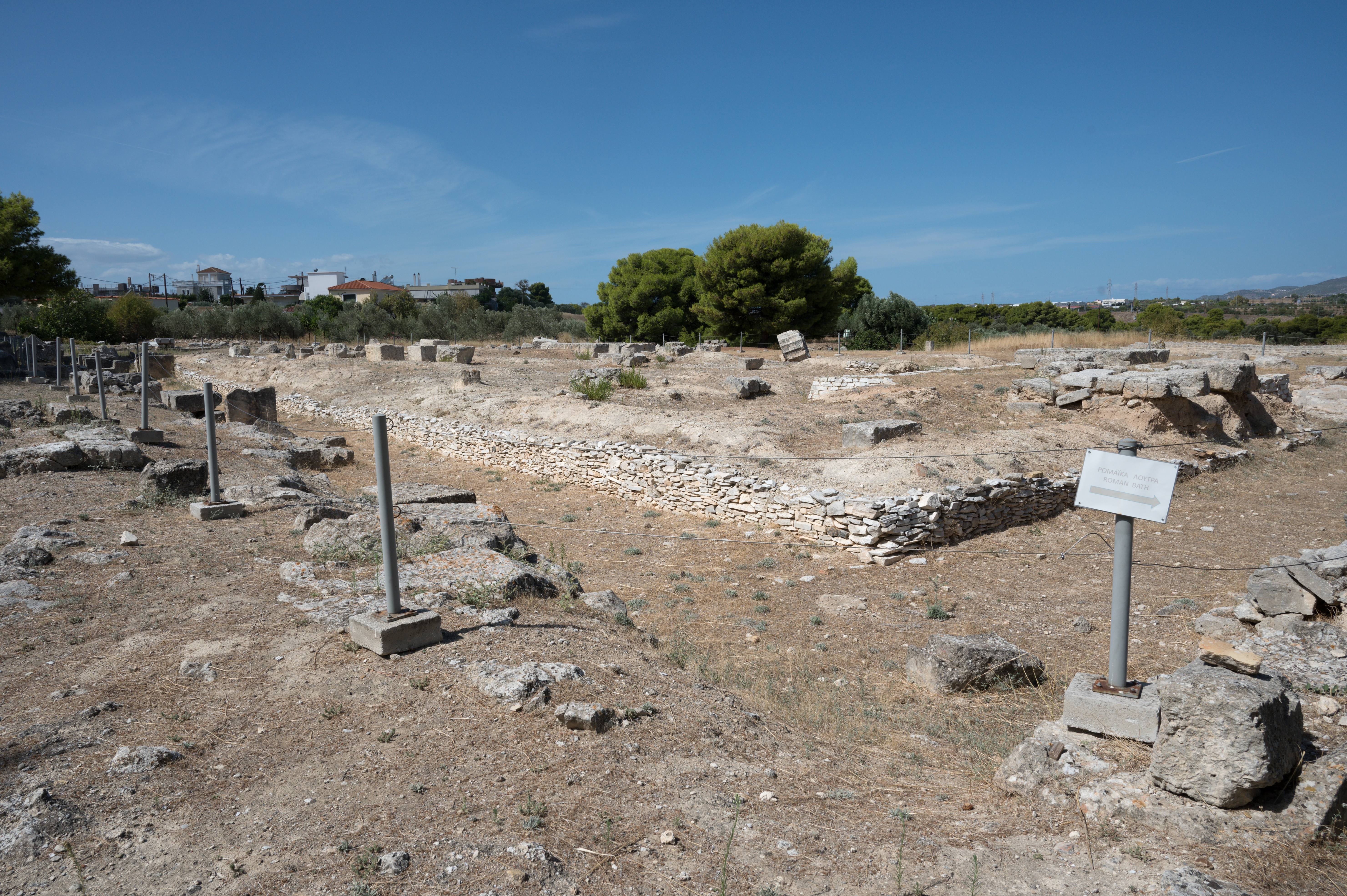
Vestiges du temple de Poséidon à Isthmia.

Dans la région de Corinthe, Poséidon dispose à Isthmia d'un de ses principaux sanctuaires dans le monde grec. Il se développe vers la première moitié du XIe siècle av. J.-C., en tant que lieu de culte en plein air. La popularité qu'acquiert progressivement le lieu doit s'expliquer par sa localisation sur l'isthme de Corinthe, sur un plateau aisément accessible aux communautés des environs, tout en étant situé sur un terrain neutre, à l'écart des principaux sites d'habitat de la région. La présence de céramique protogéométrique semble indiquer la tenue de banquets rituels durant les premiers temps d'utilisation du site. Une terrasse est aménagée au VIIIe siècle av. J.-C., puis au début du siècle suivant un temple est construit, de type hécatompédon (cent pieds de long) avec péristyle. Un imposant autel de 30 mètres de long se trouvait devant lui. Les animaux sacrifiés sont surtout des moutons, des chèvres et des cochons. De petites pierres ont été retrouvées en grande quantité sur le site sacrificiel : elles pourraient avoir été jetées sur les animaux par les personnes assistant au sacrifice, avant leur immolation. Les dépôts votifs y sont cependant plus modestes aux époques anciennes que ceux d'Olympie et de Delphes. Ils comprennent peu de figurines en métal, mais de nombreux taureaux en terre cuite, ainsi que des bijoux. Au VIIIe siècle av. J.-C. le matériel devient plus riche, ce qui semble indiquer que le lieu devient plus « aristocratique » : tripodes et bols en bronze, armes et armures, en plus de nombreuses figurines en terre cuite. Le temple est détruit vers 470, et remplacé par un autre de style classique,. Le sanctuaire d'Isthmia est alors un lieu de culte de Poséidon, mais aussi de son épouse Amphitrite et du héros Mélicerte/Palémon, mort noyé avec sa mère Ino, les deux étant vus comme des protecteurs des marins. Les grottes artificielles situées sur le site comprenant des espaces de banquet pourraient être dédiées à son culte, ou bien à celui de puissances chthoniennes indéterminées.
C'est le lieu de déroulement d'une des principales fêtes religieuses panhelléniques, dont les débuts sont placés par la tradition en 582 av. J.-C., faisant partie de la « période » avec Olympie, Delphes et Némée. S'y déroulent des concours panhelléniques, les jeux isthmiques, qui selon la légende trouvent leur origine dans les jeux funéraires organisés par Sisyphe après la mort de Mélicerte (une autre tradition en fait plutôt une commémoration de Thésée). Les vainqueurs des épreuves reçoivent une couronne de feuilles de pin, remplacée plus tard par du persil. Les épreuves sont de type athlétique, poétique et hippique. S'y déroulent notamment des courses hippiques de quatre stades, rarement attestées ailleurs, peut-être en l'honneur de Poséidon en tant que dieu des chevaux. L'hippodrome se situe à l'écart du sanctuaire, à une distance de deux kilomètres. Sur place se trouvent un théâtre et un stade,.

### Poséidon Helikonios
Une des épiclèses les plus répandues de Poséidon dans le monde grec est Helikonios, déjà évoqué par Homère (Iliade, XX, 40), qui tire son nom d'un lieu de culte majeur du dieu. Les historiens débattent quant à savoir s'il s'agissait du mont Hélicon en Béotie ou bien de la cité d'Hélikè en Achaïe. Les avis penchent plutôt en faveur de la seconde, car il est assuré qu'elle comprend un lieu de culte à Poséidon alors que le premier non, et que des sources littéraires antiques pointent également en faveur de cette identification,.

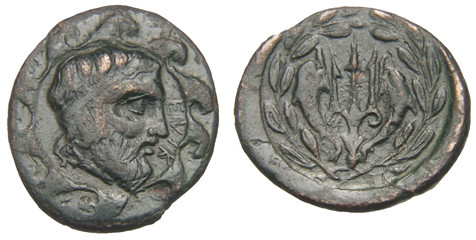
Monnaie d'Hélikè, représentant la tête de Poséidon au droit et au revers un dauphin et un trident. Début ou v. 300 av. J.-C. Münzkabinett (Berlin).

Hélikè est située sur la côte sud-ouest du golfe de Corinthe, en Achaïe, dans une région très soumise aux risques sismiques, ce qui pourrait expliquer la présence d'un sanctuaire à Poséidon. Le nom du sanctuaire pourrait provenir de celui du saule. Le site archéologique a été recherché pendant longtemps, avant son identification en 2001. Des constructions cultuelles datées du VIIIe siècle av. J.-C. y ont été mises au jour : un autel daté d'environ 760-750, un premier temple daté d'environ 710-700, et les traces d'un second datés du VIIe ou VIe siècle av. J.-C. Les objets rituels mis au jour sur place indiquent que l'activité cultuelle pourrait remonter au milieu du IXe siècle av. J.-C. et se prolonge jusqu'à l'époque classique. Il comprend des figurines en bronze et en terre cuite, des armes en fer, de la joaillerie, ainsi que des restes d'animaux sacrifiés. Il n'y a aucune certitude sur le dieu qui y est vénéré, mais les fouilleurs du site penchent pour Poséidon. Quelques pièces de la cité, dont la datation est discutée (début du IVe siècle av. J.-C., ou autour de 300), représentent le dieu et ses attributs (trident, dauphins, hippocampe).
Ironie de l'histoire, la cité de Hélikè et son sanctuaire sont détruits par un tremblement de terre et un raz-de-marée en 373 av. J.-C. Il n'est donc pas étonnant que les anciens Grecs y aient vu la volonté de Poséidon, et aient cherché quelle faute les habitants de la ville avaient pu commettre envers lui pour le courroucer au point qu'il ne veuille plus de l'existence de la ville et de son propre lieu de culte. L'explication d'Héraclide du Pont, reprise par plusieurs auteurs après lui, est que les gens d'Achaïe ont manqué de respect à une délégation ionienne en leur refusant la possibilité de sacrifier au dieu. L'histoire a été complétée par d'autres auteurs qui ont rajouté au récit la mise à mort des envoyés, parfois jusque sur l'autel même du dieu,. Cela n'empêche pas la cité d'être reconstruite, et sans doute de continuer à être un lieu de culte à Poséidon.
Si les récits de la destruction d'Hélikè font référence à des émissaires venus de Ionie, c'est que cette région portait une vénération particulière à Poséidon Helikonios. On ignore dans quelles conditions son culte est implanté là-bas, mais il se pourrait que les colons grecs ayant fondé les cités ioniennes soient venus pour partie de la région d'Hélikè, d'où ils avaient été chassés par les Achéens. Ils ont en tout cas gardé des liens avec le sanctuaire d'Hélikè. Le sanctuaire fédéral des cités ioniennes, le Panionion, est dédié à Poséidon Helikonios. Initialement situé au mont Mycale, il a été déplacé à proximité d'Éphèse pour plus de sécurité. Le culte du dieu est répandu dans les différentes cités ioniennes : Priène a un lien fort avec ce dieu, et Pausanias (VII, 24, 5) mentionne qu'il a des autels à Milet et à Téos.

### Messénie et le cap Ténare
Les tablettes mycéniennes indiquent que Poséidon est la divinité majeure de Pylos, en Messénie occidentale, au XIIIe siècle av. J.-C. Cela trouve un écho dans les épopées homériques. Le roi Nestor de Pylos est le fils de Nélée, fils de Poséidon et de Tyro. Dans l’Odyssée (III, 4-11), lorsque Télémaque lui rend visite, il assiste à des sacrifices de bovins à Poséidon sur une plage, présidés par le roi de Pylos accompagné de ses fils.
À l'époque archaïque, Poséidon est connu en Messénie sous le nom de Pohoidan et vénéré à Hélos et à Akrovitika dans le territoire de Thouría. Les fouilles du second site, situé sur la côte, indiquent qu'un lieu de culte existe au moins depuis 1100-1050 av. J.-C. Il semble assuré qu'il soit dédié à Poséidon au moins à compter du VIe siècle av. J.-C. Un fragment de vase en céramique porte le nom du dieu (Π]ΟΗΟΙΔΑ[ΝΙ). De cette époque datent des objets votifs en bronze et en fer, notamment des rames et des gouvernails, qui semblent indiquer qu'il s'agit d'un lieu de culte de pêcheurs, ainsi que des figurines d'animaux couramment associés à Poséidon : des taureaux, un cheval, un hippocampe. La fête en l'honneur du dieu qui se tient à Thouria a sans doute lieu dans ce sanctuaire.

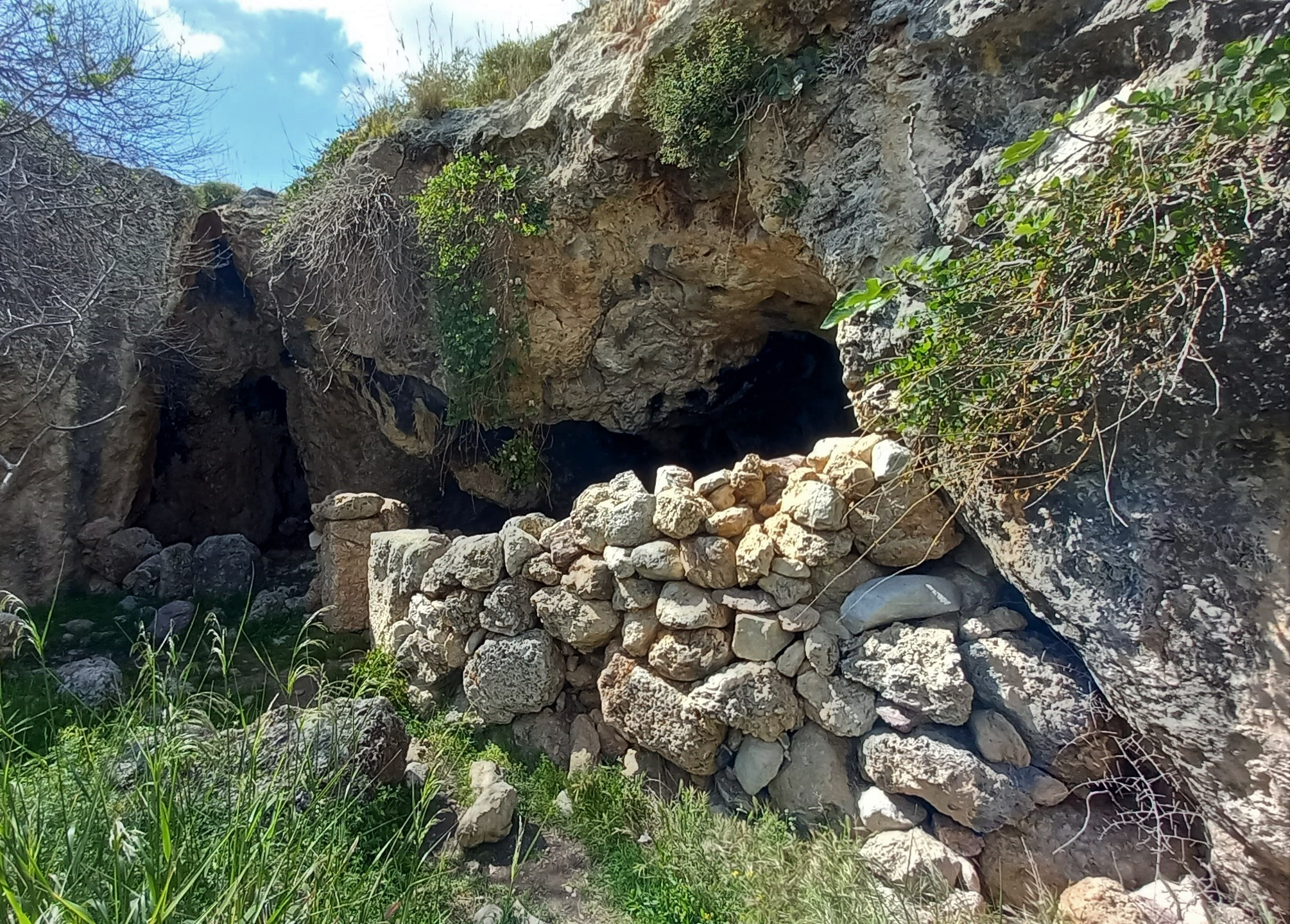
Grotte localisée sur le site du Ténare, potentiellement le lieu où se déroulait l'oracle des morts de Poséidon.

Le principal sanctuaire de Poséidon dans le sud du Péloponnèse est celui du cap Ténare (Tainaron), situé à l'extrémité sud de la péninsule, au bout de la péninsule du Magne. Il est sous le contrôle des Spartiates après leur conquête de la Messénie, et devient un de leurs sanctuaires majeurs, Poséidon du Ténare (Tainarios) ayant par ailleurs un lieu de culte aux abords de Sparte même. Comme d'autres lieux de culte du dieu, c'est un lieu de refuge important, qui accueille notamment des Hilotes et des esclaves en fuite. Le séisme qui dévaste Sparte en 464 a été attribué à une punition de Poséidon du Ténare, les Spartiates s'étant rendu coupables d'avoir pénétré dans son espace sacré pour capturer des Hilotes qui s'y étaient réfugiés. La fête majeure du sanctuaire, les Tainaria, a lieu durant trois jours, marqués par des danses, des jeux et peut-être une cérémonie de couronnement de la statue du dieu par des Hilotes. Le site, localisé au fond d'une petite baie, n'a pas fait l'objet de fouilles. Il comprend les ruines d'un sanctuaire qui pourrait dater de l'époque hellénistique, et a été reconverti en église par la suite. Il a également livré des taureaux et des chevaux votifs en bronze, ainsi que des stèles commémorant l'affranchissement d'esclaves. Les textes antiques rapportent que le site comprend un oracle des morts, qui a lieu dans une grotte servant de lien entre le monde des vivants et celui des morts. Celle-ci, mentionnée par Strabon et Pausanias, semble identique à celle actuellement localisée dans un petit abri situé aux abords du rivage, qui comprend de modestes aménagements (murs en pierre) qui ne peuvent être datés avec certitude,.

### Athènes et le cap Sounion
Poséidon occupe une place importante dans les mythes fondateurs de l'autochtonie athénienne. Il est le concurrent malheureux d'Athéna pour devenir la divinité protectrice d'Athènes, et soutient Éleusis dans sa guerre contre Athènes et son souverain Érechthée, dont il cause la mort. L'Acropole d'Athènes a un lieu de culte dédié au héros, l'Érechthéion, où Poséidon est également vénéré, avec une épiclèse Erechtheios fusionnant les deux. Selon le témoignage de Pausanias, ce lieu de culte comprenait aussi le puits d'eau salée créé par le dieu lors de la dispute pour la possession de la cité. Il en résulte un rapport ambivalent de Poséidon à la cité athénienne. En tout cas aucune fête majeure de la cité n'est organisée en son honneur. Bien qu'on trouve en Attique le mois nommé d'après Poséidon, la seule évocation d'une fête appelée Posidea vient d'une inscription donnant un calendrier cultuel local, d'origine indéterminée (peut-être Marathon).
Le principal lieu de culte de Poséidon en Attique est situé sur le promontoire du cap Sounion, au sud-est d'Athènes. L'espace sacré comprend en fait deux lieux de culte principaux, situés chacun sur un point élevé, consacrés à Poséidon et à Athéna, là encore associés pour la protection de la cité, et probablement des lieux de culte héroïques. Le sanctuaire de Poséidon semble le plus important du lieu, situé à un point de passage d'importantes routes maritimes, et il est généralement interprété comme lié à sa fonction marine. Il est actif au moins dès la fin du VIIIe siècle av. J.-C., et rapidement populaire, dépassant le cadre local, comme l'attestent les trouvailles d'objets votifs en bronze, allant jusqu'au début du Ve siècle av. J.-C. Parmi eux se trouvent des objets exotiques (comme des amulettes orientales) témoignant du fait que c'est un lieu de passage sur les routes maritimes. Un important temple archaïque est érigé, puis détruit en 480/479 par les Perses. Un nouveau temple est construit par les Athéniens dans la seconde moitié du Ve siècle av. J.-C., avec d'importants moyens. Ses ruines dominent encore le site. En revanche les périodes suivantes n'ont quasiment pas livré de matériel votif. S'y tiennent d'importantes festivités, tous les quatre ans (pentétériques) selon Hérodote (VI, 87, 8), durant lesquelles se déroulent probablement les régates du Sounion évoquées dans un discours de l'orateur Lysias (XXI, 5).

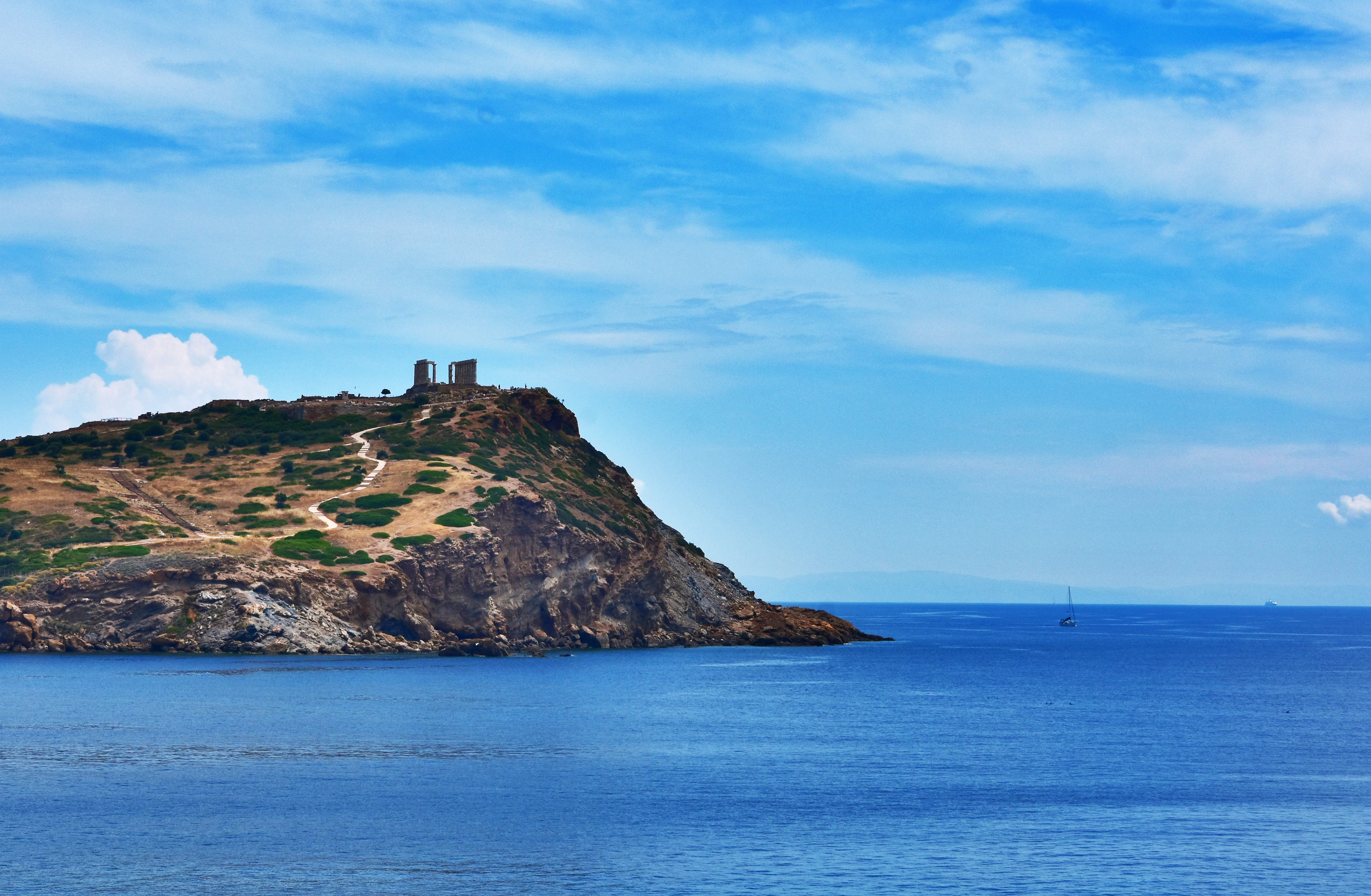
Le Cap Sounion, avec le sanctuaire de Poséidon et d'Athéna à son sommet.
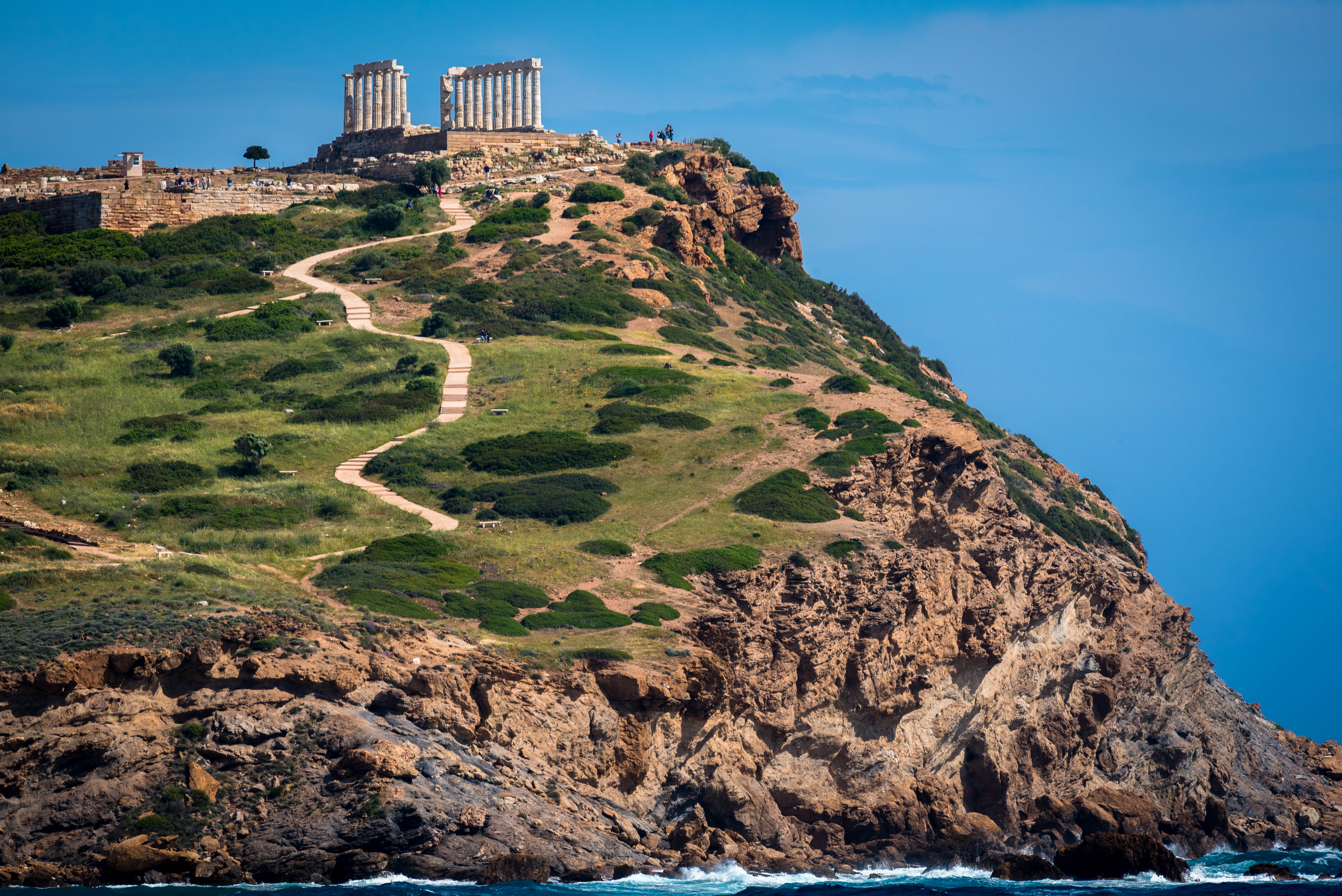
Autre vue du sanctuaire du cap Sounion.
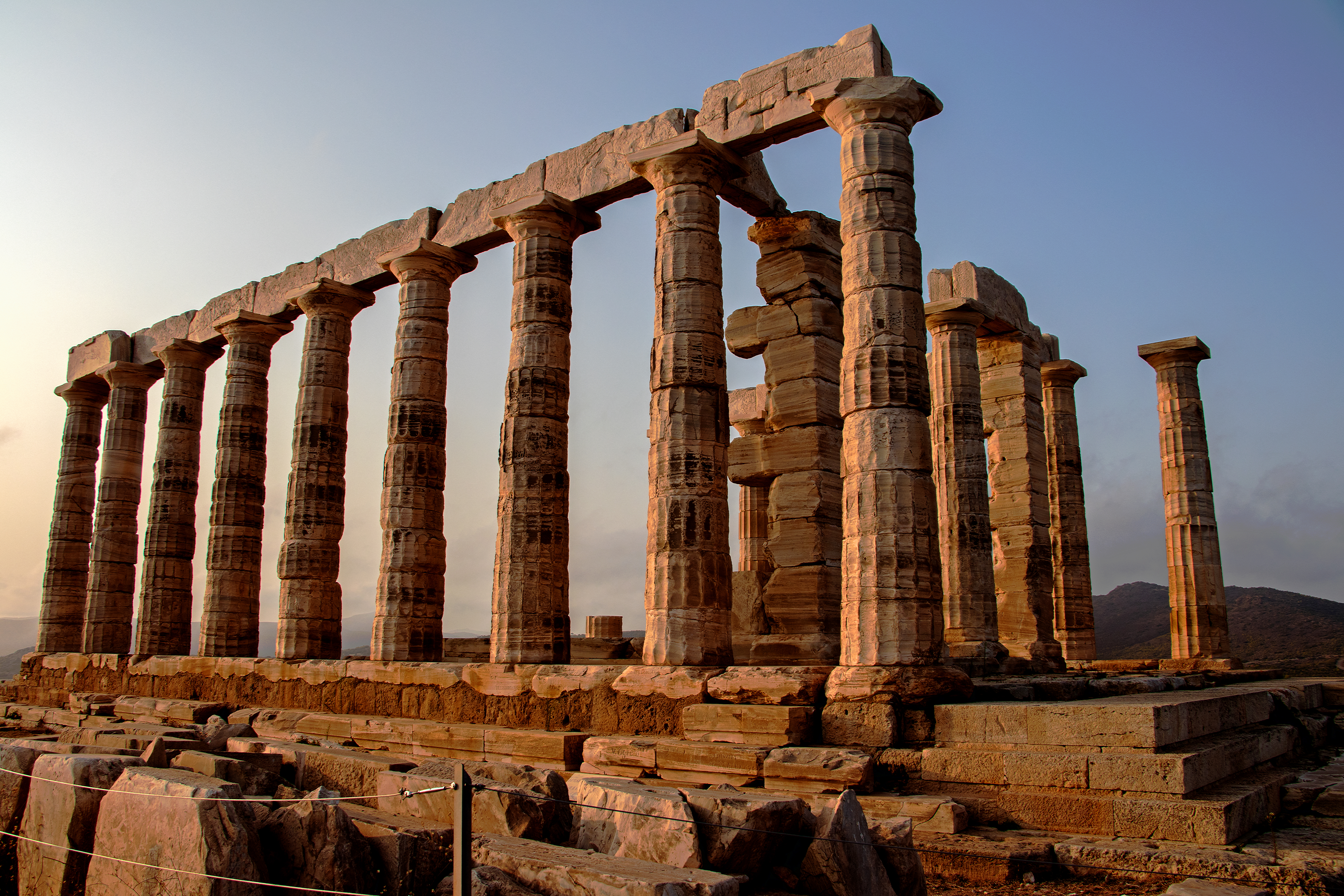
Le temple de Poséidon au cap Sounion.

Poséidon est également vénéré à Éleusis dans le sanctuaire de Déméter, autre déesse à laquelle il est couramment associé. Il y est surtout vénéré sous l'épiclèse Pater « Père », mais un décret honorifique de 20/19 av. J.-C. mentionne également ses appellations Prosbaterios « de l'accès/entrée » (également connu à Delphes) et Temeliouchos « qui tient les fondations ». L'aspect chevalin du dieu, Hippios, reçoit également un culte à Colone, en association avec Athéna Hippia.

### Trézène et Calaurie

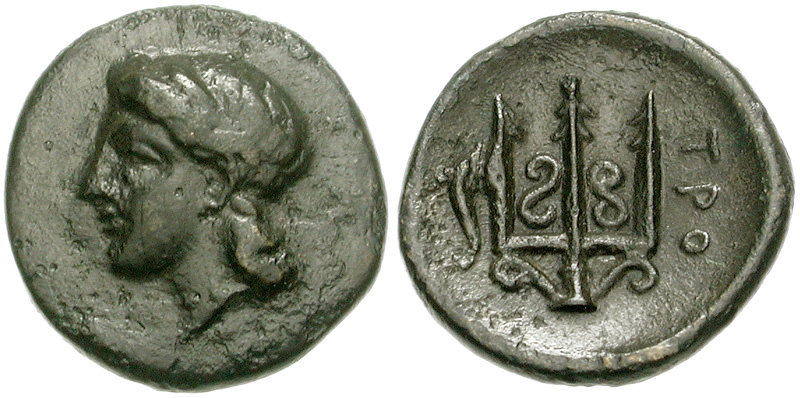
Pièce de bronze de Trézène où la face montre Athéna et le dos le trident de Poséidon (v. 325/-300).

Poséidon occupe une place importante dans la mythologie et les cultes de la cité de Trézène, située dans le nord de l'Argolide. Cela est principalement documenté par Pausanias dans sa Description de la Grèce. Comme Athènes, la cité est à l'origine disputée entre Athéna et Poséidon, mais cette fois-ci ils se la partagèrent, à la suite de l'intervention de Zeus. Dans la ville même, Poséidon est honoré sous les épiclèses Basileus « roi » et Athéna sous ceux de Polias « de la cité » et Stehnnias « forte ». Les pièces de monnaie sont frappées d'un côté du trident de Poséidon, de l'autre de la tête d'Athéna (II, 30, 6). Poséidon est également selon plusieurs récits le père du héros Thésée, né dans cette ville. En dehors des murs de la ville se trouve un temple à Poséidon Phytalmios, qui préside à la croissance des plantes, créé pour apaiser le dieu après qu'il a rendu la terre du lieu stérile à la suite d'une faute des habitants locaux (II, 32, 8). À proximité se trouve un sanctuaire de Déméter Thesmophoros, également liée à l'agriculture, dont la fondation est attribuée au héros Althépos, fils de Poséidon. On trouve aussi dans la cité une source Hippocrène, dont la tradition locale (similaire à celle concernant la source du même nom en Béotie) rapporte qu'elle a été créée par un coup de sabot de Pégase (II, 31, 9),.

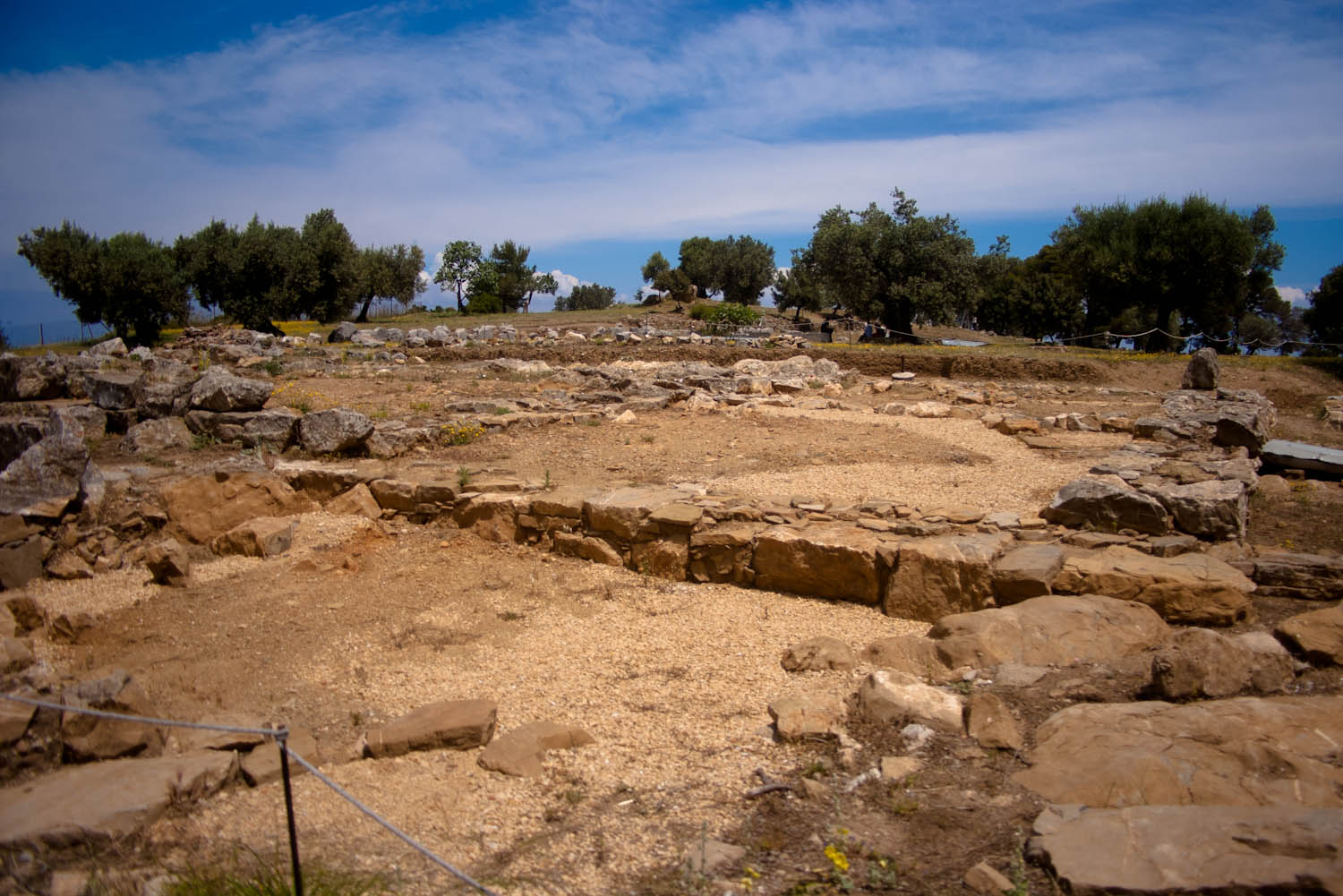
Les ruines du temple de Poséidon à Calaurie (Poros).

Le territoire civique de Trézène comprend l'île de Calaurie (Kalaureia, l'actuelle Poros), où se trouve un important et vénérable sanctuaire à Poséidon. Selon ce que rapporte Pausanias (II, 33, 2), l'île était initialement consacrée à Apollon qui l'échange contre Delphes avec Poséidon. Il mentionne également le fait que le sacerdoce y est exercé par une jeune fille, qui abandonne la charge au moment où elle se marie. Comme d'autres sanctuaires de Poséidon, c'est un lieu d'asile, dont le plus illustre réfugié fut Démosthène, qui s'y empoisonna. Ce fut également, sans doute en lien avec ce rôle d'asile, le centre d'une amphictyonie regroupant sept cités, organisation qui est néanmoins très peu documentée, et dont la datation est discutée,. Le temple est situé au centre de l'île. Il remonte au moins au Géométrique ancien, au IXe siècle av. J.-C., et existe jusqu'à l'époque hellénistique. Un temple y a été construit dans le dernier quart du VIe siècle av. J.-C., puis des édifices à portiques (stoas) sont à leur tour construits dans les deux siècles suivants. Il y a peu de traces d'activités rituelles : des restes de céramiques, de poissons et d'ossements d'animaux dans une fosse attestent sans doute de la pratique de banquets cultuels,.

### Cyclades et Ténos

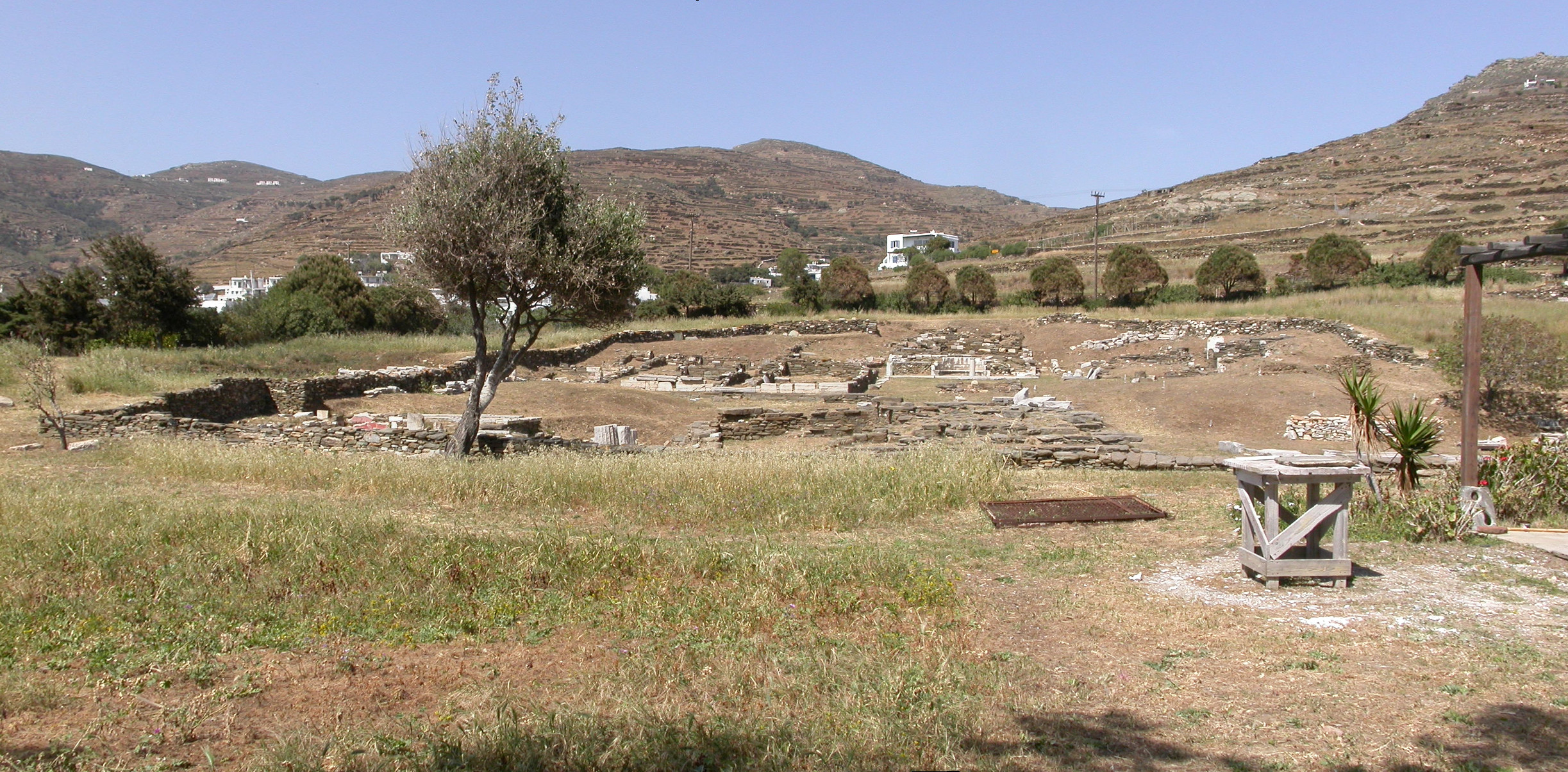
Le site du sanctuaire de Poséidon et d'Amphitrite à Kionia sur Ténos.

On s'attendrait à ce que Poséidon, en tant que dieu de la mer et des activités maritimes, suscite une grande ferveur dans les îles des Cyclades, mais ce n'est manifestement pas le cas. Certes il est vénéré sur plusieurs îles, et on trouve des attestations du mois de Posideion et des fêtes des Posideia sur plusieurs d'entre elles. Certaines de ses épithètes liées à la mer sont bien attestées : Nauclarios à Délos, Phykios à Mykonos et Pelagios à Théra (inscrit sur une sculpture de dauphin). Mais les dénominations terrestres (Gaiaochos, Asphaleios, Temeliouchos) et équines du dieu (Hippegetes à Délos) y sont tout autant si ce n'est plus présents. 
Le principal lieu de culte du dieu, qu'il partage avec sa parèdre Amphitrite, se situe sur l'île de Ténos, sur le site de Kionia, et c'est après le grand sanctuaire de Délos le second plus important lieu de culte de la région, au moins à l'époque hellénistique. Strabon (X, 5, 11) rapporte sa popularité en ces termes :

« Ténos a une ville qui n'est pas grande, mais le sanctuaire de Poséidon, lui, est grand ; il se trouve dans un bois en dehors de la ville, et il est digne d'être vu : on a aménagé de grandes salles de banquet, signe qu'une foule importante de pèlerins des îles voisines participe au sacrifice des Poseidonia »

— Strabon (trad. R. Étienne), Géographie, X, 5, 11.
Selon les dires de Philochore (fragment 175), cité par Clément d'Alexandrie, on vénère à Ténos le dieu en tant que « Docteur » Iatros. Cette épiclèse, généralement réservée à Apollon, n'est pas attestée ailleurs pour Poséidon, au point qu'on a pu douter de la fiabilité de la source, d'autant plus qu'aucune inscription ou objet votif trouvé sur place ne vient appuyer cela. R. Étienne a néanmoins souligné que le romain Neptune présente à l'occasion des pouvoirs de dieu guérisseur, et que ce type de culte se développe à la période hellénistique, qui coïncide justement avec l'essor du sanctuaire,.
Les recherches archéologiques conduites par l’École française d'Athènes ont pu dater le début d'activité du culte de Poséidon vers le milieu du IVe siècle av. J.-C., Amphitrite ne semblant vénérée que dans un second temps. La plus ancienne construction attestée est une fontaine. L'apogée du sanctuaire semble dater du début du IIe siècle av. J.-C., à la seconde époque de la ligue des Nésiotes, dont il sert alors de lieu de rassemblement, qui est placée sous la coupe de Rhodes. On y a d'ailleurs trouvé des inscriptions de marins rhodiens adressées à diverses divinités pour obtenir leur protection. Le déclin de la cité rhodienne après 166 semble s'accompagner de celui de Ténos et de son sanctuaire. Le temple reste de dimensions modestes. Un autel monumental y a été mis au jour, ainsi que des fragments de statues colossales qui pourraient correspondre à un groupe représentant Poséidon et Amphitrite mentionné dans la littérature antique. D'autres représentent des créatures marines. Le site comprend également des lieux de culte pour la fratrie Apollon-Artémis. Des programmes de constructions sont attestés jusqu'au milieu du IIe siècle de notre ère. Le sanctuaire semble tomber en ruines lors des troubles du IIIe siècle de notre ère,.

## Réceptions et évocations après la période antique
Pour l'essentiel, la réception de la figure de Poséidon après l'époque antique se fait par le biais du dieu romain Neptune qui a repris certains de ces aspects, lorsqu'il est devenu un motif dans la culture de l'Europe occidentale, qui connaît avant tout la culture grecque par le biais de son adaptation par les Romains. Cela explique que le dieu soit avant tout passé à la postérité sous le nom de Neptune, principalement en tant que dieu des mers, moins sous ceux liés aux séismes et aux chevaux, avec un tempérament moins colérique et plus apaisé.

### Arts
Neptune est souvent représenté dans l'art européen à partir de la Renaissance. Il se retrouve notamment dans des fontaines sculptées (Fontaine de Neptune) et des peintures, en général dans une posture sereine qui semble inspirée de l’Énéide de Virgile, avec un air serein et souverain. Son tempérament plus orageux, lié aux forces de la mer, est représenté à l'occasion, notamment dans Neptune et Triton du Bernin (1622-3) et Neptune calmant la tempête de Rubens (1635). Les compositions plus riches, inspirées de l'Antiquité, représentant le dieu entouré des incarnations des éléments marins, dites du « triomphe de Neptune », sont courantes, ainsi que les scènes de ses amours avec Amphitrite ou Amymoné. Ces représentations ont tendance à humaniser le dieu et à lui faire perdre en majesté. Dans l'art du début du XIXe siècle, Neptune est encore représenté pour orner des fontaines ou des peintures reprenant des sujets de mythologie antique, en revanche par la suite il se raréfie.

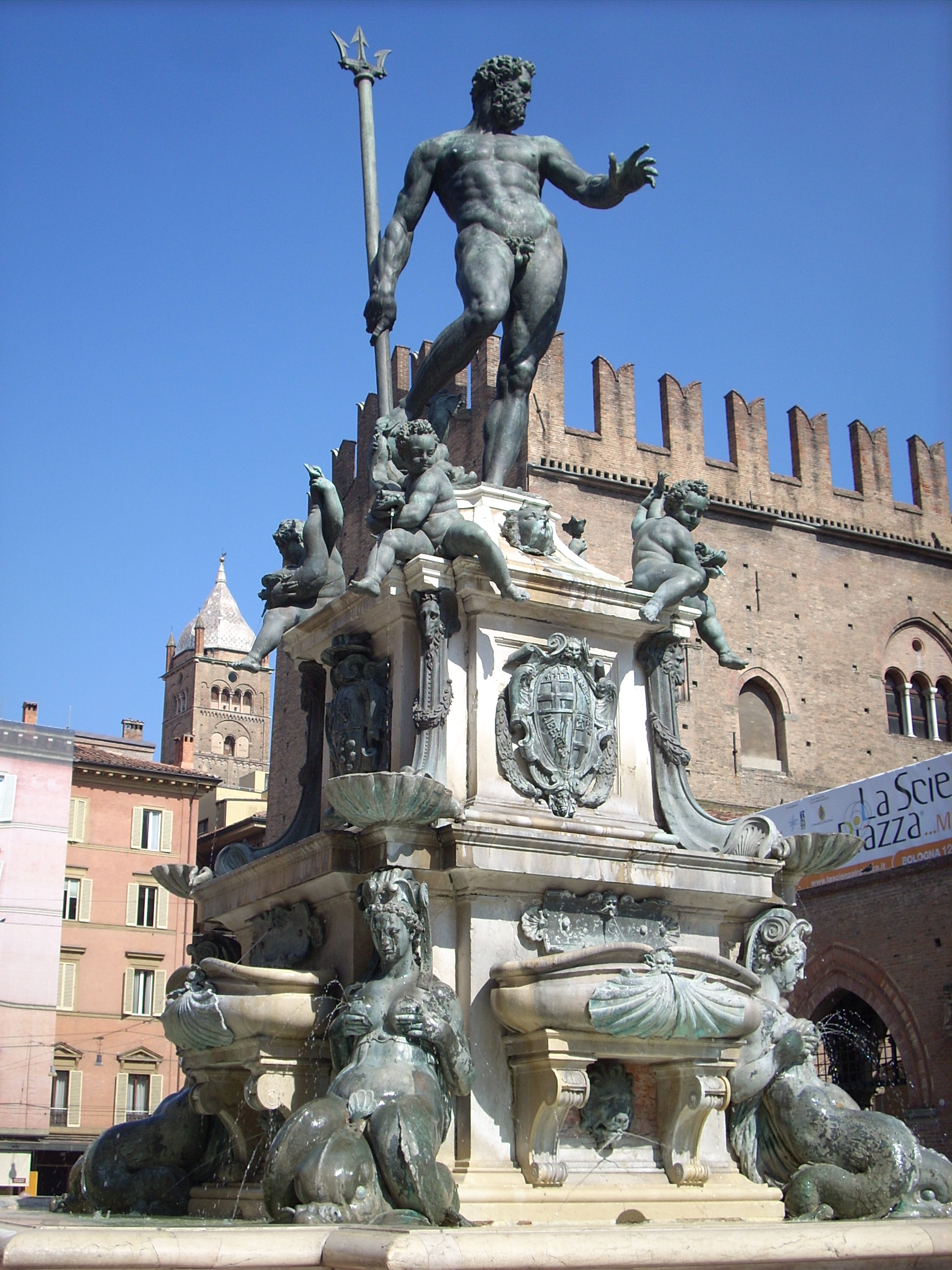
Fontaine de Neptune à Bologne, 1565.
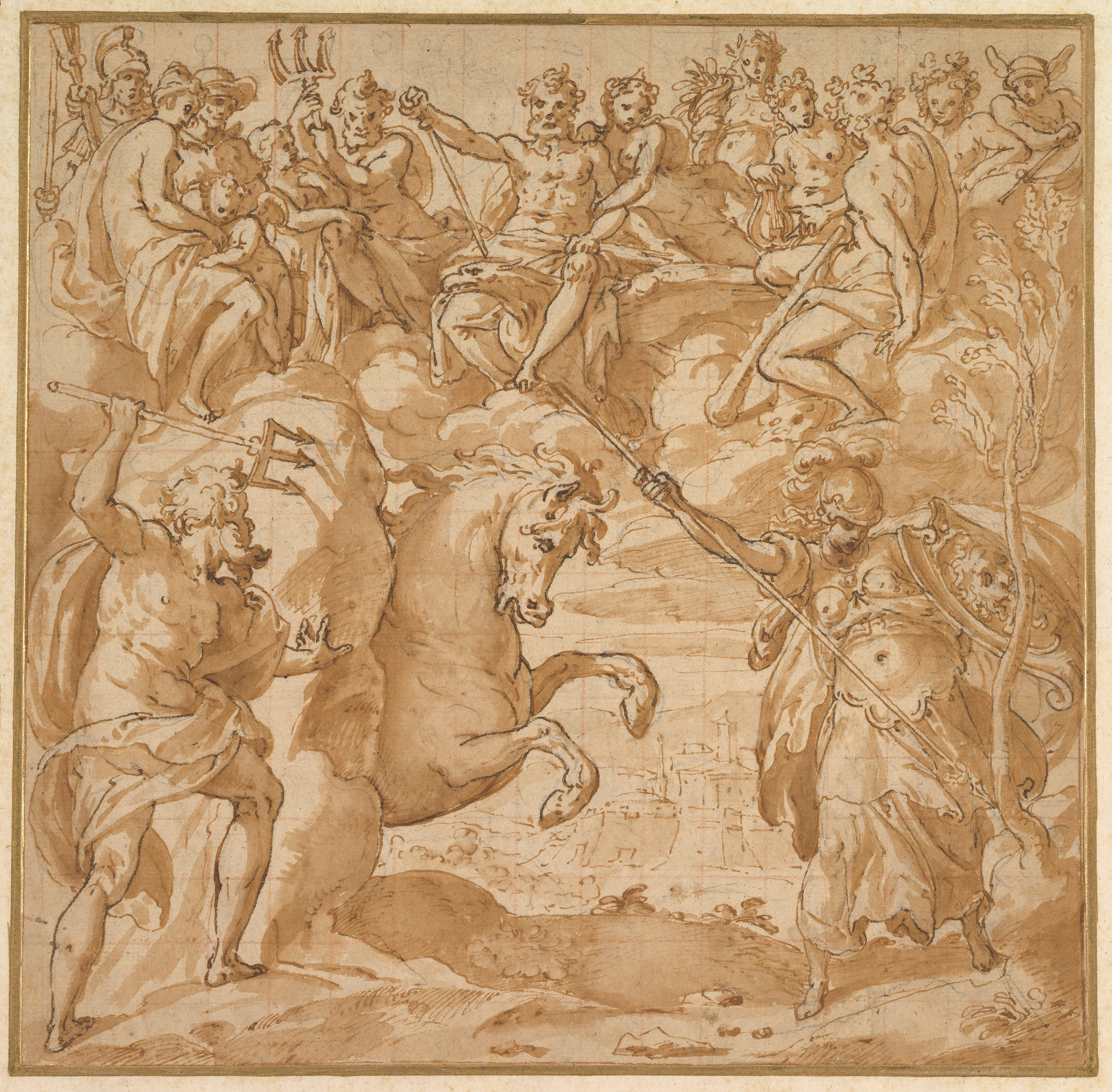
Concours entre Athéna et Poséidon pour la possession d'Athènes par Cesare Nebbia, vers 1570. Metropolitan Museum of Art.
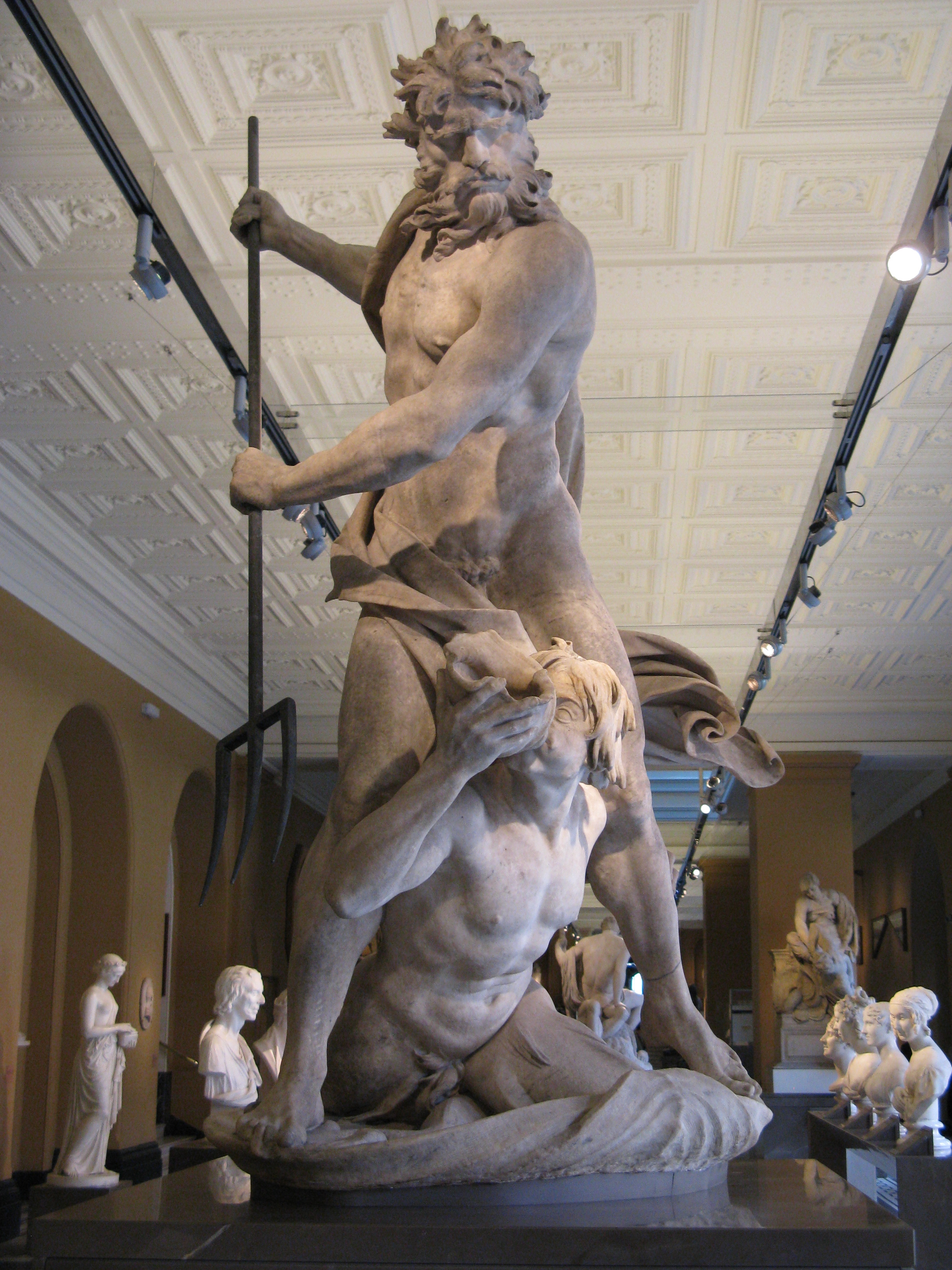
Neptune et Triton, Le Bernin, 1622/3. Victoria and Albert Museum.
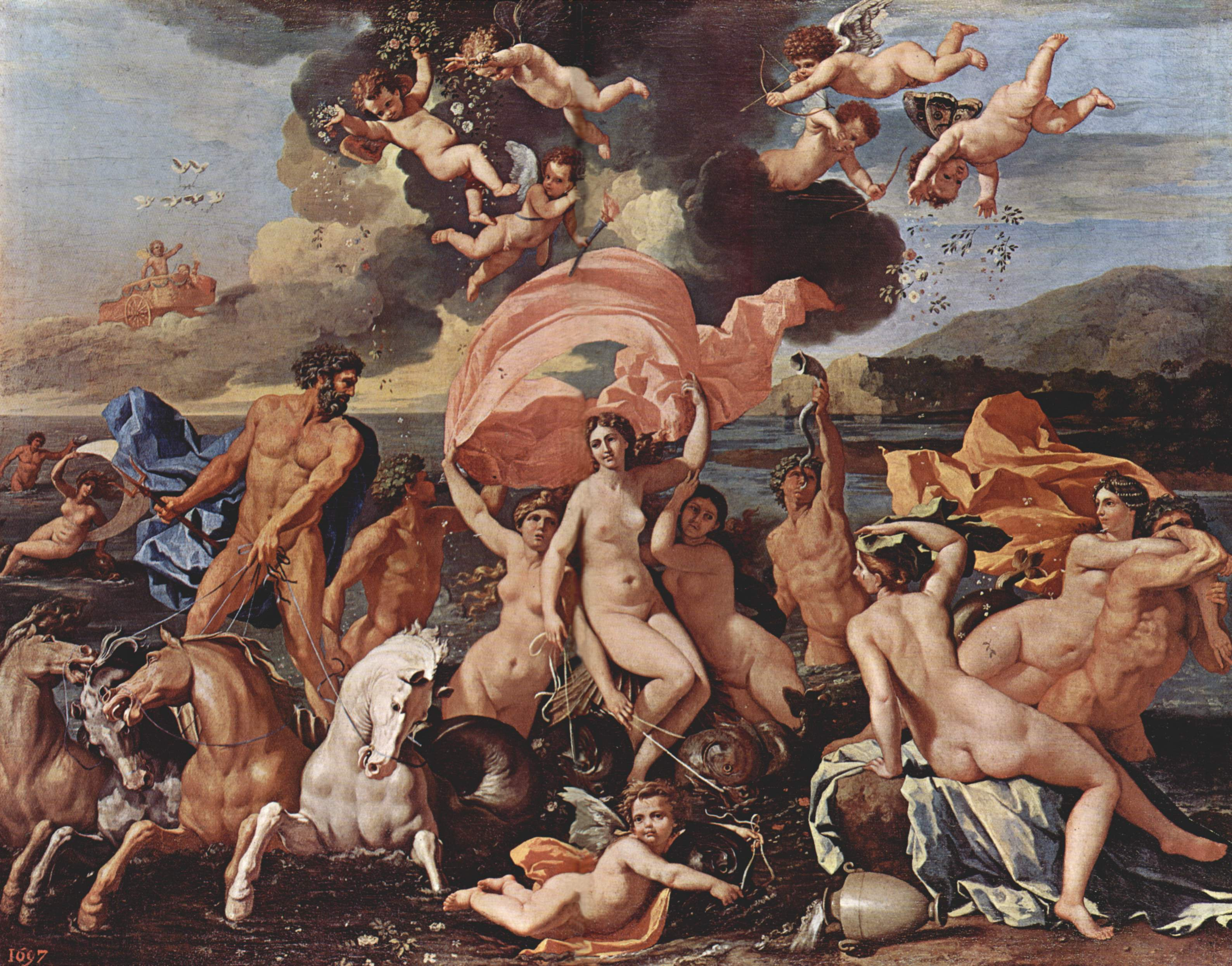
Le Triomphe de Neptune ou La Naissance de Vénus, Nicolas Poussin, 1635. Philadelphia Museum of Art.

### Astronomie
L'astronomie, s'inspirant des dieux mythologiques romains pour nommer les planètes de notre système solaire, a réservé le nom de Neptune à la huitième et dernière, découverte au XIXe siècle et s'ajoutant à celles notamment connues depuis l'Antiquité. Planète géante bleutée comme les océans, son symbole astronomique (et astrologique) est d'ailleurs le trident (♆),. Les Grecs modernes la nomment, quant à eux, « Poséidon » (Ποσειδώνας / Poseidónas).

### Cinéma
- King Neptune des Silly Symphonies sorite en 1932.
- Bill Gudgeon joue Poséidon dans Jason et les Argonautes sorti en 1963.
- Jack Gwillim l'interprète dans Le Choc des Titans sorti en 1981.
- Le dieu marin apparait dans Hercule sorti en 1997.
- Danny Huston dans Le Choc des Titans sorti en 2010.
- Kevin McKidd dans Percy Jackson : Le Voleur de foudre sorti en 2010.
- Kellan Lutz dans Les Immortels sorti en 2011.
- Danny Huston dans La Colère des Titans sorti en 2012.
- Paul Borne dans Pattie et la Colère de Poséidon en 2022.

#### Télévision
- Poséidon apparaît dans la série animée L'Odyssée de 2002. Il est le principal antagoniste et désire se venger d'Ulysse, qui a pris Troie et blessé son fils le cyclope. Son statut de dieu lui interdit toutefois d'agir directement, le forçant à prendre des complices ou faire appel à des créatures de la mythologie grecque. Il est présenté comme un dieu tyrannique, hypocrite, menteur et manipulateur sans scrupules.
- Poséidon apparaît dans plusieurs épisodes de Xena, la guerrière.
- Poséidon apparaît dans plusieurs épisodes de Hercule de 1998.
- Horatio McCallister le joue dans l'épisode 14 To Bart or not to Bart de la saison 13 des Les Simpson.
- Frédéric Pierrot dans 50 nuances de Grecs sorti en 2018.
- Ernie Hudson le joue dans Once Upon a Time de 2011.

### Éponymie
- Le dieu des mers et des océans est l'appellation bienvenue de plusieurs navires ou autres avions de patrouille maritime (comme le récent Boeing P-8 Poseidon) et sous-marins. Le trait de caractère vindicatif et colérique ainsi que sans pitié semble se distinguer pour désigner de nombreux bâtiments maritimes militaires ou bien encore des missiles mer-sol balistiques et stratégiques (missiles Trident, UGM-73 Poseidon).
- Entre 1992 et 2005, le satellite franco-américain TOPEX/Poséidon étudia les océans de la Terre : il mesure les courants océaniques et les niveaux des mers[208].
- Des imposantes montagnes russes aquatiques sont nommées Poséidon dans le parc d'attraction Europa Park, en Allemagne, près de la frontière, vers la ville française de Colmar[209].

### Littérature

#### Bande dessinée
- Poséidon fait partie des nombreux dieux cités dans la série de bande dessinée Astérix.
- Les Petits Mythos Tome 4 Poséidon d'avril sorti en 2014.
- Odyssée Tome 2 Les Naufragés de Poséidon de Thomas Gilbert et sorti en 2015.
- L'Odyssée Tome 1 La Colère de Poséidon de Luc Ferry, Didier Poli, Clotilde Bruneau et Giovanni Lorusso sorti en 2017.

#### Roman
- En littérature française, l'apparition la plus notable du dieu est l'œuvre de Racine. Dans Phèdre en effet, Thésée en appelle au dieu de la mer pour se venger de son fils qu'il croit coupable d'inceste. Le fameux "récit de Théramène", à la fin de la tragédie, raconte comment un monstre suscité par Poséidon surgit de la mer et terrorise les chevaux d'Hippolyte (Acte V, scène 6). Cette célèbre tirade classique est la matière d'un rêve puis d'une séance de psychanalyse et enfin d'une brillante interprétation psychanalytique dans le cours universitaire que donne le narrateur de Fils[210], une auto-fiction de Serge Doubrovsky. Le dieu incarne enfin la puissance des forces naturelles déchaînées dans le final de Si les dieux incendiaient le monde d'Emmanuelle Dourson[211].
- Dans l'œuvre de Tolkien, le personnage d'Ulmo est semblable à Poséidon.

#### Manga
- On le voit apparaître dans des mangas (Saint Seiya[212], One Piece[213]…)

#### Fantasy
Poséidon apparaît dans des romans jeunesse (la série Percy Jackson de Rick Riordan, Le Sceptre de Poséidon de Géraldine Cabon).

### Jeux vidéos
- On le retrouve dans les médias les plus modernes, comme les jeux vidéo ou bien les animations issues souvent des mangas ou encore en informatique (le programme d'assistant de diagramme Poseidon for UML[215]) :
  - Poséidon a fait de multiples apparitions dans la série de jeux de l'univers God of War de Kratos.
  - Poséidon est l'un des dieux majeurs de la civilisation grecque dans Age of Mythology.

### Zoologie
- La zoologie évoque les fonds marins avec la posidonie de Méditerranée, une algue envahissante parfois même surnommée « chiendent de mer »[216]. Le sauroposéidon est l'un des plus imposants dinosaures et sa signifiante masse a inspiré à ses découvreurs, dans la décennie 1990, l'aspect divin des tremblements de terre de Poséidon et ils le nommèrent le « dieu des tremblements de terre saurien »[217].

### Sources primaires
- Pausanias (trad. Madeleine Jost), Description de la Grèce : Livre VIII, L'Arcadie, t. VIII, Paris, Les Belles Lettres, 2002.
- Hélène Monsacré (dir.), Tout Homère, Paris, Albin Michel/Les Belles Lettres, 2019.

### Sources secondaires

#### Religion et mythologie grecques
- Pierre Lévêque et Louis Séchan, Les grandes divinités de la Grèce, Paris, Armand Collin, 1990 (1re éd. 1966).
- Pierre Grimal, Dictionnaire de la mythologie grecque et romaine, Paris, Presses universitaires de France, 2002, 15e éd. (1re éd. 1951).
- (en) Robin Hard, The Routledge Handbook of Greek Mythology : Psychology Press, 2004.
- Timothy Gantz, Mythes de la Grèce archaïque, Belin, 2004 [détail de l’édition].
- (en) Jennifer Larson, Ancient Greek Cults : A Guide, New York, Routledge, 2007.
- Walter Burkert (trad. Pierre Bonnechere), La Religion grecque à l'époque archaïque et classique, Paris, Picard, 2011 (1re éd. 1977).

#### Poséidon
- Raymond Bloch, « Quelques remarques sur Poséidon, Neptune et Nethuns », Comptes rendus des séances de l'Académie des Inscriptions et Belles-Lettres, vol. 125, no 2,‎ 1981, p. 341-352 (lire en ligne).
- Jean Rudhardt, « Eau (divinités de l') dans la mythologie grecque », dans Yves Bonnefoy (dir.), Dictionnaire des mythologies et des religions des sociétés traditionnelles et du monde antique, Paris, Flammarion, 1999 (1re éd. 1981), p. 645-655.
- (de) Erika Simon, « Poseidon », dans Lexicon Iconographicum Mythologiae Classicae (LIMC), vol. VII, Zurich et Munich, Artemis, 1994, p. 446-479 (t. 1) et 352-379 (t. 2).
- (en) Richard L. Gordon, « Poseidon », dans Karel van der Toorn, Bob Becking et Pieter W. van der Horst (dir.), Dictionary of Deities and Demons in the Bible, Leyde, Boston et Cologne, Brill, 1999, p. 659-662.
- (de) Jan N. Bremmer et Balbina Bäbler, « Poseidon », dans Hubert Cancik et Helmuth Schneider (dir.), Der Neue Pauly, Altertum, vol. 10 : Pol-Sal, Stuttgart, J. B. Metzler, 2001, col. 201-206.
- (en) Rob W.M. Schumacher, « Three related sanctuaries of Poseidon: Geraistos, Kalaureia and Tainaron », dans Nanno Marinatos et Robin Hägg (dir.), Greek Sanctuaries: New Approaches, Londres, Routledge, 2005 (1re éd. 1993), p. 51-69.
- (de) Ines Lauffer, « Poseidon », dans Maria Moog-Grünewald (dir.), Mythenrezeption: Die antike Mythologie in Literatur, Musik und Kunst von den Anfängen bis zur Gegenwart, Stuttgart, J. B. Metzler, coll. « Der Neue Pauly. Supplemente » (no 5), 2008, p. 600-604.
- (en) Michael H. Jameson, « Poseidon », dans Simon Hornblower, Antony Spawforth et Esther Eidinow (dir.), The Oxford Classical Dictionary, Oxford, Oxford University Press, 2012, 4e éd., p. 1194-1195.
- François de Polignac, « Détroits, isthmes, passages : paysages « sous le joug » de Poséidon », Kernos, vol. 30,‎ 2017, p. 67-83 (lire en ligne).
- (en) Jan N. Bremmer, « The Power of Poseidon: Horses, Chaos and Brute Force », dans The World of Greek Religion and Mythology Collected Essays II, Tübingen, Mohr Siebeck, 2019, p. 21-27.
- Sylvain Lebreton, « Dionysos au miroir de Poséidon : portraits onomastiques croisés », dans Corinne Bonnet (dir.), Noms de dieux : Portraits de divinités antiques, Toulouse, Anacharsis, 2021, p. 101-131.

#### Banques de données, dictionnaires et encyclopédies
- Ressource relative à la bande dessinée :   - Comic Vine
- Notices dans des dictionnaires ou encyclopédies généralistes :   - Britannica
  - Brockhaus
  - Gran Enciclopèdia Catalana
  - Hrvatska Enciklopedija
  - Internetowa encyklopedia PWN
  - Nationalencyklopedin
  - Proleksis enciklopedija
  - Store norske leksikon
  - Treccani
  - Universalis
- Notices d'autorité :   - VIAF
  - BnF (données)
  - IdRef
  - LCCN
  - GND
  - Pologne
  - Israël
  - Suède
  - Tchéquie

#### Autres
- « Poséidon, le dieu aux cheveux bleus », sur France Inter, émission « Quand les Dieux rôdaient sur la Terre », présentation Pierre Judet de la Combe, 27 avril 2024 (consulté le 3 mai 2024)